# Ленин и шахматы

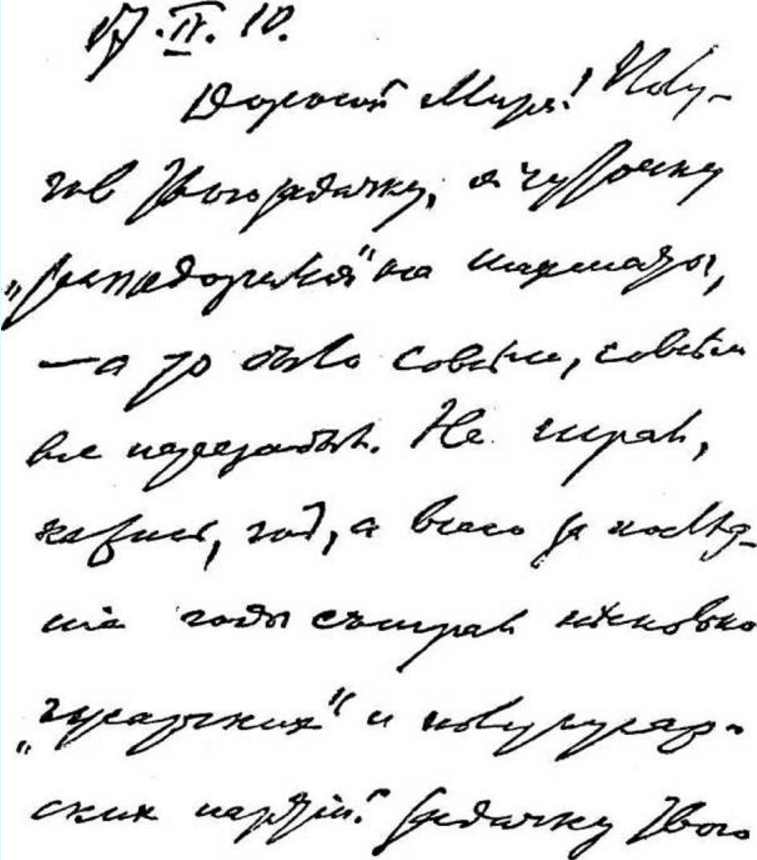
Первая страница письма В. И. Ленина Д. И. Ульянову о шахматной задаче. 17 февраля 1910

Ле́нин и ша́хматы — тема, неоднократно становившаяся предметом анализа не только историков, но и профессиональных шахматистов. Она отражена в записях самого Владимира Ленина, широко представлена в мемуарах его родственников, соратников по партии, в воспоминаниях политических оппонентов, в научных и научно-популярных биографиях руководителя большевиков и советского правительства, в изданиях по истории шахмат в Российской империи, СССР и современной России. Также были изданы книги, посвящённые непосредственно данной теме.
На протяжении большей части своей жизни Владимир Ленин увлекался шахматами: играл в них, решал шахматные задачи и этюды, активно интересовался событиями шахматного мира как в России, так и за рубежом, а также общался с известными шахматистами своего времени. В своих политических работах и выступлениях он нередко использовал образы и лексику, привычные для шахматистов. Считается, что сохранились партии, сыгранные главой советского правительства. Существуют десятки произведений живописи и графики на этот сюжет (большинство из них созданы в СССР в 1930—1970-е годы), сохранилось некоторое количество фотографий, запечатлевших лидера большевистской партии за шахматной доской, данной теме посвящены литературные произведения и исследования литературоведов.
Увлечение Ленина шахматами широко использовалось в СССР для популяризации этой игры на протяжении 1920—1980-х годов. В 2010-е годы эта тема снова стала актуальной в Европе и США после появления на аукционе офорта «Игра в шахматы: Ленин с Гитлером — Вена 1909» (англ. «A Chess Game: Lenin with Hitler — Vienna 1909», также известного под названием «Гитлер играет в шахматы с Лениным» — англ. «Hitler playing chess with Lenin») чешско-немецкой художницы еврейского происхождения Эммы Лёвенштамм, на котором, по утверждению некоторых искусствоведов и историков, запечатлён шахматный поединок между двумя политиками, состоявшийся в Вене в 1909 году. Однако, большинство экспертов датируют работу более поздним периодом и отрицают возможность такой встречи.

## Шахматы в жизни Ленина

### Детские годы

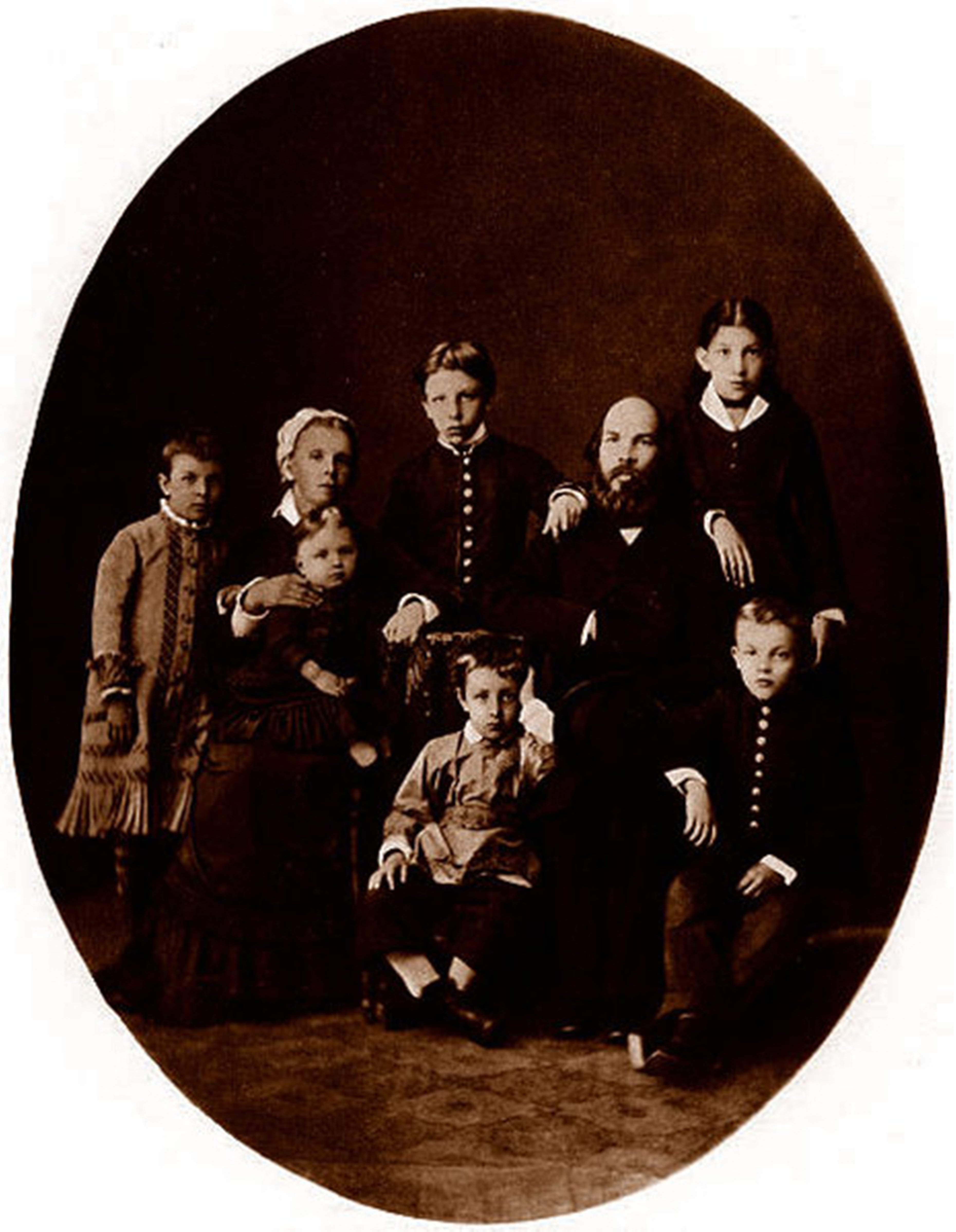
Семья Ульяновых в 1979 году

Владимир Ульянов начал играть в шахматы с восьми или девяти лет. Советский историк и библиограф Николай Сахаров в статье «Книга из библиотеки Ульяновых» (1970) писал, что он проанализировал незадолго до этого опубликованный «Список книг семейной библиотеки Ульяновых в 1867—1887 гг.». Единственной книгой, находившейся в этом списке из почти 400 упомянутых в нём изданий — книг и журналов, имевшей раздел, посвящённый шахматам, оказался «Сборник игр и полезных занятий для детей всех возрастов». Историк считал, что именно по этой книге Владимир Ульянов знакомился с основами шахматной игры. Книга излагает правила игры, приводит в качестве примера партию продолжительностью 20 ходов, но, как отмечал Сахаров, содержит неточности и даже ошибки.
Сначала Владимир играл с отцом и старшим братом Александром, а затем с младшими Дмитрием (он называл Владимира своим учителем в этой игре) и сестрой Ольгой. Дмитрий Ульянов писал, что в игре Владимир, хотя и стал его наставником, но был слишком суров к дилетантам, поэтому сам он предпочитал играть в шахматы с отцом, а не со старшим братом. Сестра Анна писала, что Владимир был шумным мальчиком и отец использовал шахматы, чтобы в доме хотя бы на некоторое время установилась тишина. Комплект шахмат, который использовался в семье, был выточен отцом на токарном станке из пальмового дерева.
Впоследствии Ленин рассказывал своей супруге, что отец сначала легко обыгрывал своих старших сыновей, но они достали некое «руководство к шахматной игре» и ситуация резко изменилась. Однажды вечером Владимир наткнулся на отца, который шёл из комнаты старших сыновей со свечой в руке и нёс это руководство к себе в комнату, где плотно засел за его изучение. Биограф Ленина Анатолий Иванский предполагал, что речь в данном эпизоде идёт о «Руководстве к шахматной игре» Иоганна Германа Цукерторта и Жана Дюфреня, которое было впервые издано в Санкт-Петербурге в 1872 году, а затем неоднократно переиздавалось. Когда в 15 лет Владимир Ульянов стал безоговорочно сильнее отца в шахматах, тот посоветовал ему познакомиться с неким Ильиным, в то время самым сильным шахматистом Симбирска, где тогда проживала семья. Играла в шахматы и Мария Александровна — мать семейства, но только во время отъезда мужа, обычно же она ограничивалась наблюдением за игрой своих близких, отдыхая от домашних дел.

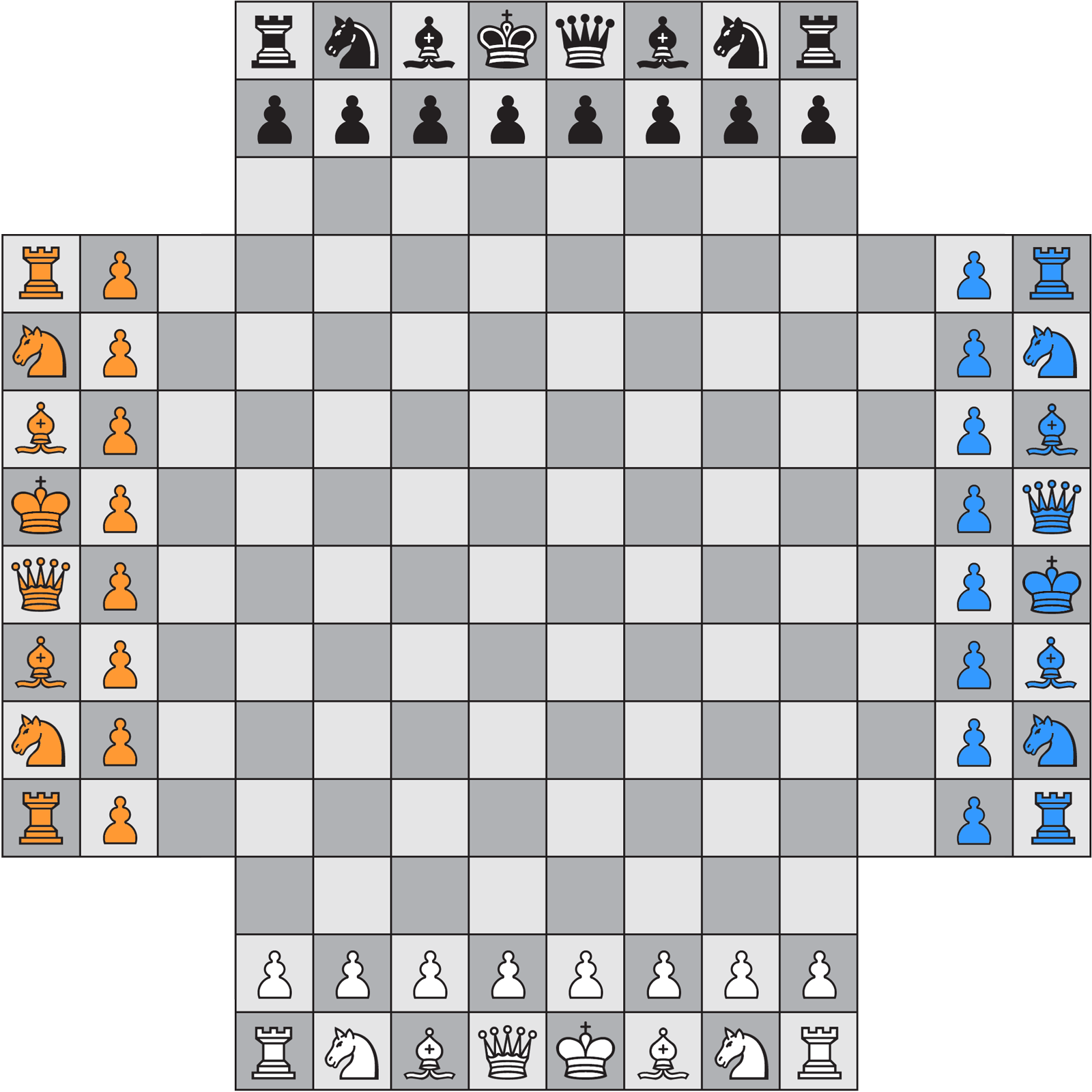
Четверные немецкие шахматы

В семье практиковалась экзотическая игра в шахматы вчетвером (для этого имелась доска — 160 клеток, имеющая крестообразную форму, а также фигуры четырёх разных цветов). Анна Ульянова вспоминала: «Володя играл в шахматы с отцом и с братом Сашей. Мы, девочки, играли меньше. Помню только одну осень, когда отец и мы, трое старших, очень увлекались четверными шахматами и просиживали за ними поздно по вечерам. Но когда начались регулярные занятия, пришлось, конечно, оставить эту игру, которая обычно очень затягивалась. Относясь ко всему серьёзно, Володя и шахматную игру стал изучать, как и старший брат, по руководствам и позднее играл очень хорошо. Игра эта часто скрашивала для него вынужденную жизнь в деревне, в провинции, а после — в ссылке и в эмиграции».
Придумывались и новые игры. Двоюродный брат и сверстник будущего лидера большевистской партии Николай Веретенников, опубликовавший впоследствии в газете «Пионерская правда» очерк «Володя Ульянов за шахматной доской», утверждал, что Владимир однажды ему «предложил сыграть по-новому: разделить шахматную доску пополам большой папкой так, чтобы играющие не видели шахматных фигур друг у друга. Каждый из играющих ставит фигуры на 4 горизонталях, как ему вздумается. Для большего простора четыре пешки отбрасываются. Когда у обоих играющих расставлены фигуры, папка снимается: король противника, схороненный на крайней горизонтали в правом или левом углу доски, а то и посередине, стоит, крытый пешками; кони, защищенные пешками, подкрепляют друг друга; ладьи расположились по одной вертикали и нацелены на невидимую цель. Слоны протянули свои щупальца в лагерь противника. И всё это подкрепляется защитой ферзя, скромно укрытого от непосредственного удара противника. И начинается бой, чрезвычайно интересный и острый…». Тот же Веретенников вспоминал, что однажды предложил Владимиру Ульянову сыграть в обычные шахматы. Мальчик отказался, так как Веретенников играл в них очень слабо, но двоюродные братья играли между собой в шашки. Шашечного комплекта в Кокушкине (эта деревня была имением Александра Дмитриевича Бланка — деда Владимира Ульянова по материнской линии), где они тогда жили, не было, поэтому играть в шашки приходилось самодельными шахматами, которые были очень большие и неуклюжие.
Дмитрий Ульянов утверждал, что у Владимира было правило ходов назад не брать, он играл серьёзно и не любил «лёгких» партий. Играя с более слабыми игроками, Владимир Ульянов давал противнику фору — фигуру. Ему доставляли удовольствие хорошие ходы противника. В пятнадцать лет Владимир Ульянов уже обыгрывал отца. Летом 1886 года он сыграл матч со старшим братом Александром. Матч играли по вечерам. Старшему было двадцать лет, а Владимиру — всего шестнадцать. Партии проходили в маленькой комнате, выходившей во двор. Как-то раз к окну подбежала девочка лет двенадцати и крикнула: «Сидят как каторжники за решёткой». По воспоминаниям друзей юности Владимир и Александр также играли вслепую — не глядя на доску. Сверстник и друг Александра Ульянова во время его учёбы в Санкт-Петербурге Иван Чеботарёв рассказывал, что иногда во время совместной прогулки, Александр и Владимир Ульяновы начинали играть партию в шахматы «втёмную» (фр. «à l'aveugle») — то есть без доски и фигур, возвратившись же домой, они расставляли фигуры уже на доске и доигрывали партию.
Играл вслепую Владимир Ульянов и позже, иногда против нескольких противников одновременно. Дмитрий Ульянов, однако, отмечал, что Владимир не любил игру вслепую, от себя же добавлял, что такой способ игры вреден, чрезвычайно утомителен, а качество игры резко ухудшается.
В воспоминаниях некоего Д. М. Андреева — выпускника Симбирской гимназии, который учился в одном классе с Владимиром Ульяновым, описывается эпизод, относящийся к поздним гимназическим годам будущего лидера большевистской партии: «Как-то раз зимним вечером я застал Володю у Сердюкова. Когда я пришел, они уже сидели за шахматной доской. Смотреть, как они играют в шахматы, я не любил, предпочитал сам играть, а вмешиваться в их игру, давать советы и рассуждать о сделанных ходах не позволял мне Володя. Это мешало ему сосредоточиться. Чтобы отвлечь их от шахмат, я задумал начать разговор на интересовавшую нас тогда тему о народовольцах, „хождении в народ“ и революционной борьбе. К такому разговору ни Володя, ни Костя не могли долго оставаться равнодушными. Сердюков и я отстаивали „хождение в народ“, а Ульянов разбивал все наши доводы вескими замечаниями. Шахматы были забыты».

### Шахматы в юности Владимира Ульянова

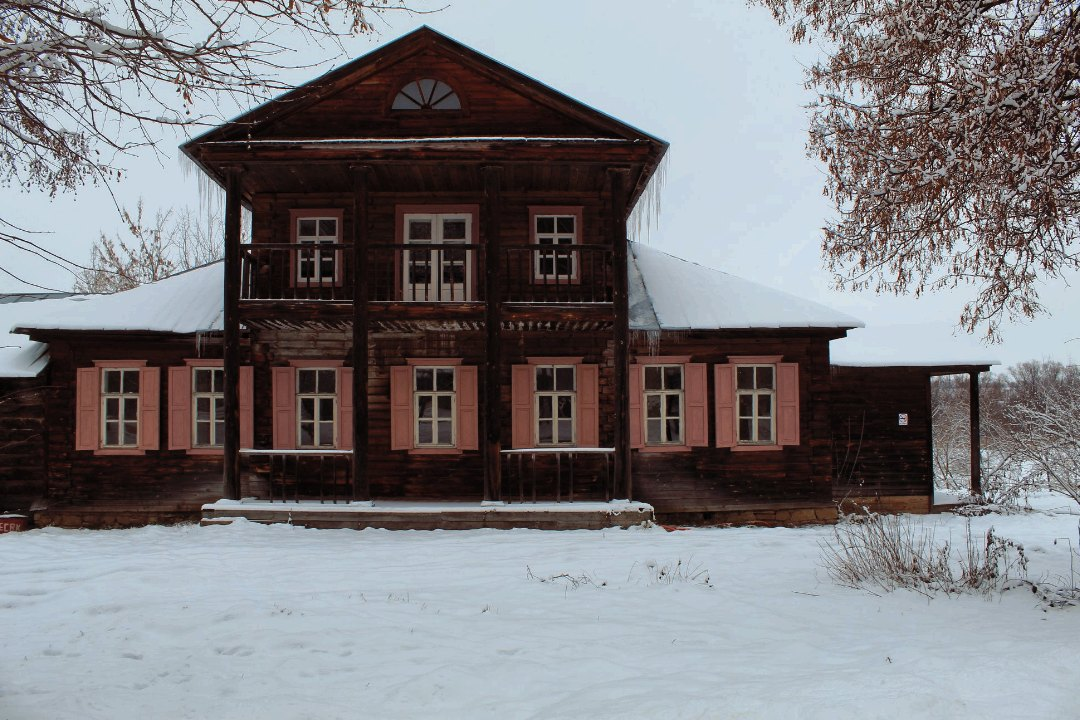
Музей-заповедник В. И. Ленина в Ленино-Кокушкино. Флигель усадебного дома (сгорел в 2022 году)

Владимир Ульянов продолжил играть в шахматы, обучаясь в Казанском университете в 1887 году (обычно это происходило в комнатке при нелегальной студенческой столовой, где обосновались четверо членов университетского симбирского землячества; обычно в этой комнате было шумно, но Владимир Ульянов часами играл партию за партией, не обращая внимания на окружающую обстановку), а затем, после исключения из университета за участие в студенческой сходке в декабре 1887 года, в ссылке в селе Кокушкино, где находился под негласным надзором полиции (1887—1888). Сильных противников там было не найти, поэтому редкие партии Владимир Ульянов играл против двоюродных братьев — Александра Ардашева и Николая Веретенникова, иногда навещавших его в Кокушкино. В воспоминаниях современника встречается упоминание о партиях, которые сыграл Владимир Ульянов сразу против двух своих родственников.
Зимой 1888—1889 года, вернувшись из ссылки в Казань, Ульянов посещал местный шахматный клуб («Общество любителей шахматной игры») вместе с одним из своих двоюродных братьев — Александром Ардашевым. Известно, что в то время действительными членами клуба были 265 человек, а ещё 21 значились как «постоянные гости». Вместе с тем, в шахматных турнирах, которые там проходили, участвовало не более 20—30 человек. В коллективной статье «Из истории Общества любителей шахматной игры в г. Казани» (2016) в рецензируемом научно-документальном журнале «Гасырлар авазы / Эхо веков» было высказано предположение, что Владимир Ульянов имел в «Обществе любителей шахматной игры» статус гостя. Этот статус предусматривал, что его обладатель не относится к категориям, запрещённым Уставом Общества (несовершеннолетние, кроме лиц, имеющих «классный чин», воспитанники учебных заведений, юнкера и «низшие воинские чины» — солдаты и унтер-офицеры, лица, исключённые ранее из этого или других обществ Казани, лица, подвергшиеся ограничениям прав по суду, а также женщины; ограничений по национальному признаку не было), имеет письменную рекомендацию одного из действительных членов и вносит плату за вход в размере 20 копеек. Шахматный клуб работал ежедневно (кроме ряда православных праздников) с двенадцати часов дня до часа тридцати ночи. Пребывание в клубе после указанного времени влекло штраф, но закрывался он окончательно только в 5 утра. В Казани Ульянов играл много и относился к шахматам, как к достаточно серьёзному занятию, отводя под них послеобеденное и вечернее время.
Марк Елизаров (муж старшей сестры Владимира Ульянова Анны) организовал партию по переписке между Ульяновым и сильным самарским шахматистом Андреем Хардиным. Елизаров сыграл несколько партий с Ульяновым в Кокушкино и был впечатлён способностями своего противника. Рассказав же о нём Хардину, он заинтересовал самарского шахматиста возможностью сыграть с сильным соперником. Ходы передавались по почте, чаще всего с помощью почтовых открыток. После одного своего хода Владимир Ильич, ожидая ответного письма, несколько раз расставлял шахматы и говорил: «Интересно, что же он теперь сделает, как выпутается из этого положения, я, по крайней мере, не нахожу удовлетворительного ответа»… Андрей Хардин был известным в России шахматистом, он с успехом играл против наиболее сильного шахматиста дореволюционной России Михаила Чигорина, и Ульянов партию по переписке Хардину проиграл.
Впоследствии, после переезда из Казани в Самару весной 1889 года, Владимир Ульянов лично познакомился с Хардиным. В очных партиях, которые проходили между ними, Хардин давал ему первоначально фору — коня. Позже, когда Владимир Ульянов стал побеждать, фора уменьшилась до пешки и хода, но при таком соотношении Ульянов чаще проигрывал. Зиму 1889—1890 года в Самаре Владимир Ильич увлекался шахматами больше, чем когда-либо. Он играл главным образом с Хардиным. Был организован турнир с участием восьми — десяти человек. Играли, предоставляя фору (фигуру), так как участники были разной силы. Они разделились на категории в зависимости от силы. В первой категории был Хардин, во второй — Ульянов и ещё один игрок, остальные были разделены на третий и четвёртый разряды. Победителем турнира стал Ульянов, получивший денежный приз около 15 рублей. Владимир Ильич часто бывал у Хардина, а потом, сдав экзамены за университет в Санкт-Петербурге, стал у него помощником присяжного поверенного. Шахматного клуба в Самаре не было, поэтому собрания любителей игры проходили либо в доме Хардина, либо на квартире Николая Долгова, известного своими народническими убеждениями. Его сын Пётр впоследствии опубликовал воспоминания о пребывании Владимира Ульянова в доме отца под названием «Из воспоминаний шахматиста». Когда становилось известно, что в доме Долговых появится Хардин, то обычно собиралось от шести до восьми шахматистов и либо устраивался сеанс одновременной игры, либо одна — две консультационные партии. Владимир Ульянов был частым посетителем таких шахматных вечеров.
Владимир Ульянов относился к шахматам только как к игре. По утверждению брата Дмитрия, старший брат не читал шахматной литературы, исключением было изучение эндшпилей и дебютов. Дмитрий писал, что Владимир никогда даже «не пробовал» систематически изучать теорию шахмат, что необходимо для игрока-профессионала. Однажды между ними даже разгорелся спор. Дмитрий заявил, что было бы хорошо в гимназии для развития умственных способностей вместо древнегреческого и латыни, которые тогда входили в программу, изучать шахматы. На это ему Владимир ответил: «Ну, этим ты поправишься, как говорится, из кулька в рогожку; не надо забывать, что шахматы всё-таки только игра, а не дело». Противоречат этому свидетельства матери и сестры Анны, утверждавших, что Владимир прилежно изучал теорию шахматной игры. Любой результат партии в то время Владимир встречал спокойно, без лишних эмоций, обороне предпочитал атаку, но Дмитрий Ульянов писал, что во время игры в шахматы, когда Владимир имел хорошую позицию или задумывал красивую комбинацию, то «задорно, смеющимися глазами смотрел на партнёра и, улыбаясь, продолжал насвистывать».
Активная участница революционного движения Мария Голубева в статье «Моя первая встреча с Владимиром Ильичём» рассказывала о своём знакомстве с Владимиром Ульяновым в Самаре в 1891 году. При первой своей встрече с ним автор воспоминаний была сильно разочарована, Владимир Ульянов не отличался статью, выглядел старше своих лет, весь вечер, не обращая внимания на происходившее вокруг, просидел за шахматной доской, играя против Николая Долгова. Оторвался от партии он только тогда, когда его мать забеспокоилась, что в наступивших сумерках молодая гостья может подвергнуться опасности. Тогда Владимир Ульянов вызвался её проводить. Впоследствии, Голубева часто бывала у семьи Ульяновых на дому и отмечала, что обычно Владимир Ульянов играл в шахматы в воскресенье после обеда с кем-нибудь из гостей. Узнав, что она сама в шахматы играть не умеет, Ульянов начал учить её игре, а так как Голубева оказалась плохой ученицей, то сердился и в конце концов вынужден был прекратить обучение.
Начиная с 1893 года, когда Владимир Ульянов переехал в Санкт-Петербург, он играл в шахматы реже. Однако, есть свидетельство, что оказавшись в тюрьме в 1895 году, Ульянов с товарищами изготовил фигурки из мякиша, а доску расчертил на бумаге и играл в шахматы, передавая ходы стуком в стену.

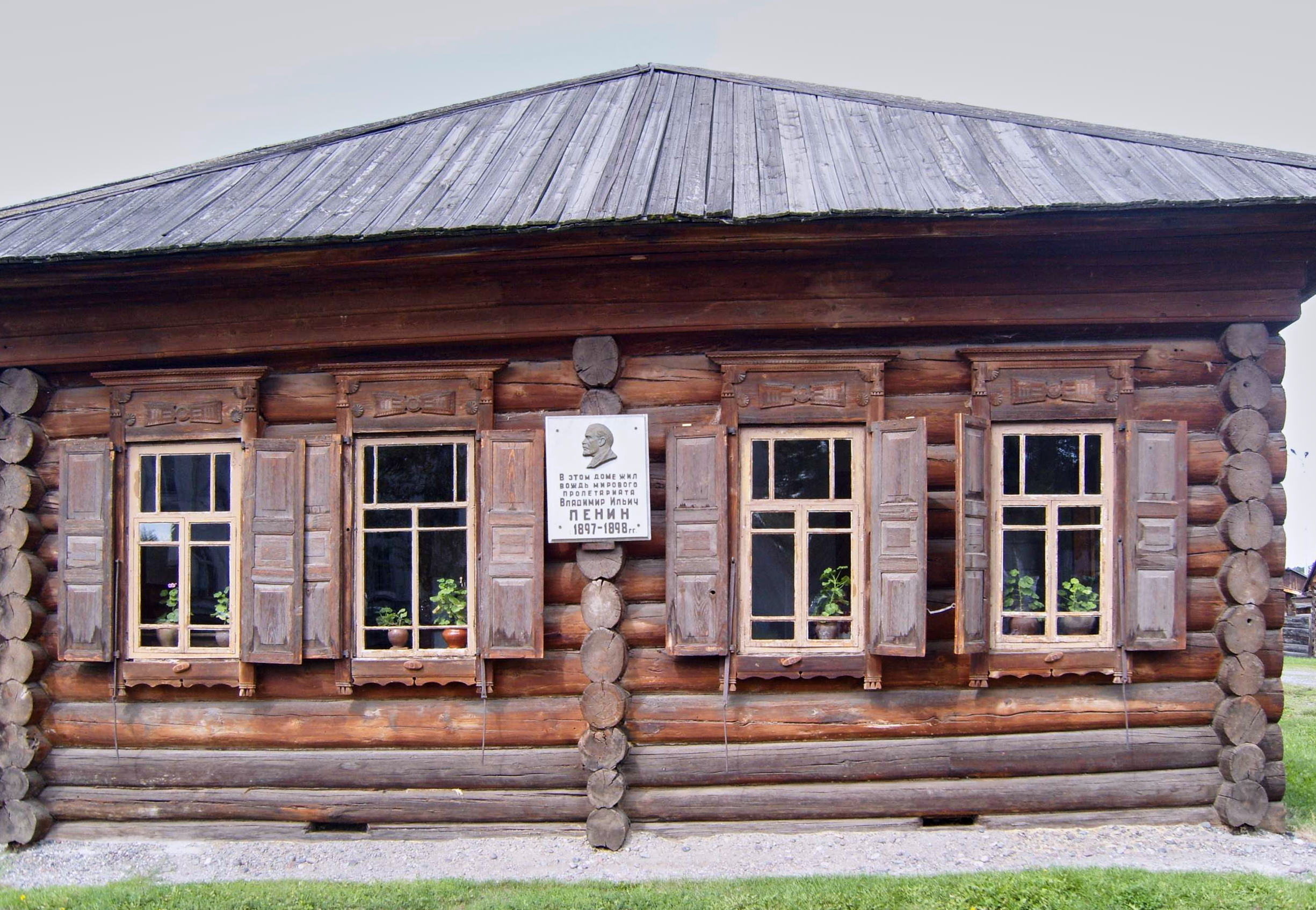
Дом-музей В. И. Ленина, в котором он жил во время ссылки в Шушенском

В годы трёхлетней ссылки в Шушенское, начавшейся в 1897 году, Ульянов стал вновь заниматься шахматами чаще. К моменту появления Владимира Ульянова в Шушенском сильных партнёров здесь не было (единственным, кто вообще умел играть, был некто Стульдинский, но из-за крайне низкого уровня его познаний в шахматах, ссыльный его избегал), на всё село не было даже ни одного шахматного комплекта. Владимир написал письмо матери с просьбой прислать шахматы с собирающейся приехать в Шушенское невестой — Надеждой Крупской, но оно было получено уже после её отъезда. Осенью 1898 года он сам трудился над изготовлением шахматного набора. Токарного станка не было, поэтому фигуры он вырезал вручную обычным ножом, консультируясь у Крупской по поводу оптимальной формы фигур (супруга признавалась, что в шахматах не разбиралась и могла перепутать коня со слоном, но бойко давала мужу советы). В начале следующего года пришла посылка от матери с ещё одним шахматным комплектом. Осенью 1898 года, под предлогом (как утверждал историк шахмат Исаак Линдер) лечения больных зубов, Владимир Ульянов выехал в Красноярск. Результатом пребывания в городе стало около десятка партий, сыгранных там за 14 дней поездки. В селе Ермаковском, расположенном недалеко от Шушенского, Ульянов играл со ссыльным революционером Михаилом Сильвиным.
Бывший ссыльный Александр Шаповалов вспоминал, как он и группа его товарищей добирались из Шушенского в Ермаковское. На одной телеге ехал Владимир Ульянов. Он играл партию вслепую против ехавших на другой телеге Старкова и Лепешинского, у которых была шахматная доска с расставленным комплектом фигур на ней. Они не отрывали свои взгляды от доски и, по предположению Шаповалова, замышляли какую-то коварную комбинацию. Все трое не обращали никакого внимания на красоты сибирской природы и сменяющийся ландшафт: Шушенское располагалось в степной местности, а Ермаковское — в таёжной.
Про игру Владимира Ульянова в сибирской ссылке с Глебом Кржижановским, Василием Старковым и Пантелеймоном Лепешинским можно прочесть в воспоминаниях Лепешинского. Часто они вместе играли партию против Ульянова, и Лепешинский подробно описывает ход одной из них, которую консультанты проиграли, хотя и имели долгое время перевес. Лепешинский сделал карандашный набросок участников этой игры, спустя годы по его наброску и рассказу художники Михаил Соколов и Алексей Исупов создали две живописные работы независимо друг от друга. Лепешинский настаивал в воспоминаниях, что Ленин хорошо знал теорию, применял королевский гамбит, гамбит Муцио, гамбит Каннингема (сейчас последние два считаются вариантами королевского гамбита), защиту двух коней, никогда не использовал ферзевый гамбит, готов был пожертвовать в дебюте лёгкую фигуру. На равных он легко обыгрывал Лепешинского, силы уравнивались, только когда Ленин давал противнику фору — лёгкую фигуру. Кроме этого, противники играли и по переписке. Лепешинский отбывал ссылку в Егорьевском, а Ленин — в Шушенском, почтальон доставлял письма адресатам два раза в неделю. Лепешинский гордился такой партией, которую он у своего противника выиграл. Снова после многолетнего перерыва Ленин и Лепешинский за шахматной доской встретились в эмиграции. К тому времени Лепешинский всерьёз занялся изучением шахматной теории и мог уже на равных играть против своего партнёра даже без форы. Ленин проявил и педагогические способности, научив играть в шахматы своих соседей по Шушенскому — крестьянина Петра Строганова и учителя Владимира Стародубцева, но был разочарован уровнем их способностей.

### В зрелые годы
Ленин продолжал играть в шахматы в эмиграции. Он просил мать переслать ему шахматы из России, но, получив их в феврале 1910 года, жаловался в ответном письме, что играет теперь редко, поэтому совсем разучился. Последний раз Дмитрий Ульянов играл со старшим братом в 1903 году в Женеве. Дома у них не оказалось шахмат, поэтому поединок состоялся в кофейне. Играли четыре с лишним часа одну партию. В Женеве местом игры в шахматы Ленина были кафе «Ландольт» и столовая, которую открыли русские революционеры-эмигранты.

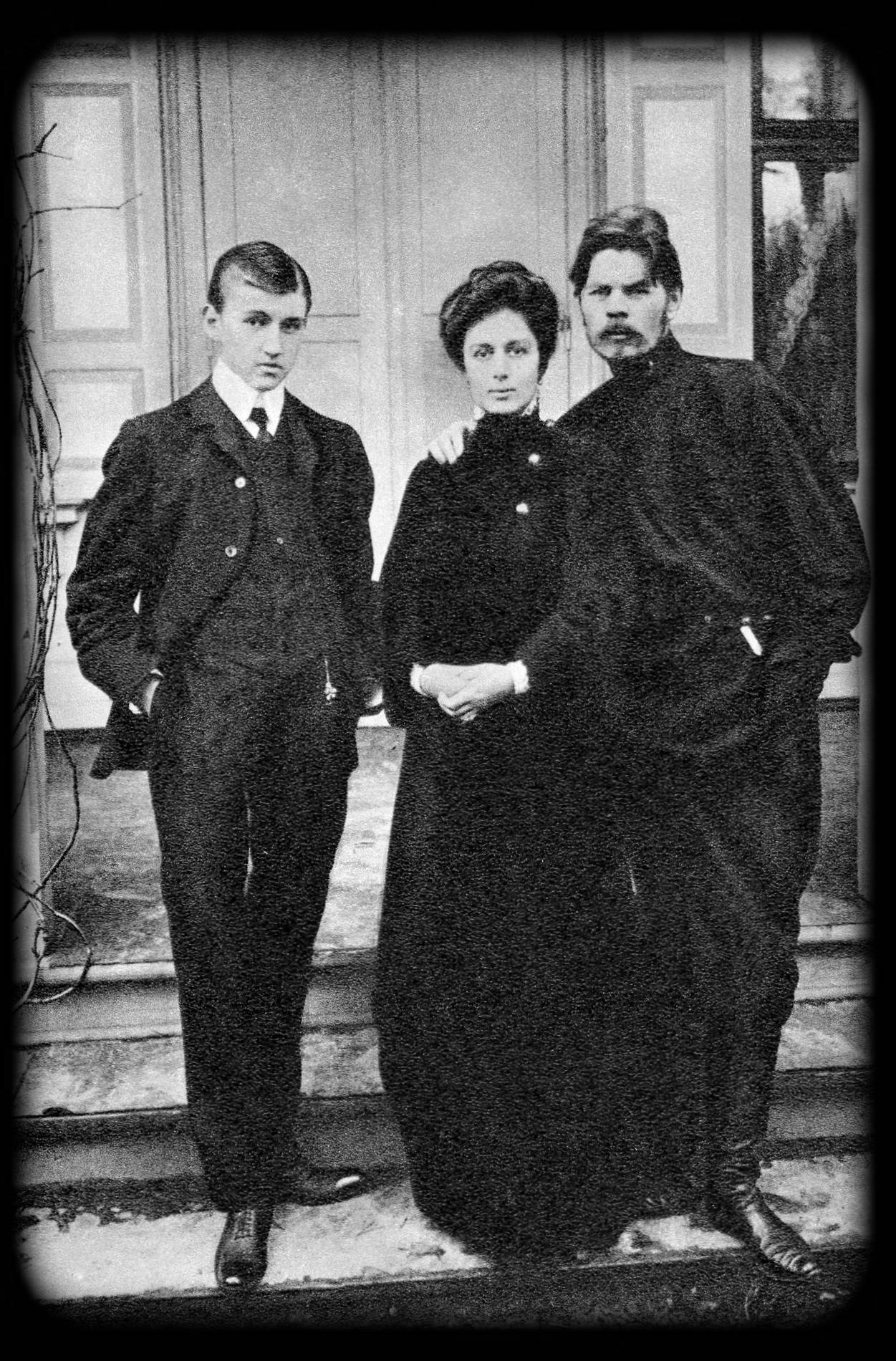
Юрий Желябужский, Максим Горький и актриса Мария Андреева

В книге заслуженного работника культуры РСФСР Павла Московского и Виктора Семёнова «Ленин в Италии, Чехословакии, Польше» (1986) большое внимание уделяется встрече лидеров РСДРП на Капри в 1908 году. Пришли Анатолий Луначарский, Александр Богданов и Владимир Базаров. Писатель и драматург Максим Горький, организовавший эту встречу, рассчитывал, что товарищеский ужин примирит Ленина с его бывшими соратниками, которые теперь превратились в идеологических противников, так как оказались разделены своими философскими взглядами. В книге детально разбирается история создания фотографий, запечатлевших играющего в шахматы во время этой встречи лидера большевиков, которые особенно ценны, как отмечают авторы книги, тем, что Ленин по конспиративным соображениям не фотографировался с 1900 года как раз до апреля 1908 года. Пасынку писателя, будущему известному советскому режиссёру и кинооператору Юрию Желябужскому удалось сделать несколько его снимков во время игры в шахматы на веранде виллы Блезуса, но вслед за этим «Ленин попросил убрать фотоаппарат подальше». Считается, что это единственные фотографии. запечатлевшие Ленина за шахматной партией. Сам Максим Горький в то время, по утверждению Исаака Линдера, в шахматы практически не играл, но оставил наблюдения за игрой Ленина. Если в беседах с Богдановым лидер большевиков был спокоен, холоден и насмешлив, то во время шахматной партии с ним Ленин стал азартен, проигрывая, сердился, «даже унывал как-то по детски».
Находясь в эмиграции в Париже, Ленин завёл обыкновение посещать кафе на пересечении проспекта д’Орлеан и площади Монруж. В это небольшое кафе, где проходили собрания большевиков, он любил приходить заранее и играть в шахматы в зале на втором этаже за мраморным столиком перед началом заседания. Исаак Линдер в книге «„Сделать наилучший ход…“ Шахматы в жизни Ленина» (1988) писал, что Ленин, находясь в Париже, регулярно просматривал шахматный раздел газеты «Русские ведомости», именно оттуда он узнал о победе Марка Елизарова над Ласкером в сеансе одновременной игры. Раздел выходил регулярно по понедельникам и редактировался активным деятелем Санкт-Петербургского шахматного собрания Борисом Малютиным.
В январе 1912 года в Праге, когда Ленин выступал на VI Всероссийская конференция РСДРП, в одном из номеров гостиницы «Бельведер» делегаты коротали время за игрой в шахматы: двое играли, остальные следили за острой борьбой в шахматной партии. Они не заметили, как подошёл Ленин, и обратили внимание на его появление только после того, как он громким голосом сказал: «О-о! Белым крышка!». Вслед за этим, неожиданно для присутствующих, которые горели желанием перейти к обсуждению партийных дел, Ленин начал анализировать ход закончившейся партии: «Во-первых, вы опоздали с рокировкой», — сказал он, — «А во-вторых, зачем было ходить слоном? Надо было вот сюда поставить ферзя», — вспоминал комментарии лидера большевиков делегат Евгений Онуфриев.
Наиболее подробное описание поведения Владимира Ленина в зрелые годы за шахматной доской оставил революционер, а впоследствии государственный деятель Сергей Багоцкий в очерке «В. И. Ленин в Кракове и Поронине». События, которые происходили в очерке, также относятся к 1912 году. Багоцкий писал: «Играл он очень сосредоточенно, редко оставлял безнаказанными промахи противника. Если дела его принимали угрожающий характер, он становился серьёзен, переставал шутить, задумывался и часто находил выход из затруднительного положения. Наблюдавшие со стороны по его улыбке понимали, что он уже вывернулся. При проигрыше он добродушно признавал своё поражение и объяснял, в чём заключалась его основная ошибка, отдавая должное удачной комбинации противника».
Пантелеймон Лепешинский в брошюре «На повороте» совершенно по другому описывает Ленина за каким-либо делом (доктор философии по истории Савелий Дудаков относит это высказывание и к шахматной партии): «Ленин в этот момент напоминает Архимеда. По-видимому, если бы кто-нибудь крикнул сейчас: „Пожар! горим! спасайтесь!…“ — он бы и бровью не пошевельнул. Цель его в жизни в данную минуту заключается в том, чтобы не поддаться, чтобы устоять, чтобы не признать себя побеждённым. Лучше умереть от кровоизлияния в мозг, а всё-таки — не капитулировать, а всё-таки выйти с честью из затруднительного положения».

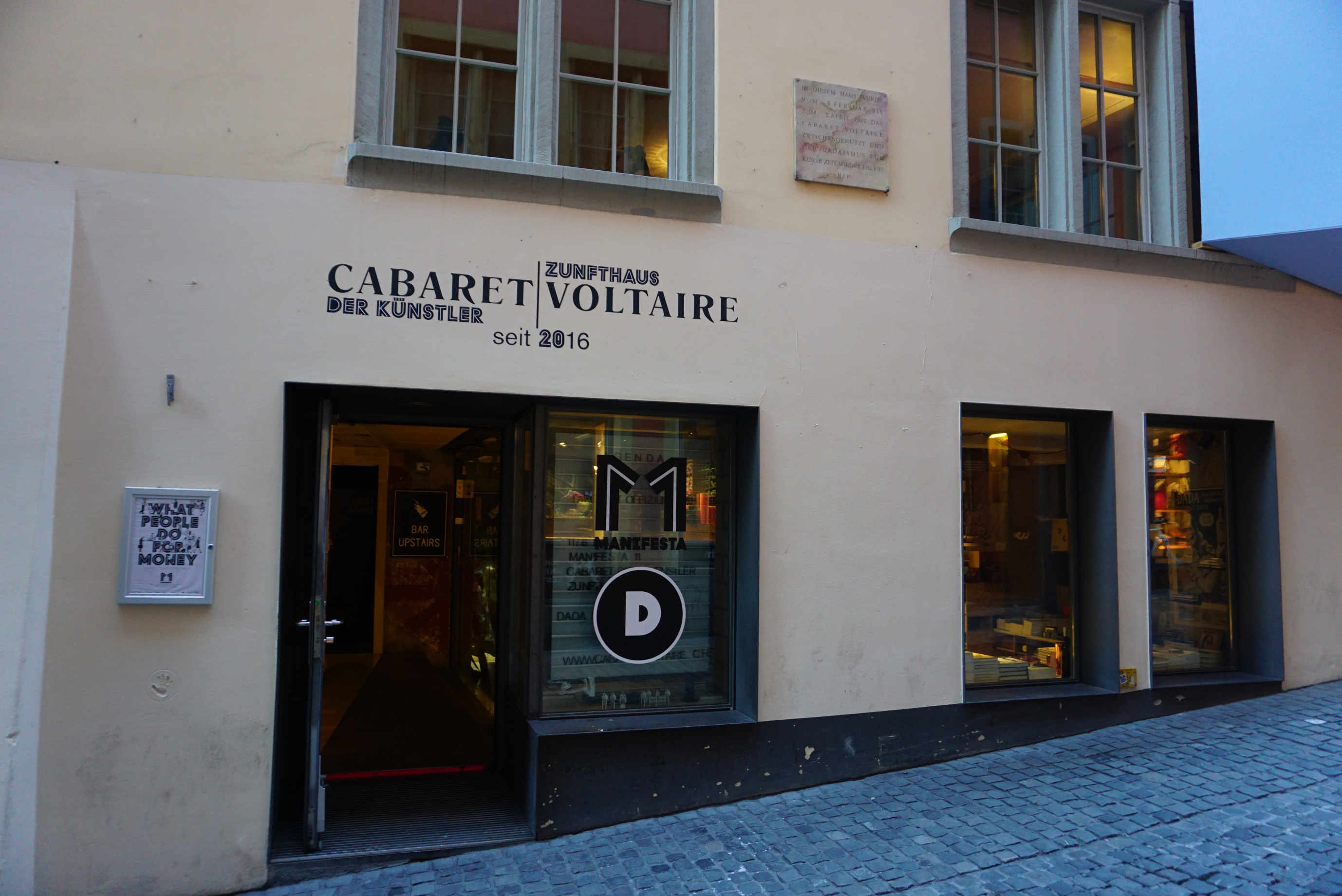
«Кабаре Вольтер» в Цюрихе в 2016 году

В 1916 году Ленин и Крупская, приехав в Цюрих, снимали скромную комнату на улице Шпигельгассе, дом 14. Владимир Ильич Ленин захаживал в «Кабаре Вольтер», и часто играл в шахматы с поэтом-дадаистом Тристаном Тцарой.

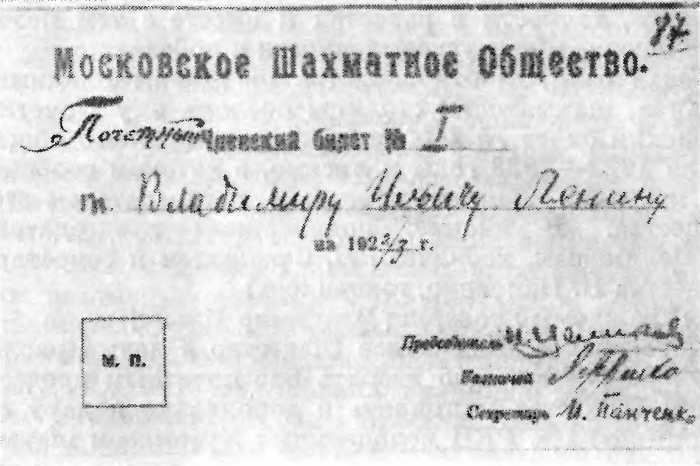
Почётный членский билет Ленина в Московском шахматном обществе. Фотография 1922 года

Дмитрий Ульянов утверждал, что после революции Ленин уже почти не играл в шахматы, утверждая, что это слишком утомительно. С этого времени он предпочитал в свободное время игру в городки, прогулки на свежем воздухе, охоту. Историк шахмат Михаил Коган в книге «Очерки по истории шахмат в СССР» (1938) также пишет, что последний раз «мимолётное упоминание» об игре Ленина в шахматы относится к 1916 году. После этого он, по словам Когана, уже не прикасался к ним и со смехом отвергал предложение сыграть партию. Однако, это противоречит свидетельствам того же Дмитрия Ульянова, который вспоминал, например, что Ленин возобновил занятия шахматами незадолго до смерти, в том числе и находясь на лечении.
В начале 1922 года, перед ухудшением здоровья, Владимир Ленин развлекался решением задач, демонстрируя поражавшее окружающих мастерство. Известно, что одной из таких задач был мат в три хода Отто Вюрцбурга. Ленин также в усадьбе Горки играл в шахматы с младшей сестрой Марией. Среди его шахматных противников в 1920—1922 годы был видный государственный и партийный деятель Николай Крыленко. Об этом вспоминал секретарь Крыленко Иван Жуков. Он рассказывал, что однажды во время охоты в 1920 году Крыленко и Ленин захватили с собой шахматный комплект. Перед сном они договорились сыграть одну партию, но Ленин поставил ряд условий: не брать ходы обратно, в случае проигрыша не расстраиваться, а в случае победы не ликовать. Советский партийный деятель, историк и мемуаристка Елизавета Драбкина в документальной книге «Зимний перевал» (1968) рассказывала, что однажды вечером 1 января 1921 года накануне охоты в разгар шахматной партии с Николаем Крыленко Ленин обмолвился и произнёс вместо «Шах королю!» «Шах Коллонтай!» (Александра Коллонтай в это время была лидером «рабочей оппозиции» и политическим противником Ленина).
Художник Пётр Васильев создал карандашный набросок «Ленин в присутствии Крупской играет против Горького» (находится в Государственной Третьяковской галерее) — по его словам, рисунок был создан по устным воспоминаниям супруги Ленина о реальном событии, состоявшемся незадолго до отъезда писателя за границу в 1921 году. Играл Ленин также с профессором хирургии Борисом Вейсбродом, своим личным врачом. Очевидец так описывает Ленина во время партии с Вейсбродом:

«И вот за небольшим столиком — с одной стороны маститый профессор, врач, с другой — его пациент, глава правительства первого в мире рабочего государства, сидели в единоборстве за шахматной доской. Я впервые с разных позиций, переходя незаметно с одного места на другое, мог так близко и продолжительное время наблюдать Владимира Ильича. Хотелось запомнить всё — и черты его лица, и всё то, что он говорил. Обдумывая очередной ход, он или облокачивался, поддерживая рукой подбородок, или прижимал ладони к щекам. На нём была русская рубашка-косоворотка синего цвета. В обращении простой, очень весёлый, во время игры подшучивает над противником. Невольно создаётся обстановка товарищеских отношений среди присутствующих»— Линдер И. Б. «Сделать наилучший ход…» Шахматы в жизни Ленина
В Горках частым противником в шахматах для своего брата стала младшая сестра Ленина Мария Ульянова. В семье она считалась лучшей шахматисткой. Брат Дмитрий, приезжая в Горки, демонстрировал Ленину шахматные задачи, которые знал наизусть. Обычно это были двух- или трёхходовки. 14 января 1923 года, незадолго до смерти Ленина, Мария Ульянова вписала № 3 и 4 альманаха «Шахматы» в список книг и журналов, которые он хотел получить для чтения.
Шахматы как общественное явление иногда привлекали внимание Ленина как руководителя советского правительства в годы гражданской войны и нэпа. В октябре 1918 года на встрече с руководителями комсомола Ленин неожиданно задал вопрос: «Играют ли комсомольцы в шахматы?». В 1922 году Московское шахматное общество заочно избрало Ленина своим почётным председателем, ему переслали почётный членский билет под номером 1. В беседах с видным государственным деятелем и сильным шахматистом Николаем Крыленко Ленин говорил о необходимости популяризации шахмат среди широких масс населения, чтобы отвлечь людей «от пьянства, религиозного тумана и хулиганства».

Шахматные противники Ленина
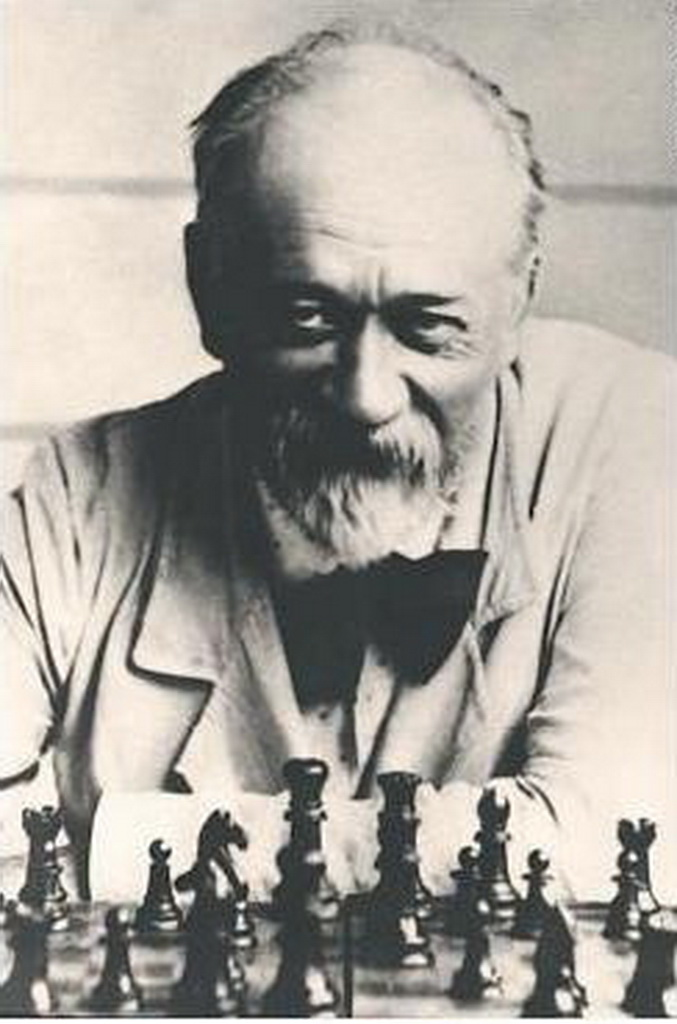
Андрей Хардин
Дмитрий Ульянов
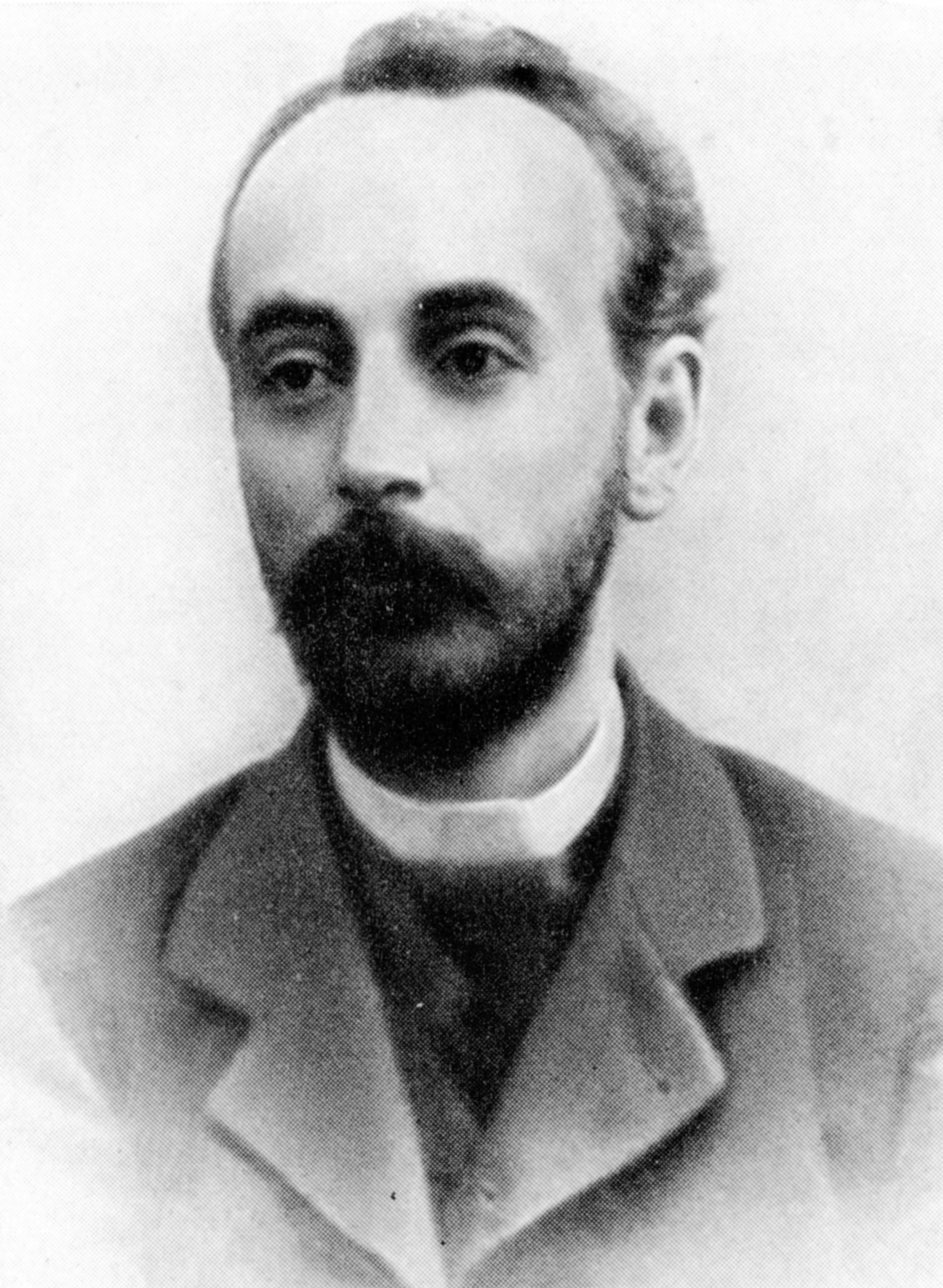
Глеб Кржижановский
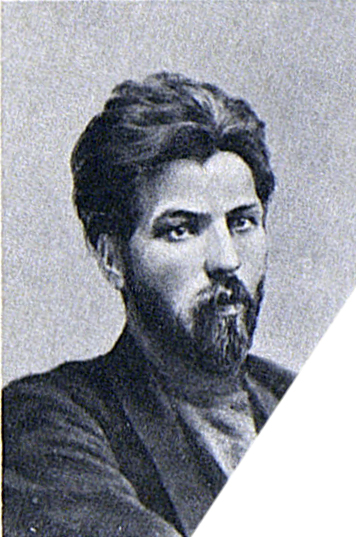
Пантелеймон Лепешинский
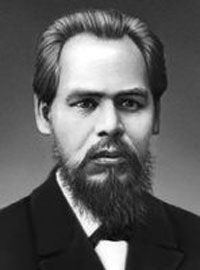
Марк Елизаров
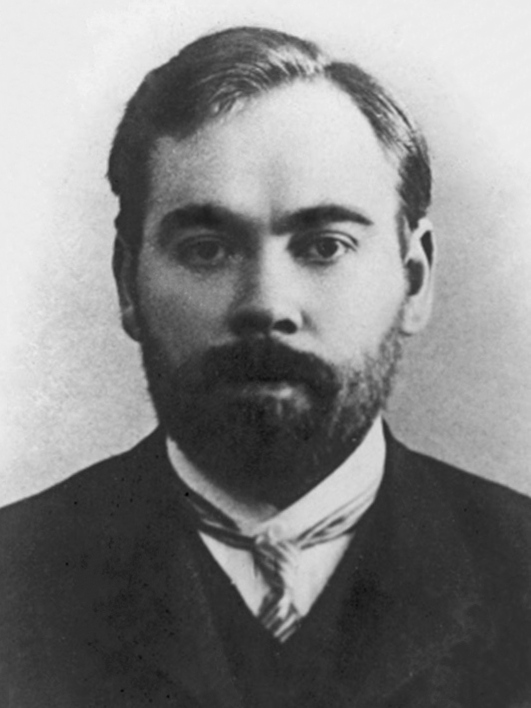
Александр Богданов
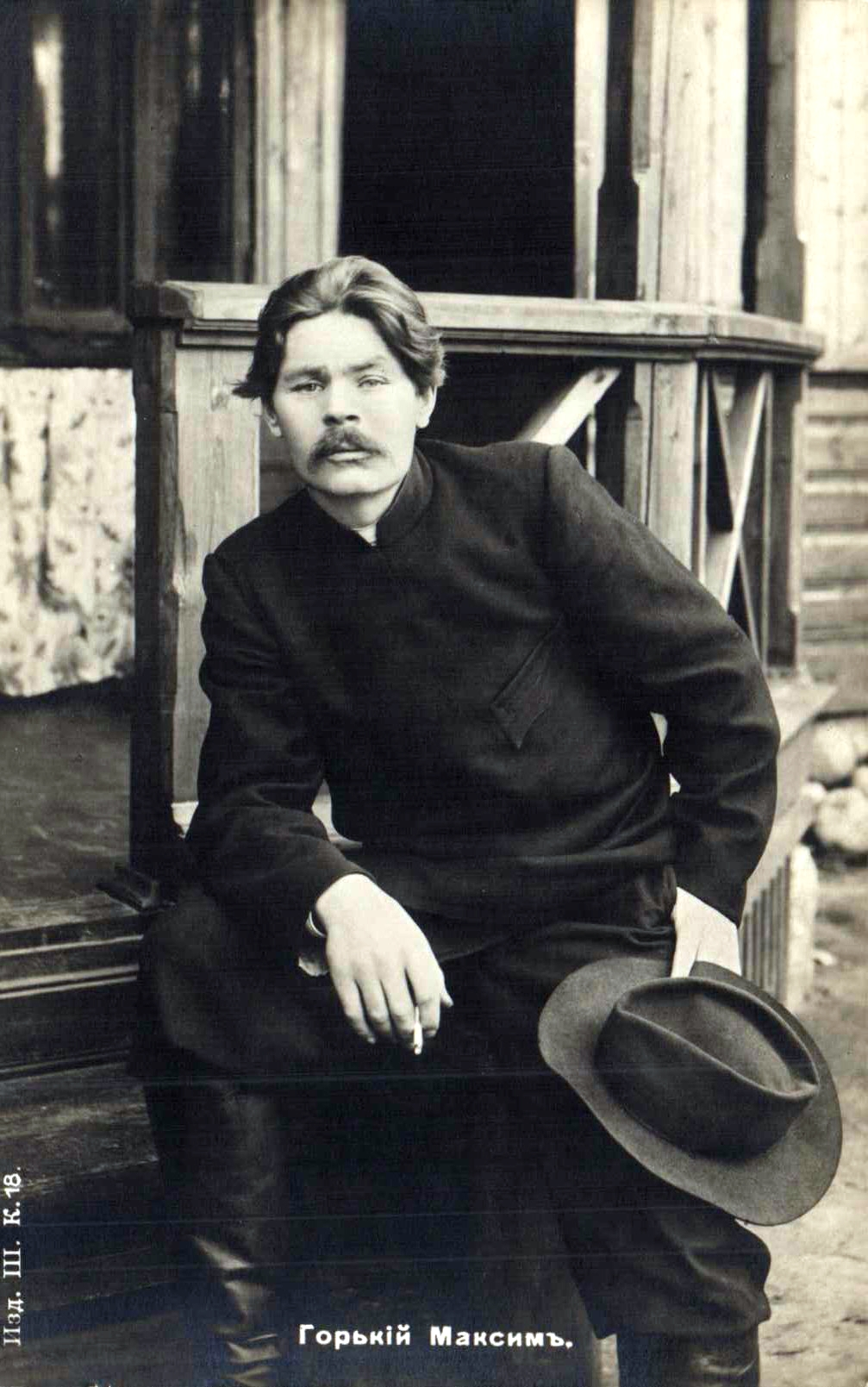
Максим Горький
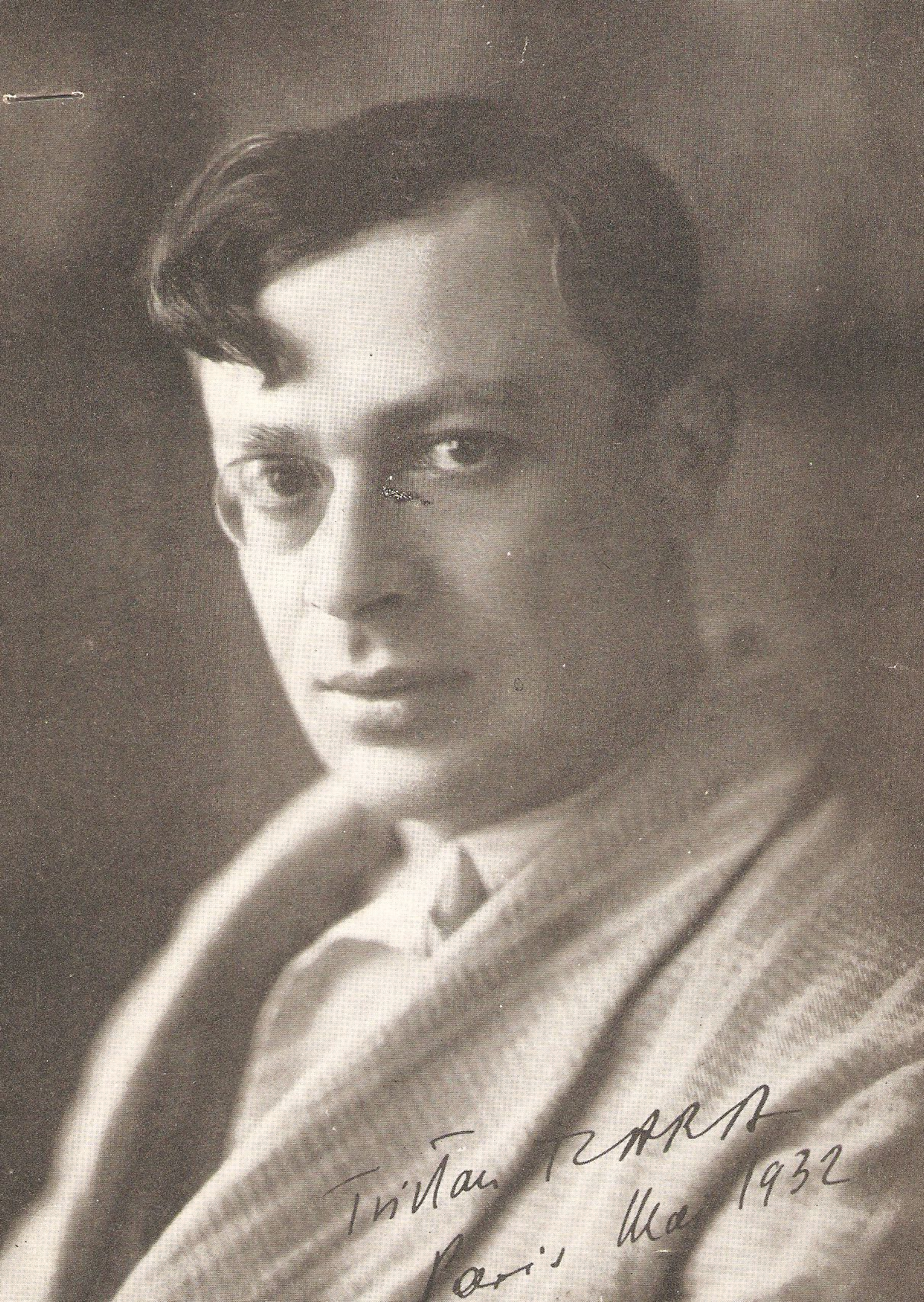
Тристан Тцара
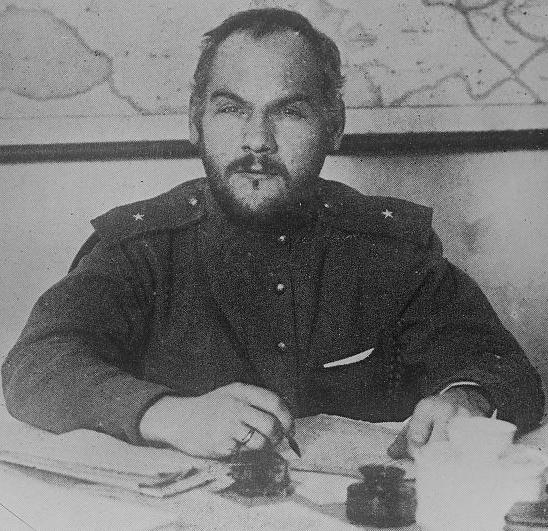
Николай Крыленко

### Исторические источники по теме, включённые в научный оборот

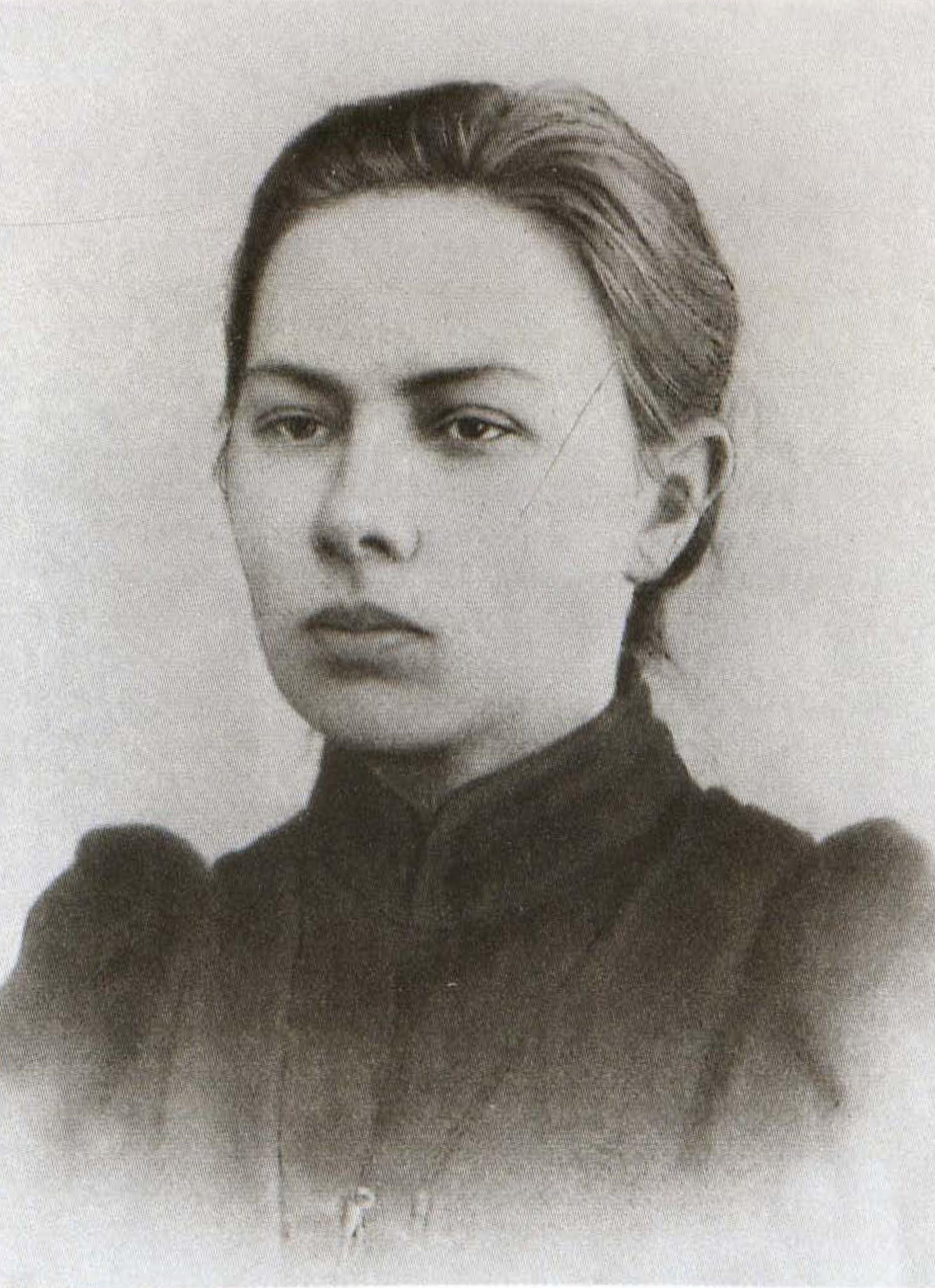
Надежда Крупская в 1895 году

Шахматы изредка фигурируют в письмах самого Ленина и иногда упоминаются в его теоретических и революционных трудах. Сам Владимир Ульянов в письме от 28 февраля 1899 года из ссылки в Шушенском Марку Елизарову (который, как упоминает Ленин, выиграл незадолго до этого у Эмануила Ласкера партию в сеансе одновременной игры) уделяет внимание этой партии своего корреспондента, которую тот переслал ему в своём предыдущем письме. Ульянов пишет, что проанализировал пересланную её запись вместе с другими ссыльными и отмечает, что Елизаров стал играть значительно сильнее. В другом письме (от 8 марта 1898 года, отправленное сёстрам — Марии и Анне Ульяновым) он сожалеет, что не взял шахматы в ссылку: «Напрасно я думал, что Восточная Сибирь — такая дикая страна, в которой шахматы не могут понадобиться», — пишет он. Ещё в одном письме от 20 декабря 1898 года Ленин и Надежда Крупская называют шахматы одним из развлечений Владимира Ульянова и других ссыльных на будущие праздники. Вновь Ленин и Крупская упоминают шахматы в своём письме из Самарской губернии только в конце июня 1907 году. К 17 февраля 1910 года относится письмо Ленина к Дмитрию Ульянову по поводу шахматных этюдов.
Большое число упоминаний по этой теме содержится в письмах и воспоминаниях близких родственников Ленина и его супруги. Воспоминания об увлечении Лениным шахматами несколько раз опубликовал его младший брат — Дмитрий Ульянов. В 1926 году в двух номерах журнала «64. Шахматы и шашки в рабочем клубе» появилась его статья «Как Ленин играл в шахматы». Во многом совпадающие с этими, но значительно увеличенные в объёме мемуары об увлечении Ленина шахматами были опубликованы в том же году Дмитрием Ульяновым под названием «Шахматы» в журнале «Прожектор». Именно эти воспоминания впоследствии неоднократно переиздавались, в частности они были опубликованы в первом томе пятитомника «Воспоминания о Владимире Ильиче Ленине», вышедшего в 1979 году. Надежда Крупская упоминает в своём письме из Шушенского Анне Ульяновой от 22 ноября 1898 года о партиях мужа против Лепешинского, об изготовлении им собственноручно шахматного комплекта. Ещё в двух письмах из Шушенского от 10 и 24 января 1899 года она упоминает, что ссыльные играли в шахматы с утра до вечера, а Владимир Ульянов одерживает победы над всеми. В письме Марии Ульяновой от 27 сентября 1898 года супруга Ленина сообщает, что в село Ермаковское (находилось поблизости от Шушенского), возможно, прибудет на постоянное жительство некий известный шахматист, который может стать хорошим соперником для Владимира Ильича, а также о том, что постоянный партнёр по шахматам её мужа Пантелеймон Лепешинский будет теперь жить ближе к Шушенскому.
В воспоминаниях Надежда Крупская писала, что руководитель большевиков играл в шахматы по переписке с Лепешинским, и настолько был увлечён игрой, что иногда даже во сне вскрикивал, объявляя свой ход воображаемому противнику: «Если он конём сюда, то я турой туда». Она рассказывала об игре в шахматы в семейном кругу Ульяновых. Почти дословно подобные рассказы в советское время воспроизводились в антологиях, посвящённых жизни и деятельности Ленина, популярных в СССР. В частности, такой антологией является книга «О Владимире Ильиче Ленине» (1988). Сообщения о любви Ленина к шахматам практически всегда были в общих работах по истории развития шахмат, изданных в СССР.
Среди друзей и соратников Ленина, оставивших воспоминания о шахматном увлечении Ульянова-Ленина, выделяется Пантелеймон Лепешинский — профессиональный революционер, партийный деятель, литератор. В 1920—30-е годы он активно и профессионально занимался историей большевистского движения (в 1927—1930 годах — он был директором Исторического музея, а в 1935—1936 годах — директором Музея Революции). Ленин познакомился с ним в ссылке в селе Шушенском. Лепешинский был неплохим шахматистом, но Ленин давал ему обычно фору — лёгкую фигуру. Пантелеймон Лепешинский опубликовал ряд статей, посвящённых теме: «Ленин — шахматист», «Как Владимир Ильич играл в шахматы». Пантелеймон Лепешинский помнил начало одной из партий с Лениным, сыгранных в сибирской ссылке, и воспроизвёл её в своих воспоминаниях в 1939 году
Несколько ценных замечаний по теме принадлежат Горькому, в том числе в некрологе Ленина, написанном в 1924 году. Если в первоначальной редакции этого некролога шахматы бегло упоминаются только один раз, то в окончательную редакцию Горький вставил рассказ о партиях Ленина против Богданова на острове Капри.
Небольшое упоминание о Ленине и шахматах есть в книге воспоминаний последнего министра земледелия Российской империи Александра Наумова «Из уцелевших воспоминаний. 1868—1917 годы» (1954). Упоминания подобного размера и содержания оставили меньшевики Николай Валентинов и Дмитрий Сверчков, достаточно подробный рассказ — активный участник «Союза борьбы за освобождение рабочего класса» Василий Старков.
Сохранилась серия любительских фотографий, сделанных на Капри в 1908 году, когда Владимир Ленин находился в гостях у Горького. Фотографии сняты с различных ракурсов и запечатлели Ленина играющим с Горьким и Богдановым. Автором всех этих фотографий (или по крайней мере двух из них) был Юрий Желябужский, сын актрисы Московского Художественного театра Марии Андреевой и пасынок Горького. В то время он был двадцатилетним юношей. Доктор исторических наук Людмила Терновая в статье «Шахматная геополитика» (2021) обращала внимание на три фотографии в Государственном музее истории ГУЛАГа в Москве. Они были сделаны во время пребывания Ленина в апреле 1908 года у Максима Горького на Капри и изображают Ленина, играющего в шахматы с Александром Богдановым. Различие в них заключается в том, что на фотографии из альбома «Ленин», изданного в 1939 году, возле стола стояли Горький и супруга Богданова. На такой же фотографии, но уже из альбома, изданного Институтом марксизма-ленинизма в 1960 году, виден ещё и Зиновий Пешков (крестник писателя), а также античная колонна. Однако, на месте колонны в действительности был сфотографирован Владимир Базаров, впоследствии примкнувший к меньшевикам. Эта же информация была размещена Терновой на два года раньше в другой её статье — «Шахматный смысл геополитического наследия большой Евразии».

### Поддельные или сомнительные источники

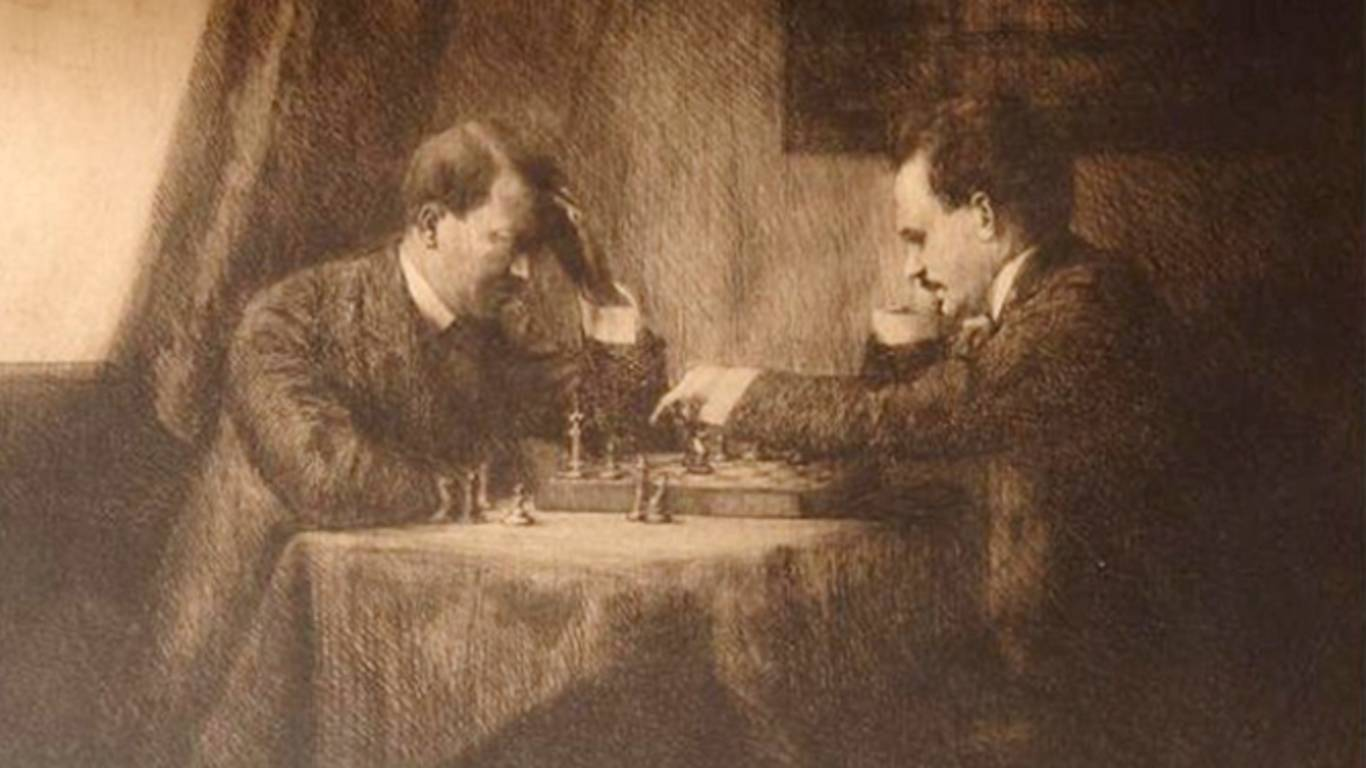
Эмма Лёвенштамм. Игра в шахматы: Ленин с Гитлером — Вена 1909, 1930-е (?)

Достаточно широко представлены поддельные и сомнительные источники по теме «Ленин и шахматы». «Игра в шахматы: Ленин с Гитлером — Вена 1909» (англ. «A Chess Game: Lenin with Hitler — Vienna 1909», иногда название обозначается как англ. «Hitler playing chess with Lenin») — скандально известный офорт художницы Эммы Лёвенштамм, на котором, по утверждению некоторых искусствоведов и историков, запечатлена сцена шахматного поединка между двумя политиками, произошедшего в Вене в 1909 году. Большинство исследователей, однако, датирует офорт более поздним временем и не признаёт возможности подобной встречи.

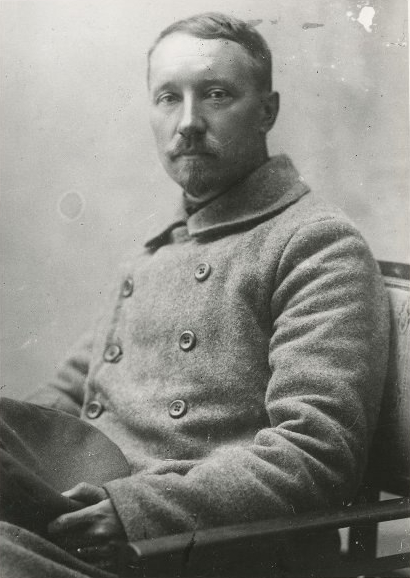
Николай Подвойский до 1948 года

Писатель и журналист, кандидат философских наук Игорь Синицин в своей книге «Андропов вблизи. Воспоминания о временах оттепели и застоя» утверждает, что известный советский режиссёр Григорий Александров рассказывал ему, будто имеет сведения, что Ленин дружил с будущим фашистским диктатором Бенито Муссолини в Цюрихе, находясь в эмиграции. Александров разыскал кафе, в котором Ленин играл в шахматы. Режиссёр подошёл к хозяину, человеку весьма пожилого возраста, и попросил показать столик, за которым обычно сидел Ленин. В ответ он услышал, что Ленин здесь никогда не бывал, но увидев фотографию лидера большевиков, хозяин сразу опознал в нём «приличного молодого человека» «Вольдемара Ульянова», который, однако, играл не в шахматы, а в бильярд. Только на следующий день один из пожилых посетителей вспомнил, что Вольдемар Ульянов играл именно в шахматы и даже показал, за каким столиком, а вот его друг Бенито Муссолини играл в бильярд. Когда Синицин пересказал историю о дружбе Ленина и Муссолини Юрию Андропову, тот «замахал на меня руками и заявил, что эту болтовню ничем подкрепить нельзя».
Владимиру Ленину приписывался в советское время лозунг «Шахматы — гимнастика ума». Международный гроссмейстер и шахматный журналист Юрий Авербах писал: «Ленинские слова производили магическое действие на чиновников любого ранга, даже ничего не смысливших в шахматах: они помогали открывать новые шахматные клубы, организовывать различные соревнования». Однако, этого или близкого по смыслу высказывания нет ни в сочинениях самого Ленина, ни в воспоминаниях современников о нём. В настоящее время считается, что Ленин никогда не писал и не произносил этой фразы. В статье «Со своей колокольни» (2006) шахматист и шахматный журналист Виктор Хенкин, утверждает, опираясь на статью Юрия Авербаха, опубликованную за три года до этого в журнале «64 — Шахматное обозрение», что её приписал Ленину шахматист и шахматный функционер Яков Рохлин. Авербах рассказывал, с его слов, что в начале 1920-х годов на приёме у видного большевика, хорошо знавшего Ленина, Николая Подвойского Рохлин задал вопрос: «Правда ли, что Ленин считал шахматы гимнастикой ума?». Подвойский подтвердил это утверждение. Виктор Хенкин приводил два аргумента в пользу сомнительности встречи Рохлина с Подвойским: Рохлин был слишком молод, чтобы получить возможность личной встречи со столь могущественным в то время государственным деятелем и партийным функционером, кроме этого впервые он рассказал об этом эпизоде своей биографии только в 1950-е годы, то есть через 30 лет после встречи с Подвойским (который к тому же скончался в 1948 году). Хенкин писал, что именно в 1950-е годы Рохлин стал исполнять обязанности гостренера Комитета по физической культуре и спорту при Совете Министров РСФСР, и использовал авторитет Ленина, пытаясь укрепить положение шахмат в спортивной системе СССР.

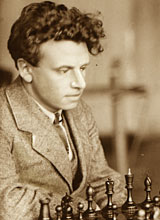
Александр Ильин-Женевский в 1927 году

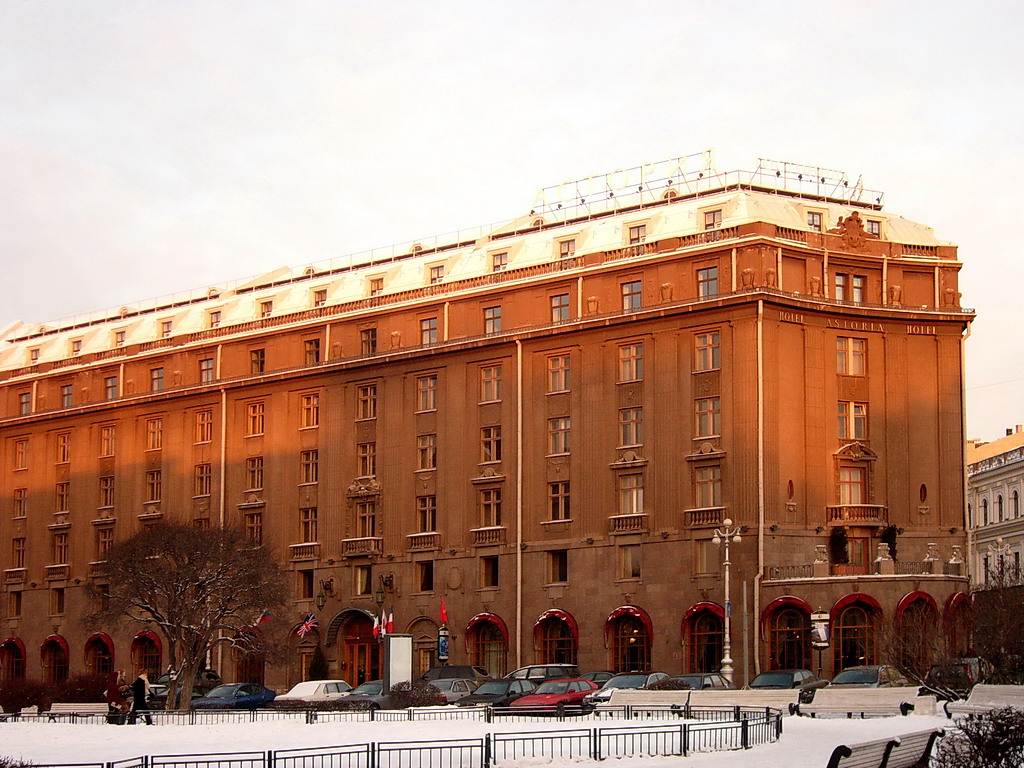
Гостиница «Астория» в 2006 году

По версии Хенкина, испугавшись возможной проверки подлинности ленинской цитаты Институтом марксизма-ленинизма, Рохлин в 1980 году в статье, которая получила название «Гимнастика ума», для подтверждения достоверности этой фразы сослался уже на свидетельство близкого друга Ленина и шахматиста Александра Ильина-Женевского, умершего за 40 лет до этого. Версия же в отношении Подвойского в 1980 году зазвучала уже по другому. В сентябре 1920 года начальник Всевобуча Подвойский готовил в Москве Всероссийскую шахматную олимпиаду и рассказал об этом главе советского правительства. «…Предложение интересное, — заявил Ленин в ответ, — ведь шахматы — гимнастика ума». Местом беседы с Ильиным-Женевским, от которого он узнал о беседе Подвойского и Ленина, Рохлин назвал Первый дом Петроградского Совета (ныне гостиница «Астория»), сама беседа, по его словам, состоялась в 1925 году. Впоследствии, когда Рохлин спросил старого большевика, не собирается ли он сам опубликовать эту информацию, тот отослал Рохлина к своей статье «Каким путём должно идти развитие шахматной жизни» («Шахматный листок», № 2, 1925), «которую он считал прямым откликом на ленинскую мысль о шахматах». Весной 1941 года Рохлин последний раз встретился с Ильиным-Женевским, который якобы сообщил ему, что работает над очерком, как раз рассказывающим о I Всероссийской шахматной олимпиаде. Завершению очерка помешала гибель его автора. Ильин-Женевский действительно опубликовал в «Шахматном листке» № 2 за 31 января 1925 года статью под таким названием. В ней определены две причины важности шахмат для Советской власти: 1) «они способствуют гармоническому развитию личности», 2) «они способствуют развитию тех черт характера, которые понадобятся… в предстоящих ожесточённых схватках с классом эксплуататоров». Именно эта два аспекта, по мнению автора статьи, требуют замены частных шахматных обществ на «государственное руководство шахматной жизнью». Имя Владимира Ленина и фраза «шахматы — гимнастика ума» в статье ни разу не упоминаются.

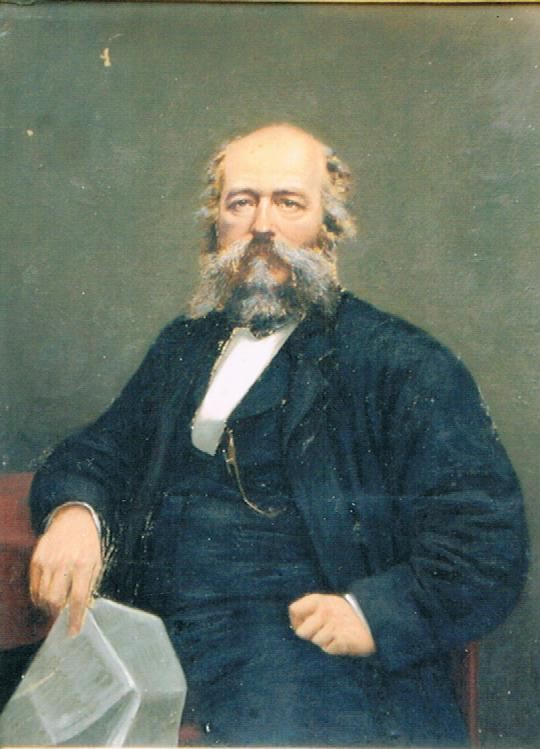
Чарльз Аллен Дювал. Автопортрет, до 1872

По утверждению кандидата исторических наук Константина Душенко впервые по отношению к шахматам слова «гимнастика ума» были произнесены 6 мая 1853 года в Манчестере на Учредительном съезде Шахматной ассоциации Северной и Центральной Англии. Художник-портретист и председатель Манчестерского шахматного клуба Аллен Дювал в своей речи назвал шахматы «не только гимнастикой ума, но и гимнастикой духа». При этом он использовал выражение, уже существовавшее в Германии. «Гимнастикой ума» там с конца XVIII века называли логику, математику и древние языки. Вместе с тем, по мнению Виктора Хенкина, «враньё» Рохлина сыграло своё роль в популяризации шахмат и способствовало их государственной поддержке в советское время. Юрий Авербах, вопреки мнению Душенко, утверждал, ссылаясь на якобы коллективное мнение неназванных им по имени историков, что данную мысль гораздо раньше — в 1803 году «высказал в Англии некий Питер Платт, шахматист весьма посредственный». Действительно, в книге британского шахматиста Питера Пратта «Исследования шахмат» (англ. «Studies of chess»), которая впервые была опубликована в 1803 году в Лондоне, в «Предисловии» к первому тому в применении к шахматам находится афоризм «гимнастика (точнее: „гимназия“) ума» (англ. «gymnasium of the mind»).

## Историография

### Общие работы по историографии темы
Советский библиограф Николай Сахаров опубликовал в сентябрьском журнале за 1970 год «Шахматы в СССР» статью «Тема „В. И. Ленин и шахматы“ в литературе (историографический обзор)» в ней он дал подробный обзор не только вторичных, но и первичных источников по данной теме.
Ещё один обзор, на этот раз только историографии по теме, был опубликован в статье Николая Сахарова «Шахматы в „Лениниане“» (1984, «64 — Шахматное обозрение» за июль) по случаю выхода в свет многотомного указателя «Лениниана», подготовленного Институтом марксизма-ленинизма и Государственной библиотекой имени В. И. Ленина.

### Хобби Ленина в литературе по истории шахмат
В 1932 году советский историк шахмат и литератор Михаил Коган опубликовал небольшую книгу «В. И. Ленин и шахматы», в которой собрал воспоминания родных и соратников по революционной борьбе руководителя большевистской партии о роли шахмат в его жизни. В журнале «Смена» за январь этого же года появилась небольшая анонимная рецензия на неё. Предисловие к сборнику написал шахматный композитор и публицист Вадим Ворченко. Он отмечал, что необходимо изучать увлечение игрой рядового шахматиста, но являвшегося крупным представителем «более важных областей человеческой деятельности», это даёт возможность более глубоко анализировать его политические, научные и литературные интересы. В отношении героя брошюры Ворченко писал: «даже в плане чисто шахматного материала… Ленин встаёт перед нами как борец-революционер, во всей неповторимости своей монолитной фигуры». Автор Предисловия главными чертами отношения Ленина к шахматам считал: принципиальный отказ от «денежной заинтересованности», требовательность к себе и окружающим, высокую оценку интеллектуального творчества, а как следствие отрицательное отношение к «„лёгким“ партиям». Самым же важным для читателя брошюры, с точки зрения Ворченко, должно стать ленинское восприятие шахмат как разумного отдыха, «направленного на гармоническое развитие и укрепление духовных и физических сил организма». Интерес к шахматам у Ленина никогда не переходил в «болезненное и однобокое „увлечение“ шахматами». С точки зрения Ворченко, шахматы могут играть исключительно «социально подсобную роль» и не должны превращаться в самоцель, что и демонстрирует пример Владимира Ильича.
В 1938 году часть информации из сборника воспоминаний 1932 года была использована в книге Михаила Когана «Очерки по истории шахмат в СССР». Он отмечал в этой книге, что в детстве Ленин получал большое удовольствие от игры в шахматы, но играл в них, только если это не мешало его занятиям в гимназии. Даже во время каникул утром он занимался, а за шахматную доску садился вечером. По утверждению Когана шахматы для Владимира Ульянова были не столько игрой, сколько «гимнастикой ума». Поэтому он предпочитал играть с равными или более сильными противниками, а если играл со слабыми, то давал им фору. Шахматного «себялюбия» у Владимира Ульянова не было. Особо оговаривает Михаил Коган использование Лениным шахматной лексики. Её он использовал для пояснения своей мысли. Шахматы, по выражению автора книги, подсказывали Ленину «образ, требовавшийся для большей выразительности слова». Коган приводит в качестве примера случай со статьёй Анатолия Луначарского.
Шахматные издания в конце 20-х и 30-е годы XX века опубликовали ряд небольших материалов, анализирующих роль шахмат в жизни Владимира Ленина. В числе этих материалов заметки советского шахматного композитора Льва Гугеля «В. И. Ленин и шахматы» (1936) и советского литературоведа, театрального критика и мастера спорта по шахматной композиции Абрама Гурвича «О шахматном даровании Ленина (По поводу статьи Дм. Ульянова „Из воспоминаний о В. И. Ленине“ в № 2 „64“ за т. г.)» (1930).
В советское время считалось необходимым упомянуть об увлечении шахматами Ленина в популярных учебниках для начинающих, шахматных справочниках и в книгах, посвящённых истории развития шахмат. В частности, отдельная статья содержится в справочнике «Словарь шахматиста», изданном в 1929 году. В книге польского историка Ежи Гижицкого есть небольшой фрагмент на соответствующую тему. Анализу шахматной терминологии в политических работах Ленина была посвящена небольшая статья советского библиографа и историка Николая Сахарова «Шахматные выражения в работах Ленина», вышедшая в № 8 (296) рижского журнала «Шахматы» за 1972 год. Увлечению Владимира Ульянова шахматами в детстве и юности посвящены фрагменты двух книг советского биографа семьи Ульяновых Анатолия Иванского «Молодые годы В. И. Ленина» (первое издание вышло в 1957 году, второе — на год позже) и «Молодой Ленин. Повесть в документах и материалах» (1964). Обе книги включают введение автора, фрагменты текстов родственников, друзей и близких Владимира Ленина, а также достаточно подробный комментарий к ним.
В 1988 году была опубликована книга Исаака Линдера «„Сделать наилучший ход…“ Шахматы в жизни Ленина», полностью посвящённая увлечению Ленина шахматами. В Предисловии к ней автор выражает роль шахмат в жизни главы советского правительства словами латинского изречения «Игра блестящая и друг гения». В советское время многочисленные книги и журнальные публикации на тему «Ленин и шахматы» выходили не только на русском языке, но и на языках народов СССР. Среди них в книге Исаака Линдера упоминаются книги Ш. Кулиева «Ильич любил шахматы», опубликованная на азербайджанском языке в Баку в 1970 году, и книга Георгия Махарадзе «Шахматы — его увлечение», вышедшая в 1984 году на грузинском и русском языках в Тбилиси.
Серию книг посвятил данной теме международный мастер Андрей Кормишкин: «Они играли с Ульяновым — Лениным. Соратники в политике — противники в шахматах: книга в этюдах» (2010), «Шахматы в семье Ульяновых. Ленин и его шахматные партнёры» (2010). Последняя книга — расположенный в хронологическом порядке литературный монтаж выдержек из многих десятков книг, посвящённых Владимиру Ленину в той их части, которая раскрывает его увлечение шахматами. Этому же автору принадлежит книга «Ленин и шахматы в литературе» (2010). В 2023 году в Москве была опубликована небольшая книга «Шахматы в Татарстане (вторая половина XIX — начало XXI вв.): очерки истории», авторами которой стали мастер ФИДЕ, председатель правления Ассоциации профессиональных тренеров Республики Татарстан Иван Герасимов и доктор исторических наук Алексей Суслов. В ней были отражены события жизни Ленина, связанные с увлечением шахматами и относящиеся к его пребыванию в Казани.
Доктор исторических наук Илья Сидорчук писал в статье «Клуб 64: как случилась советская „Шахматная лихорадка“ 1920-х гг.» (2025), резюмируя общую позицию партии и государства в первые послереволюционные годы: «При всей позитивности шахмат для развития личности, они всё же являлись хоть интеллектуальным, но пассивным досугом. Истинный революционер не станет посвящать им чрезмерно много времени, ведь тогда его не останется на реальную борьбу». В 1920-е годы именно под эту модель, с точки зрения автора статьи, создавался образ Ленина-шахматиста. По воспоминаниям мемуаристов этого времени, Ленин переставал играть в шахматы «в ключевые для судьбы революции моменты», а вот «на отдыхе и в эмиграции» играл в них.
В шахматных энциклопедиях, изданных в 2000-е годы, отдельной статьи по данной теме нет, хотя существуют отрывочные упоминания об игре Ленина в шахматы. Журналист Лев Наврозов даже попытался оспорить утверждение об успехах Ленина в шахматах, утверждая, что он играл не сильнее третьего разряда.

### Шахматы в научных и научно-популярных биографиях Владимира Ленина
В советское время официальные научные биографии Владимира Ленина не проходили мимо краткого упоминания увлечения основателя советского государства шахматами. В частности это характерно для книги «Владимир Ильич Ленин. Биография», вышедшей в 1960 году под редакцией доктора исторических наук, академика Петра Поспелова. Такая же особенность характерна и для книги «Владимир Ильич Ленин. Биография в 2-х томах», вышедшей в 1985 год, руководителем её творческого коллектива стал доктор философских наук Анатолий Егоров.
Информация о шахматном хобби Ленина содержится в книге американского публициста Луиса Фишера «Жизнь Ленина» (англ. «The Life of Lenin», 1964). Автор начинает книгу заявлением: «Ленин мог бы стать профессором экономики, успешным юристом или чемпионом по шахматам». Фишер подробно рассказывает о шахматных баталиях в семье Ульяновых между отцом, Александром, Владимиром, Дмитрием и Ольгой, о игре в шахматы со Старковым в тюремной камере с помощью перестукивания и сыгранных шахматных партиях на острове Капри в гостях у Максима Горького.
Значительное место занимает тема увлечения Лениным шахматами в книге англо-американского историка и литературоведа Роберта Пейна «Ленин. Жизнь и смерть» (1964, перевод на русский язык 2002 год). Пейн подробно рассказывает о шахматах в детстве Владимира Ульянова и в его взаимоотношениях со старшим братом Александром, но главным партнёром Владимира в этой игре в семье он считает Ольгу, которая была достаточно сильной шахматисткой и даже одерживала победы над братьями. Пейн утверждает, что результат партии слабо волновал Владимира, со слов Дмитрия Ульянова историк утверждает, что «всё удовольствие в шахматной иrре заключалось [для него] в поисках выхода из казалось бы безвыходноrо положения, в котором он [Владимир] порой оказывался». Роберт Пейн воспринимает как подлинную переписку Владимира Ульянова с Елизаветой де К. (под этим именем в 1937 году во Франции были опубликованы в виде сборника «Любовные тайны Ленина» (фр. «Les amours secretes de Lenine») воспоминания и переписка некоей богатой аристократки, которая якобы состояла в романтических отношениях с Владимиром Ленином во время его эмиграции, большинство российских историков считают книгу фальсификацией) и, цитируя её, пишет, что лидер большевиков отправил Елизавете комплект шахмат, комментируя таким образом свои слова, сказанные при личной встрече с ней: [я] «не встречал женщины, прочитавшей „Das Kapital“ от корки до корки, или усвоившей железнодорожное расписание, или любительницы шахматной иrры».
Доктор исторических наук Владлен Логинов — автор научной биографической трилогии о Владимире Ленине «Владимир Ленин: как стать вождём» (о становлении Ленина как политика), «Неизвестный Ленин» (о лидере большевистской партии в 1917 году), «Заветы Ильича. Сим победиши» (о Ленине во время гражданской войны и нэпа), вышедших в печати в первой четверти XXI века. Информация об увлечении Владимира Ульянова шахматами содержится только в первой из трёх книг. Логинов ввёл в научный оборот ряд новых источников. Он приводит отрывок из воспоминаний Александра Наумова, сидевшего за одной партой в гимназии с будущим лидером большевиков и слывшего вторым после Ульянова учеником класса в учёбе. Наумов пишет: «Гуляя даже во время перемен, Ульянов никогда не покидал книжки и, будучи близорук, ходил обычно вдоль окон, весь уткнувшись в своё чтение. Единственно, что он признавал и любил как развлечение, — это игру в шахматы, в которой обычно оставался победителем даже при единовременной борьбе с несколькими противниками». Автор книги обращает внимание, что среди близких знакомых Владимира Ульянова оказывались люди, безразличные к политике. Таковым он, например, считает самарского художника и шахматиста Фёдора Бурова. Владимир Ульянов посещал его мастерскую, ходил на его выставки. К этому же кругу историк отнёс и Андрея Хардина, разделявшего увлечение Ульяновым шахматами. Владлен Логинов, рассказывая о различных событиях, связанных с шахматами в жизни политика, считает, что в отношении них Ленин придерживался принципа: «Для игры слишком много серьёзности, для серьёзного слишком много игры».
Целую большую главу «Ульянов. Знакомый незнакомец» увлечению шахматами Лениным посвятил в своей книге «Ленин как Мессия», вышедшей в Москве и Иерусалиме в 2008 году, израильский историк и филолог Савелий Дудаков. Эта глава в сокращении была также опубликована в журнале «Россия и современный мир» за тот же 2008 год. Автор монографии считает шахматы частью здорового образа жизни, который Владимир Ульянов старательно вёл в дореволюционные годы, придерживаясь его даже в ссылке. К этому образу жизни Дудаков также относит регулярную работу в течение определённого количества часов и ежедневные прогулки. Автор отмечает, что Андрей Хардин был не просто хорошим шахматистом, но ещё и исследователем шахматной теории. В его доме Ульянов мог ознакомиться с новейшей литературой по шахматам и результатами исследования Хардиным гамбита Эванса. Дудаков утверждает, что Ульянов в Париже играл против Льва Троцкого, но результаты их партий нам неизвестны. Намёк на это он видит в одном из фрагментов книги Троцкого «Моя жизнь. Опыт биографии».
Савелий Дудаков открыто признаёт в книге: он не разделяет популярную точку зрения, что Ленин не имеет отношения к приписанной ему цитате «шахматы — гимнастика ума». Автор книги пишет: «он [Ленин] действительно говорил нечто подобное, увлекаясь одновременно и гимнастикой, и шахматами, да и мысль вполне расхожая». Дудаков предполагает, что в 1921 году представительница Коммунистической партии Швейцарии и сотрудница Коминтерна Анна Луиза Рюэгг, супруга гроссмейстера Александра Алехина, добилась встречи с Лениным и убедила его отпустить Алехина с ней в Швейцарию для рождения ребёнка. Все советские инстанции до этого отказывали Алехину в выезде за границу. Выехав на Запад, Алехин расстался с женой и отказался вернуться на родину.
Доктор филологических наук и кандидат исторических наук Борис Соколов в монографии «Ленин» (2023) только дважды упоминает шахматное увлечение лидера большевиков. Даже излагая события отношений между Андреем Хардиным и Владимиром Ульяновым, он делает акцент не на их общем хобби, а на юридической практике Ульянова под руководством Хардина: он провёл в Самаре 16 уголовных и 4 гражданских дела, почти во всех был адвокатом по назначению (у крестьян и горожан, которым нанять адвоката было не по карману). Из 16 уголовных дел Ульянов выиграл 5, а в других случаях сумел смягчить приговор в сравнении с требованием прокурора, из 4 гражданских дел до конца были доведены 2, и оба их Ульянов выиграл.

## Ленин и шахматная композиция
[Тип "этюд"]
[Автор "В. Н. Платов, М. Н. Платов"]
[Год "1909"]
[FEN "8/4B2p/8/3p3P/8/3Pk1K1/p7/6N1 w KQkq - 0 1 "]
1. Bf6 d4 2. Ne2 a1=Q 3. Nc1!! Qa5 4.Bxd4+ Kxd4 5.Nb3+  1-0
Ленин с интересом относился к шахматной композиции. Достоверно известны несколько задач и этюдов, решённые им:
- Задача, составленная Пантелеймоном Лепешинским на мат в три хода. Она подробно описана самим автором в статье о Ленине и шахматах (по утверждению самого Лепешинского, на её решение Ленин потратил не более пяти минут, при этом он ни разу не притронулся к фигурам на доске)[39][160].
- Задача, составленная Дмитрием Ульяновым в 1909 году и пересланная им Ленину (задача была напечатана в журнале «Нива»), её упоминает сам Ленин в своём письме к брату от 17 февраля 1910 года[161][81]. Задача брата не вызвала затруднений у Ленина[162][163].
- Этюд братьев Платовых. Этот этюд, составленный Василием и Михаилом Платовыми в 1909 году и опубликованный в газете «Речь» 1 февраля 1920 года, Ленин высоко оценивал в том же самом письме младшему брату[161][164]. «Красивая штучка!», — пишет он об этом этюде, который у него вызвал серьёзные трудности при решении[165][166]. Мастер спорта по шахматам и шахматный композитор Борис Сахаров в статье «Задачи, которые решал Ленин» (1970) писал, что только тонко чувствующий красоту в шахматах человек не только оценит изящество решения этого этюда, но и сумеет его найти. В простой позиции этюда собраны «красивые и глубокие идеи»[167].

Мастер спорта по шахматной композиции Абрам Гурвич в статье «О шахматном даровании Ленина», посвящённой увлечению Ленина шахматными задачами отмечал, что данный этюд был удостоен первого приза на конкурсе, и восторженных похвал чемпиона мира Эмануила Ласкера, а Ленин испытал при решении его большое удовольствие: «Эстетическое наслаждение, полученное им в процессе решения, безусловно, говорит о заострённости шахматного восприятия, о тонкости шахматного вкуса», — сделал вывод шахматный композитор. Анализируя решение данного этюда Гурвич пытался определить его специфику, а на основе этого и специфику мышления Ленина. Построение белых фигур напомнило автору статьи «и воздушный карточный домик, и железную клетку», а взаимодействие белых фигур круговую поруку, решение же этюда парадоксально, на первый взгляд, оно кажется нелепым. Гурвич писал: «решателю приходится внезапно прервать уже усвоенный логический ход мыслей, что так же трудно, как со всего бега свернуть круто в сторону». Ленин, с его точки зрения, справившийся с задачей — «личность, мыслящая нешаблонно и независимо». Особо Гурвич отмечал, что в шахматах не только на создание (активная игра в шахматы, сочинение этюдов и задач), но и восприятие созданного другими, как в случае с Лениным и этюдом братьев Платовых, является результатом самостоятельных творческих усилий.
- Задача шахматного композитора Отто Вюрцбурга[169], которую Ленин решал незадолго до смерти[4][71]. Борис Сахаров назвал эту задачу «остроумной миниатюрой… с неожиданным и труднонаходимым манёвром белого ферзя»[167]

|   | a | b | c | d | e | f | g | h |   |
| - | --- | --- | --- | --- | --- | --- | --- | --- | - |
| 8 | a8 чёрный король · b8 чёрный слон · c8 белая ладья · a6 белый король · d6 чёрная пешка · g6 чёрная пешка · f5 чёрная пешка · g5 белая пешка · c4 чёрная пешка · f4 белая пешка · a3 чёрная пешка · c3 белая пешка · d2 белая пешка · b1 белый слон | a8 чёрный король · b8 чёрный слон · c8 белая ладья · a6 белый король · d6 чёрная пешка · g6 чёрная пешка · f5 чёрная пешка · g5 белая пешка · c4 чёрная пешка · f4 белая пешка · a3 чёрная пешка · c3 белая пешка · d2 белая пешка · b1 белый слон | a8 чёрный король · b8 чёрный слон · c8 белая ладья · a6 белый король · d6 чёрная пешка · g6 чёрная пешка · f5 чёрная пешка · g5 белая пешка · c4 чёрная пешка · f4 белая пешка · a3 чёрная пешка · c3 белая пешка · d2 белая пешка · b1 белый слон | a8 чёрный король · b8 чёрный слон · c8 белая ладья · a6 белый король · d6 чёрная пешка · g6 чёрная пешка · f5 чёрная пешка · g5 белая пешка · c4 чёрная пешка · f4 белая пешка · a3 чёрная пешка · c3 белая пешка · d2 белая пешка · b1 белый слон | a8 чёрный король · b8 чёрный слон · c8 белая ладья · a6 белый король · d6 чёрная пешка · g6 чёрная пешка · f5 чёрная пешка · g5 белая пешка · c4 чёрная пешка · f4 белая пешка · a3 чёрная пешка · c3 белая пешка · d2 белая пешка · b1 белый слон | a8 чёрный король · b8 чёрный слон · c8 белая ладья · a6 белый король · d6 чёрная пешка · g6 чёрная пешка · f5 чёрная пешка · g5 белая пешка · c4 чёрная пешка · f4 белая пешка · a3 чёрная пешка · c3 белая пешка · d2 белая пешка · b1 белый слон | a8 чёрный король · b8 чёрный слон · c8 белая ладья · a6 белый король · d6 чёрная пешка · g6 чёрная пешка · f5 чёрная пешка · g5 белая пешка · c4 чёрная пешка · f4 белая пешка · a3 чёрная пешка · c3 белая пешка · d2 белая пешка · b1 белый слон | a8 чёрный король · b8 чёрный слон · c8 белая ладья · a6 белый король · d6 чёрная пешка · g6 чёрная пешка · f5 чёрная пешка · g5 белая пешка · c4 чёрная пешка · f4 белая пешка · a3 чёрная пешка · c3 белая пешка · d2 белая пешка · b1 белый слон | 8 |
| 7 | a8 чёрный король · b8 чёрный слон · c8 белая ладья · a6 белый король · d6 чёрная пешка · g6 чёрная пешка · f5 чёрная пешка · g5 белая пешка · c4 чёрная пешка · f4 белая пешка · a3 чёрная пешка · c3 белая пешка · d2 белая пешка · b1 белый слон | a8 чёрный король · b8 чёрный слон · c8 белая ладья · a6 белый король · d6 чёрная пешка · g6 чёрная пешка · f5 чёрная пешка · g5 белая пешка · c4 чёрная пешка · f4 белая пешка · a3 чёрная пешка · c3 белая пешка · d2 белая пешка · b1 белый слон | a8 чёрный король · b8 чёрный слон · c8 белая ладья · a6 белый король · d6 чёрная пешка · g6 чёрная пешка · f5 чёрная пешка · g5 белая пешка · c4 чёрная пешка · f4 белая пешка · a3 чёрная пешка · c3 белая пешка · d2 белая пешка · b1 белый слон | a8 чёрный король · b8 чёрный слон · c8 белая ладья · a6 белый король · d6 чёрная пешка · g6 чёрная пешка · f5 чёрная пешка · g5 белая пешка · c4 чёрная пешка · f4 белая пешка · a3 чёрная пешка · c3 белая пешка · d2 белая пешка · b1 белый слон | a8 чёрный король · b8 чёрный слон · c8 белая ладья · a6 белый король · d6 чёрная пешка · g6 чёрная пешка · f5 чёрная пешка · g5 белая пешка · c4 чёрная пешка · f4 белая пешка · a3 чёрная пешка · c3 белая пешка · d2 белая пешка · b1 белый слон | a8 чёрный король · b8 чёрный слон · c8 белая ладья · a6 белый король · d6 чёрная пешка · g6 чёрная пешка · f5 чёрная пешка · g5 белая пешка · c4 чёрная пешка · f4 белая пешка · a3 чёрная пешка · c3 белая пешка · d2 белая пешка · b1 белый слон | a8 чёрный король · b8 чёрный слон · c8 белая ладья · a6 белый король · d6 чёрная пешка · g6 чёрная пешка · f5 чёрная пешка · g5 белая пешка · c4 чёрная пешка · f4 белая пешка · a3 чёрная пешка · c3 белая пешка · d2 белая пешка · b1 белый слон | a8 чёрный король · b8 чёрный слон · c8 белая ладья · a6 белый король · d6 чёрная пешка · g6 чёрная пешка · f5 чёрная пешка · g5 белая пешка · c4 чёрная пешка · f4 белая пешка · a3 чёрная пешка · c3 белая пешка · d2 белая пешка · b1 белый слон | 7 |
| 6 | a8 чёрный король · b8 чёрный слон · c8 белая ладья · a6 белый король · d6 чёрная пешка · g6 чёрная пешка · f5 чёрная пешка · g5 белая пешка · c4 чёрная пешка · f4 белая пешка · a3 чёрная пешка · c3 белая пешка · d2 белая пешка · b1 белый слон | a8 чёрный король · b8 чёрный слон · c8 белая ладья · a6 белый король · d6 чёрная пешка · g6 чёрная пешка · f5 чёрная пешка · g5 белая пешка · c4 чёрная пешка · f4 белая пешка · a3 чёрная пешка · c3 белая пешка · d2 белая пешка · b1 белый слон | a8 чёрный король · b8 чёрный слон · c8 белая ладья · a6 белый король · d6 чёрная пешка · g6 чёрная пешка · f5 чёрная пешка · g5 белая пешка · c4 чёрная пешка · f4 белая пешка · a3 чёрная пешка · c3 белая пешка · d2 белая пешка · b1 белый слон | a8 чёрный король · b8 чёрный слон · c8 белая ладья · a6 белый король · d6 чёрная пешка · g6 чёрная пешка · f5 чёрная пешка · g5 белая пешка · c4 чёрная пешка · f4 белая пешка · a3 чёрная пешка · c3 белая пешка · d2 белая пешка · b1 белый слон | a8 чёрный король · b8 чёрный слон · c8 белая ладья · a6 белый король · d6 чёрная пешка · g6 чёрная пешка · f5 чёрная пешка · g5 белая пешка · c4 чёрная пешка · f4 белая пешка · a3 чёрная пешка · c3 белая пешка · d2 белая пешка · b1 белый слон | a8 чёрный король · b8 чёрный слон · c8 белая ладья · a6 белый король · d6 чёрная пешка · g6 чёрная пешка · f5 чёрная пешка · g5 белая пешка · c4 чёрная пешка · f4 белая пешка · a3 чёрная пешка · c3 белая пешка · d2 белая пешка · b1 белый слон | a8 чёрный король · b8 чёрный слон · c8 белая ладья · a6 белый король · d6 чёрная пешка · g6 чёрная пешка · f5 чёрная пешка · g5 белая пешка · c4 чёрная пешка · f4 белая пешка · a3 чёрная пешка · c3 белая пешка · d2 белая пешка · b1 белый слон | a8 чёрный король · b8 чёрный слон · c8 белая ладья · a6 белый король · d6 чёрная пешка · g6 чёрная пешка · f5 чёрная пешка · g5 белая пешка · c4 чёрная пешка · f4 белая пешка · a3 чёрная пешка · c3 белая пешка · d2 белая пешка · b1 белый слон | 6 |
| 5 | a8 чёрный король · b8 чёрный слон · c8 белая ладья · a6 белый король · d6 чёрная пешка · g6 чёрная пешка · f5 чёрная пешка · g5 белая пешка · c4 чёрная пешка · f4 белая пешка · a3 чёрная пешка · c3 белая пешка · d2 белая пешка · b1 белый слон | a8 чёрный король · b8 чёрный слон · c8 белая ладья · a6 белый король · d6 чёрная пешка · g6 чёрная пешка · f5 чёрная пешка · g5 белая пешка · c4 чёрная пешка · f4 белая пешка · a3 чёрная пешка · c3 белая пешка · d2 белая пешка · b1 белый слон | a8 чёрный король · b8 чёрный слон · c8 белая ладья · a6 белый король · d6 чёрная пешка · g6 чёрная пешка · f5 чёрная пешка · g5 белая пешка · c4 чёрная пешка · f4 белая пешка · a3 чёрная пешка · c3 белая пешка · d2 белая пешка · b1 белый слон | a8 чёрный король · b8 чёрный слон · c8 белая ладья · a6 белый король · d6 чёрная пешка · g6 чёрная пешка · f5 чёрная пешка · g5 белая пешка · c4 чёрная пешка · f4 белая пешка · a3 чёрная пешка · c3 белая пешка · d2 белая пешка · b1 белый слон | a8 чёрный король · b8 чёрный слон · c8 белая ладья · a6 белый король · d6 чёрная пешка · g6 чёрная пешка · f5 чёрная пешка · g5 белая пешка · c4 чёрная пешка · f4 белая пешка · a3 чёрная пешка · c3 белая пешка · d2 белая пешка · b1 белый слон | a8 чёрный король · b8 чёрный слон · c8 белая ладья · a6 белый король · d6 чёрная пешка · g6 чёрная пешка · f5 чёрная пешка · g5 белая пешка · c4 чёрная пешка · f4 белая пешка · a3 чёрная пешка · c3 белая пешка · d2 белая пешка · b1 белый слон | a8 чёрный король · b8 чёрный слон · c8 белая ладья · a6 белый король · d6 чёрная пешка · g6 чёрная пешка · f5 чёрная пешка · g5 белая пешка · c4 чёрная пешка · f4 белая пешка · a3 чёрная пешка · c3 белая пешка · d2 белая пешка · b1 белый слон | a8 чёрный король · b8 чёрный слон · c8 белая ладья · a6 белый король · d6 чёрная пешка · g6 чёрная пешка · f5 чёрная пешка · g5 белая пешка · c4 чёрная пешка · f4 белая пешка · a3 чёрная пешка · c3 белая пешка · d2 белая пешка · b1 белый слон | 5 |
| 4 | a8 чёрный король · b8 чёрный слон · c8 белая ладья · a6 белый король · d6 чёрная пешка · g6 чёрная пешка · f5 чёрная пешка · g5 белая пешка · c4 чёрная пешка · f4 белая пешка · a3 чёрная пешка · c3 белая пешка · d2 белая пешка · b1 белый слон | a8 чёрный король · b8 чёрный слон · c8 белая ладья · a6 белый король · d6 чёрная пешка · g6 чёрная пешка · f5 чёрная пешка · g5 белая пешка · c4 чёрная пешка · f4 белая пешка · a3 чёрная пешка · c3 белая пешка · d2 белая пешка · b1 белый слон | a8 чёрный король · b8 чёрный слон · c8 белая ладья · a6 белый король · d6 чёрная пешка · g6 чёрная пешка · f5 чёрная пешка · g5 белая пешка · c4 чёрная пешка · f4 белая пешка · a3 чёрная пешка · c3 белая пешка · d2 белая пешка · b1 белый слон | a8 чёрный король · b8 чёрный слон · c8 белая ладья · a6 белый король · d6 чёрная пешка · g6 чёрная пешка · f5 чёрная пешка · g5 белая пешка · c4 чёрная пешка · f4 белая пешка · a3 чёрная пешка · c3 белая пешка · d2 белая пешка · b1 белый слон | a8 чёрный король · b8 чёрный слон · c8 белая ладья · a6 белый король · d6 чёрная пешка · g6 чёрная пешка · f5 чёрная пешка · g5 белая пешка · c4 чёрная пешка · f4 белая пешка · a3 чёрная пешка · c3 белая пешка · d2 белая пешка · b1 белый слон | a8 чёрный король · b8 чёрный слон · c8 белая ладья · a6 белый король · d6 чёрная пешка · g6 чёрная пешка · f5 чёрная пешка · g5 белая пешка · c4 чёрная пешка · f4 белая пешка · a3 чёрная пешка · c3 белая пешка · d2 белая пешка · b1 белый слон | a8 чёрный король · b8 чёрный слон · c8 белая ладья · a6 белый король · d6 чёрная пешка · g6 чёрная пешка · f5 чёрная пешка · g5 белая пешка · c4 чёрная пешка · f4 белая пешка · a3 чёрная пешка · c3 белая пешка · d2 белая пешка · b1 белый слон | a8 чёрный король · b8 чёрный слон · c8 белая ладья · a6 белый король · d6 чёрная пешка · g6 чёрная пешка · f5 чёрная пешка · g5 белая пешка · c4 чёрная пешка · f4 белая пешка · a3 чёрная пешка · c3 белая пешка · d2 белая пешка · b1 белый слон | 4 |
| 3 | a8 чёрный король · b8 чёрный слон · c8 белая ладья · a6 белый король · d6 чёрная пешка · g6 чёрная пешка · f5 чёрная пешка · g5 белая пешка · c4 чёрная пешка · f4 белая пешка · a3 чёрная пешка · c3 белая пешка · d2 белая пешка · b1 белый слон | a8 чёрный король · b8 чёрный слон · c8 белая ладья · a6 белый король · d6 чёрная пешка · g6 чёрная пешка · f5 чёрная пешка · g5 белая пешка · c4 чёрная пешка · f4 белая пешка · a3 чёрная пешка · c3 белая пешка · d2 белая пешка · b1 белый слон | a8 чёрный король · b8 чёрный слон · c8 белая ладья · a6 белый король · d6 чёрная пешка · g6 чёрная пешка · f5 чёрная пешка · g5 белая пешка · c4 чёрная пешка · f4 белая пешка · a3 чёрная пешка · c3 белая пешка · d2 белая пешка · b1 белый слон | a8 чёрный король · b8 чёрный слон · c8 белая ладья · a6 белый король · d6 чёрная пешка · g6 чёрная пешка · f5 чёрная пешка · g5 белая пешка · c4 чёрная пешка · f4 белая пешка · a3 чёрная пешка · c3 белая пешка · d2 белая пешка · b1 белый слон | a8 чёрный король · b8 чёрный слон · c8 белая ладья · a6 белый король · d6 чёрная пешка · g6 чёрная пешка · f5 чёрная пешка · g5 белая пешка · c4 чёрная пешка · f4 белая пешка · a3 чёрная пешка · c3 белая пешка · d2 белая пешка · b1 белый слон | a8 чёрный король · b8 чёрный слон · c8 белая ладья · a6 белый король · d6 чёрная пешка · g6 чёрная пешка · f5 чёрная пешка · g5 белая пешка · c4 чёрная пешка · f4 белая пешка · a3 чёрная пешка · c3 белая пешка · d2 белая пешка · b1 белый слон | a8 чёрный король · b8 чёрный слон · c8 белая ладья · a6 белый король · d6 чёрная пешка · g6 чёрная пешка · f5 чёрная пешка · g5 белая пешка · c4 чёрная пешка · f4 белая пешка · a3 чёрная пешка · c3 белая пешка · d2 белая пешка · b1 белый слон | a8 чёрный король · b8 чёрный слон · c8 белая ладья · a6 белый король · d6 чёрная пешка · g6 чёрная пешка · f5 чёрная пешка · g5 белая пешка · c4 чёрная пешка · f4 белая пешка · a3 чёрная пешка · c3 белая пешка · d2 белая пешка · b1 белый слон | 3 |
| 2 | a8 чёрный король · b8 чёрный слон · c8 белая ладья · a6 белый король · d6 чёрная пешка · g6 чёрная пешка · f5 чёрная пешка · g5 белая пешка · c4 чёрная пешка · f4 белая пешка · a3 чёрная пешка · c3 белая пешка · d2 белая пешка · b1 белый слон | a8 чёрный король · b8 чёрный слон · c8 белая ладья · a6 белый король · d6 чёрная пешка · g6 чёрная пешка · f5 чёрная пешка · g5 белая пешка · c4 чёрная пешка · f4 белая пешка · a3 чёрная пешка · c3 белая пешка · d2 белая пешка · b1 белый слон | a8 чёрный король · b8 чёрный слон · c8 белая ладья · a6 белый король · d6 чёрная пешка · g6 чёрная пешка · f5 чёрная пешка · g5 белая пешка · c4 чёрная пешка · f4 белая пешка · a3 чёрная пешка · c3 белая пешка · d2 белая пешка · b1 белый слон | a8 чёрный король · b8 чёрный слон · c8 белая ладья · a6 белый король · d6 чёрная пешка · g6 чёрная пешка · f5 чёрная пешка · g5 белая пешка · c4 чёрная пешка · f4 белая пешка · a3 чёрная пешка · c3 белая пешка · d2 белая пешка · b1 белый слон | a8 чёрный король · b8 чёрный слон · c8 белая ладья · a6 белый король · d6 чёрная пешка · g6 чёрная пешка · f5 чёрная пешка · g5 белая пешка · c4 чёрная пешка · f4 белая пешка · a3 чёрная пешка · c3 белая пешка · d2 белая пешка · b1 белый слон | a8 чёрный король · b8 чёрный слон · c8 белая ладья · a6 белый король · d6 чёрная пешка · g6 чёрная пешка · f5 чёрная пешка · g5 белая пешка · c4 чёрная пешка · f4 белая пешка · a3 чёрная пешка · c3 белая пешка · d2 белая пешка · b1 белый слон | a8 чёрный король · b8 чёрный слон · c8 белая ладья · a6 белый король · d6 чёрная пешка · g6 чёрная пешка · f5 чёрная пешка · g5 белая пешка · c4 чёрная пешка · f4 белая пешка · a3 чёрная пешка · c3 белая пешка · d2 белая пешка · b1 белый слон | a8 чёрный король · b8 чёрный слон · c8 белая ладья · a6 белый король · d6 чёрная пешка · g6 чёрная пешка · f5 чёрная пешка · g5 белая пешка · c4 чёрная пешка · f4 белая пешка · a3 чёрная пешка · c3 белая пешка · d2 белая пешка · b1 белый слон | 2 |
| 1 | a8 чёрный король · b8 чёрный слон · c8 белая ладья · a6 белый король · d6 чёрная пешка · g6 чёрная пешка · f5 чёрная пешка · g5 белая пешка · c4 чёрная пешка · f4 белая пешка · a3 чёрная пешка · c3 белая пешка · d2 белая пешка · b1 белый слон | a8 чёрный король · b8 чёрный слон · c8 белая ладья · a6 белый король · d6 чёрная пешка · g6 чёрная пешка · f5 чёрная пешка · g5 белая пешка · c4 чёрная пешка · f4 белая пешка · a3 чёрная пешка · c3 белая пешка · d2 белая пешка · b1 белый слон | a8 чёрный король · b8 чёрный слон · c8 белая ладья · a6 белый король · d6 чёрная пешка · g6 чёрная пешка · f5 чёрная пешка · g5 белая пешка · c4 чёрная пешка · f4 белая пешка · a3 чёрная пешка · c3 белая пешка · d2 белая пешка · b1 белый слон | a8 чёрный король · b8 чёрный слон · c8 белая ладья · a6 белый король · d6 чёрная пешка · g6 чёрная пешка · f5 чёрная пешка · g5 белая пешка · c4 чёрная пешка · f4 белая пешка · a3 чёрная пешка · c3 белая пешка · d2 белая пешка · b1 белый слон | a8 чёрный король · b8 чёрный слон · c8 белая ладья · a6 белый король · d6 чёрная пешка · g6 чёрная пешка · f5 чёрная пешка · g5 белая пешка · c4 чёрная пешка · f4 белая пешка · a3 чёрная пешка · c3 белая пешка · d2 белая пешка · b1 белый слон | a8 чёрный король · b8 чёрный слон · c8 белая ладья · a6 белый король · d6 чёрная пешка · g6 чёрная пешка · f5 чёрная пешка · g5 белая пешка · c4 чёрная пешка · f4 белая пешка · a3 чёрная пешка · c3 белая пешка · d2 белая пешка · b1 белый слон | a8 чёрный король · b8 чёрный слон · c8 белая ладья · a6 белый король · d6 чёрная пешка · g6 чёрная пешка · f5 чёрная пешка · g5 белая пешка · c4 чёрная пешка · f4 белая пешка · a3 чёрная пешка · c3 белая пешка · d2 белая пешка · b1 белый слон | a8 чёрный король · b8 чёрный слон · c8 белая ладья · a6 белый король · d6 чёрная пешка · g6 чёрная пешка · f5 чёрная пешка · g5 белая пешка · c4 чёрная пешка · f4 белая пешка · a3 чёрная пешка · c3 белая пешка · d2 белая пешка · b1 белый слон | 1 |
|   | a | b | c | d | e | f | g | h |   |

|   | a | b | c | d | e | f | g | h |   |
| - | --- | --- | --- | --- | --- | --- | --- | --- | - |
| 8 | c8 чёрный конь · d8 белая ладья · a7 белый ферзь · e7 чёрный слон · b5 белая пешка · c5 чёрная пешка · d5 чёрная пешка · e5 чёрный король · c3 белая пешка · f3 белый король · h3 белый слон | c8 чёрный конь · d8 белая ладья · a7 белый ферзь · e7 чёрный слон · b5 белая пешка · c5 чёрная пешка · d5 чёрная пешка · e5 чёрный король · c3 белая пешка · f3 белый король · h3 белый слон | c8 чёрный конь · d8 белая ладья · a7 белый ферзь · e7 чёрный слон · b5 белая пешка · c5 чёрная пешка · d5 чёрная пешка · e5 чёрный король · c3 белая пешка · f3 белый король · h3 белый слон | c8 чёрный конь · d8 белая ладья · a7 белый ферзь · e7 чёрный слон · b5 белая пешка · c5 чёрная пешка · d5 чёрная пешка · e5 чёрный король · c3 белая пешка · f3 белый король · h3 белый слон | c8 чёрный конь · d8 белая ладья · a7 белый ферзь · e7 чёрный слон · b5 белая пешка · c5 чёрная пешка · d5 чёрная пешка · e5 чёрный король · c3 белая пешка · f3 белый король · h3 белый слон | c8 чёрный конь · d8 белая ладья · a7 белый ферзь · e7 чёрный слон · b5 белая пешка · c5 чёрная пешка · d5 чёрная пешка · e5 чёрный король · c3 белая пешка · f3 белый король · h3 белый слон | c8 чёрный конь · d8 белая ладья · a7 белый ферзь · e7 чёрный слон · b5 белая пешка · c5 чёрная пешка · d5 чёрная пешка · e5 чёрный король · c3 белая пешка · f3 белый король · h3 белый слон | c8 чёрный конь · d8 белая ладья · a7 белый ферзь · e7 чёрный слон · b5 белая пешка · c5 чёрная пешка · d5 чёрная пешка · e5 чёрный король · c3 белая пешка · f3 белый король · h3 белый слон | 8 |
| 7 | c8 чёрный конь · d8 белая ладья · a7 белый ферзь · e7 чёрный слон · b5 белая пешка · c5 чёрная пешка · d5 чёрная пешка · e5 чёрный король · c3 белая пешка · f3 белый король · h3 белый слон | c8 чёрный конь · d8 белая ладья · a7 белый ферзь · e7 чёрный слон · b5 белая пешка · c5 чёрная пешка · d5 чёрная пешка · e5 чёрный король · c3 белая пешка · f3 белый король · h3 белый слон | c8 чёрный конь · d8 белая ладья · a7 белый ферзь · e7 чёрный слон · b5 белая пешка · c5 чёрная пешка · d5 чёрная пешка · e5 чёрный король · c3 белая пешка · f3 белый король · h3 белый слон | c8 чёрный конь · d8 белая ладья · a7 белый ферзь · e7 чёрный слон · b5 белая пешка · c5 чёрная пешка · d5 чёрная пешка · e5 чёрный король · c3 белая пешка · f3 белый король · h3 белый слон | c8 чёрный конь · d8 белая ладья · a7 белый ферзь · e7 чёрный слон · b5 белая пешка · c5 чёрная пешка · d5 чёрная пешка · e5 чёрный король · c3 белая пешка · f3 белый король · h3 белый слон | c8 чёрный конь · d8 белая ладья · a7 белый ферзь · e7 чёрный слон · b5 белая пешка · c5 чёрная пешка · d5 чёрная пешка · e5 чёрный король · c3 белая пешка · f3 белый король · h3 белый слон | c8 чёрный конь · d8 белая ладья · a7 белый ферзь · e7 чёрный слон · b5 белая пешка · c5 чёрная пешка · d5 чёрная пешка · e5 чёрный король · c3 белая пешка · f3 белый король · h3 белый слон | c8 чёрный конь · d8 белая ладья · a7 белый ферзь · e7 чёрный слон · b5 белая пешка · c5 чёрная пешка · d5 чёрная пешка · e5 чёрный король · c3 белая пешка · f3 белый король · h3 белый слон | 7 |
| 6 | c8 чёрный конь · d8 белая ладья · a7 белый ферзь · e7 чёрный слон · b5 белая пешка · c5 чёрная пешка · d5 чёрная пешка · e5 чёрный король · c3 белая пешка · f3 белый король · h3 белый слон | c8 чёрный конь · d8 белая ладья · a7 белый ферзь · e7 чёрный слон · b5 белая пешка · c5 чёрная пешка · d5 чёрная пешка · e5 чёрный король · c3 белая пешка · f3 белый король · h3 белый слон | c8 чёрный конь · d8 белая ладья · a7 белый ферзь · e7 чёрный слон · b5 белая пешка · c5 чёрная пешка · d5 чёрная пешка · e5 чёрный король · c3 белая пешка · f3 белый король · h3 белый слон | c8 чёрный конь · d8 белая ладья · a7 белый ферзь · e7 чёрный слон · b5 белая пешка · c5 чёрная пешка · d5 чёрная пешка · e5 чёрный король · c3 белая пешка · f3 белый король · h3 белый слон | c8 чёрный конь · d8 белая ладья · a7 белый ферзь · e7 чёрный слон · b5 белая пешка · c5 чёрная пешка · d5 чёрная пешка · e5 чёрный король · c3 белая пешка · f3 белый король · h3 белый слон | c8 чёрный конь · d8 белая ладья · a7 белый ферзь · e7 чёрный слон · b5 белая пешка · c5 чёрная пешка · d5 чёрная пешка · e5 чёрный король · c3 белая пешка · f3 белый король · h3 белый слон | c8 чёрный конь · d8 белая ладья · a7 белый ферзь · e7 чёрный слон · b5 белая пешка · c5 чёрная пешка · d5 чёрная пешка · e5 чёрный король · c3 белая пешка · f3 белый король · h3 белый слон | c8 чёрный конь · d8 белая ладья · a7 белый ферзь · e7 чёрный слон · b5 белая пешка · c5 чёрная пешка · d5 чёрная пешка · e5 чёрный король · c3 белая пешка · f3 белый король · h3 белый слон | 6 |
| 5 | c8 чёрный конь · d8 белая ладья · a7 белый ферзь · e7 чёрный слон · b5 белая пешка · c5 чёрная пешка · d5 чёрная пешка · e5 чёрный король · c3 белая пешка · f3 белый король · h3 белый слон | c8 чёрный конь · d8 белая ладья · a7 белый ферзь · e7 чёрный слон · b5 белая пешка · c5 чёрная пешка · d5 чёрная пешка · e5 чёрный король · c3 белая пешка · f3 белый король · h3 белый слон | c8 чёрный конь · d8 белая ладья · a7 белый ферзь · e7 чёрный слон · b5 белая пешка · c5 чёрная пешка · d5 чёрная пешка · e5 чёрный король · c3 белая пешка · f3 белый король · h3 белый слон | c8 чёрный конь · d8 белая ладья · a7 белый ферзь · e7 чёрный слон · b5 белая пешка · c5 чёрная пешка · d5 чёрная пешка · e5 чёрный король · c3 белая пешка · f3 белый король · h3 белый слон | c8 чёрный конь · d8 белая ладья · a7 белый ферзь · e7 чёрный слон · b5 белая пешка · c5 чёрная пешка · d5 чёрная пешка · e5 чёрный король · c3 белая пешка · f3 белый король · h3 белый слон | c8 чёрный конь · d8 белая ладья · a7 белый ферзь · e7 чёрный слон · b5 белая пешка · c5 чёрная пешка · d5 чёрная пешка · e5 чёрный король · c3 белая пешка · f3 белый король · h3 белый слон | c8 чёрный конь · d8 белая ладья · a7 белый ферзь · e7 чёрный слон · b5 белая пешка · c5 чёрная пешка · d5 чёрная пешка · e5 чёрный король · c3 белая пешка · f3 белый король · h3 белый слон | c8 чёрный конь · d8 белая ладья · a7 белый ферзь · e7 чёрный слон · b5 белая пешка · c5 чёрная пешка · d5 чёрная пешка · e5 чёрный король · c3 белая пешка · f3 белый король · h3 белый слон | 5 |
| 4 | c8 чёрный конь · d8 белая ладья · a7 белый ферзь · e7 чёрный слон · b5 белая пешка · c5 чёрная пешка · d5 чёрная пешка · e5 чёрный король · c3 белая пешка · f3 белый король · h3 белый слон | c8 чёрный конь · d8 белая ладья · a7 белый ферзь · e7 чёрный слон · b5 белая пешка · c5 чёрная пешка · d5 чёрная пешка · e5 чёрный король · c3 белая пешка · f3 белый король · h3 белый слон | c8 чёрный конь · d8 белая ладья · a7 белый ферзь · e7 чёрный слон · b5 белая пешка · c5 чёрная пешка · d5 чёрная пешка · e5 чёрный король · c3 белая пешка · f3 белый король · h3 белый слон | c8 чёрный конь · d8 белая ладья · a7 белый ферзь · e7 чёрный слон · b5 белая пешка · c5 чёрная пешка · d5 чёрная пешка · e5 чёрный король · c3 белая пешка · f3 белый король · h3 белый слон | c8 чёрный конь · d8 белая ладья · a7 белый ферзь · e7 чёрный слон · b5 белая пешка · c5 чёрная пешка · d5 чёрная пешка · e5 чёрный король · c3 белая пешка · f3 белый король · h3 белый слон | c8 чёрный конь · d8 белая ладья · a7 белый ферзь · e7 чёрный слон · b5 белая пешка · c5 чёрная пешка · d5 чёрная пешка · e5 чёрный король · c3 белая пешка · f3 белый король · h3 белый слон | c8 чёрный конь · d8 белая ладья · a7 белый ферзь · e7 чёрный слон · b5 белая пешка · c5 чёрная пешка · d5 чёрная пешка · e5 чёрный король · c3 белая пешка · f3 белый король · h3 белый слон | c8 чёрный конь · d8 белая ладья · a7 белый ферзь · e7 чёрный слон · b5 белая пешка · c5 чёрная пешка · d5 чёрная пешка · e5 чёрный король · c3 белая пешка · f3 белый король · h3 белый слон | 4 |
| 3 | c8 чёрный конь · d8 белая ладья · a7 белый ферзь · e7 чёрный слон · b5 белая пешка · c5 чёрная пешка · d5 чёрная пешка · e5 чёрный король · c3 белая пешка · f3 белый король · h3 белый слон | c8 чёрный конь · d8 белая ладья · a7 белый ферзь · e7 чёрный слон · b5 белая пешка · c5 чёрная пешка · d5 чёрная пешка · e5 чёрный король · c3 белая пешка · f3 белый король · h3 белый слон | c8 чёрный конь · d8 белая ладья · a7 белый ферзь · e7 чёрный слон · b5 белая пешка · c5 чёрная пешка · d5 чёрная пешка · e5 чёрный король · c3 белая пешка · f3 белый король · h3 белый слон | c8 чёрный конь · d8 белая ладья · a7 белый ферзь · e7 чёрный слон · b5 белая пешка · c5 чёрная пешка · d5 чёрная пешка · e5 чёрный король · c3 белая пешка · f3 белый король · h3 белый слон | c8 чёрный конь · d8 белая ладья · a7 белый ферзь · e7 чёрный слон · b5 белая пешка · c5 чёрная пешка · d5 чёрная пешка · e5 чёрный король · c3 белая пешка · f3 белый король · h3 белый слон | c8 чёрный конь · d8 белая ладья · a7 белый ферзь · e7 чёрный слон · b5 белая пешка · c5 чёрная пешка · d5 чёрная пешка · e5 чёрный король · c3 белая пешка · f3 белый король · h3 белый слон | c8 чёрный конь · d8 белая ладья · a7 белый ферзь · e7 чёрный слон · b5 белая пешка · c5 чёрная пешка · d5 чёрная пешка · e5 чёрный король · c3 белая пешка · f3 белый король · h3 белый слон | c8 чёрный конь · d8 белая ладья · a7 белый ферзь · e7 чёрный слон · b5 белая пешка · c5 чёрная пешка · d5 чёрная пешка · e5 чёрный король · c3 белая пешка · f3 белый король · h3 белый слон | 3 |
| 2 | c8 чёрный конь · d8 белая ладья · a7 белый ферзь · e7 чёрный слон · b5 белая пешка · c5 чёрная пешка · d5 чёрная пешка · e5 чёрный король · c3 белая пешка · f3 белый король · h3 белый слон | c8 чёрный конь · d8 белая ладья · a7 белый ферзь · e7 чёрный слон · b5 белая пешка · c5 чёрная пешка · d5 чёрная пешка · e5 чёрный король · c3 белая пешка · f3 белый король · h3 белый слон | c8 чёрный конь · d8 белая ладья · a7 белый ферзь · e7 чёрный слон · b5 белая пешка · c5 чёрная пешка · d5 чёрная пешка · e5 чёрный король · c3 белая пешка · f3 белый король · h3 белый слон | c8 чёрный конь · d8 белая ладья · a7 белый ферзь · e7 чёрный слон · b5 белая пешка · c5 чёрная пешка · d5 чёрная пешка · e5 чёрный король · c3 белая пешка · f3 белый король · h3 белый слон | c8 чёрный конь · d8 белая ладья · a7 белый ферзь · e7 чёрный слон · b5 белая пешка · c5 чёрная пешка · d5 чёрная пешка · e5 чёрный король · c3 белая пешка · f3 белый король · h3 белый слон | c8 чёрный конь · d8 белая ладья · a7 белый ферзь · e7 чёрный слон · b5 белая пешка · c5 чёрная пешка · d5 чёрная пешка · e5 чёрный король · c3 белая пешка · f3 белый король · h3 белый слон | c8 чёрный конь · d8 белая ладья · a7 белый ферзь · e7 чёрный слон · b5 белая пешка · c5 чёрная пешка · d5 чёрная пешка · e5 чёрный король · c3 белая пешка · f3 белый король · h3 белый слон | c8 чёрный конь · d8 белая ладья · a7 белый ферзь · e7 чёрный слон · b5 белая пешка · c5 чёрная пешка · d5 чёрная пешка · e5 чёрный король · c3 белая пешка · f3 белый король · h3 белый слон | 2 |
| 1 | c8 чёрный конь · d8 белая ладья · a7 белый ферзь · e7 чёрный слон · b5 белая пешка · c5 чёрная пешка · d5 чёрная пешка · e5 чёрный король · c3 белая пешка · f3 белый король · h3 белый слон | c8 чёрный конь · d8 белая ладья · a7 белый ферзь · e7 чёрный слон · b5 белая пешка · c5 чёрная пешка · d5 чёрная пешка · e5 чёрный король · c3 белая пешка · f3 белый король · h3 белый слон | c8 чёрный конь · d8 белая ладья · a7 белый ферзь · e7 чёрный слон · b5 белая пешка · c5 чёрная пешка · d5 чёрная пешка · e5 чёрный король · c3 белая пешка · f3 белый король · h3 белый слон | c8 чёрный конь · d8 белая ладья · a7 белый ферзь · e7 чёрный слон · b5 белая пешка · c5 чёрная пешка · d5 чёрная пешка · e5 чёрный король · c3 белая пешка · f3 белый король · h3 белый слон | c8 чёрный конь · d8 белая ладья · a7 белый ферзь · e7 чёрный слон · b5 белая пешка · c5 чёрная пешка · d5 чёрная пешка · e5 чёрный король · c3 белая пешка · f3 белый король · h3 белый слон | c8 чёрный конь · d8 белая ладья · a7 белый ферзь · e7 чёрный слон · b5 белая пешка · c5 чёрная пешка · d5 чёрная пешка · e5 чёрный король · c3 белая пешка · f3 белый король · h3 белый слон | c8 чёрный конь · d8 белая ладья · a7 белый ферзь · e7 чёрный слон · b5 белая пешка · c5 чёрная пешка · d5 чёрная пешка · e5 чёрный король · c3 белая пешка · f3 белый король · h3 белый слон | c8 чёрный конь · d8 белая ладья · a7 белый ферзь · e7 чёрный слон · b5 белая пешка · c5 чёрная пешка · d5 чёрная пешка · e5 чёрный король · c3 белая пешка · f3 белый король · h3 белый слон | 1 |
|   | a | b | c | d | e | f | g | h |   |

|   | a                                                                   | b                                                                   | c                                                                   | d                                                                   | e                                                                   | f                                                                   | g                                                                   | h                                                                   |   |
| - | ------------------------------------------------------------------- | ------------------------------------------------------------------- | ------------------------------------------------------------------- | ------------------------------------------------------------------- | ------------------------------------------------------------------- | ------------------------------------------------------------------- | ------------------------------------------------------------------- | ------------------------------------------------------------------- | - |
| 8 | d5 белый король · g4 белый ферзь · h4 белый слон · f1 чёрный король | d5 белый король · g4 белый ферзь · h4 белый слон · f1 чёрный король | d5 белый король · g4 белый ферзь · h4 белый слон · f1 чёрный король | d5 белый король · g4 белый ферзь · h4 белый слон · f1 чёрный король | d5 белый король · g4 белый ферзь · h4 белый слон · f1 чёрный король | d5 белый король · g4 белый ферзь · h4 белый слон · f1 чёрный король | d5 белый король · g4 белый ферзь · h4 белый слон · f1 чёрный король | d5 белый король · g4 белый ферзь · h4 белый слон · f1 чёрный король | 8 |
| 7 | d5 белый король · g4 белый ферзь · h4 белый слон · f1 чёрный король | d5 белый король · g4 белый ферзь · h4 белый слон · f1 чёрный король | d5 белый король · g4 белый ферзь · h4 белый слон · f1 чёрный король | d5 белый король · g4 белый ферзь · h4 белый слон · f1 чёрный король | d5 белый король · g4 белый ферзь · h4 белый слон · f1 чёрный король | d5 белый король · g4 белый ферзь · h4 белый слон · f1 чёрный король | d5 белый король · g4 белый ферзь · h4 белый слон · f1 чёрный король | d5 белый король · g4 белый ферзь · h4 белый слон · f1 чёрный король | 7 |
| 6 | d5 белый король · g4 белый ферзь · h4 белый слон · f1 чёрный король | d5 белый король · g4 белый ферзь · h4 белый слон · f1 чёрный король | d5 белый король · g4 белый ферзь · h4 белый слон · f1 чёрный король | d5 белый король · g4 белый ферзь · h4 белый слон · f1 чёрный король | d5 белый король · g4 белый ферзь · h4 белый слон · f1 чёрный король | d5 белый король · g4 белый ферзь · h4 белый слон · f1 чёрный король | d5 белый король · g4 белый ферзь · h4 белый слон · f1 чёрный король | d5 белый король · g4 белый ферзь · h4 белый слон · f1 чёрный король | 6 |
| 5 | d5 белый король · g4 белый ферзь · h4 белый слон · f1 чёрный король | d5 белый король · g4 белый ферзь · h4 белый слон · f1 чёрный король | d5 белый король · g4 белый ферзь · h4 белый слон · f1 чёрный король | d5 белый король · g4 белый ферзь · h4 белый слон · f1 чёрный король | d5 белый король · g4 белый ферзь · h4 белый слон · f1 чёрный король | d5 белый король · g4 белый ферзь · h4 белый слон · f1 чёрный король | d5 белый король · g4 белый ферзь · h4 белый слон · f1 чёрный король | d5 белый король · g4 белый ферзь · h4 белый слон · f1 чёрный король | 5 |
| 4 | d5 белый король · g4 белый ферзь · h4 белый слон · f1 чёрный король | d5 белый король · g4 белый ферзь · h4 белый слон · f1 чёрный король | d5 белый король · g4 белый ферзь · h4 белый слон · f1 чёрный король | d5 белый король · g4 белый ферзь · h4 белый слон · f1 чёрный король | d5 белый король · g4 белый ферзь · h4 белый слон · f1 чёрный король | d5 белый король · g4 белый ферзь · h4 белый слон · f1 чёрный король | d5 белый король · g4 белый ферзь · h4 белый слон · f1 чёрный король | d5 белый король · g4 белый ферзь · h4 белый слон · f1 чёрный король | 4 |
| 3 | d5 белый король · g4 белый ферзь · h4 белый слон · f1 чёрный король | d5 белый король · g4 белый ферзь · h4 белый слон · f1 чёрный король | d5 белый король · g4 белый ферзь · h4 белый слон · f1 чёрный король | d5 белый король · g4 белый ферзь · h4 белый слон · f1 чёрный король | d5 белый король · g4 белый ферзь · h4 белый слон · f1 чёрный король | d5 белый король · g4 белый ферзь · h4 белый слон · f1 чёрный король | d5 белый король · g4 белый ферзь · h4 белый слон · f1 чёрный король | d5 белый король · g4 белый ферзь · h4 белый слон · f1 чёрный король | 3 |
| 2 | d5 белый король · g4 белый ферзь · h4 белый слон · f1 чёрный король | d5 белый король · g4 белый ферзь · h4 белый слон · f1 чёрный король | d5 белый король · g4 белый ферзь · h4 белый слон · f1 чёрный король | d5 белый король · g4 белый ферзь · h4 белый слон · f1 чёрный король | d5 белый король · g4 белый ферзь · h4 белый слон · f1 чёрный король | d5 белый король · g4 белый ферзь · h4 белый слон · f1 чёрный король | d5 белый король · g4 белый ферзь · h4 белый слон · f1 чёрный король | d5 белый король · g4 белый ферзь · h4 белый слон · f1 чёрный король | 2 |
| 1 | d5 белый король · g4 белый ферзь · h4 белый слон · f1 чёрный король | d5 белый король · g4 белый ферзь · h4 белый слон · f1 чёрный король | d5 белый король · g4 белый ферзь · h4 белый слон · f1 чёрный король | d5 белый король · g4 белый ферзь · h4 белый слон · f1 чёрный король | d5 белый король · g4 белый ферзь · h4 белый слон · f1 чёрный король | d5 белый король · g4 белый ферзь · h4 белый слон · f1 чёрный король | d5 белый король · g4 белый ферзь · h4 белый слон · f1 чёрный король | d5 белый король · g4 белый ферзь · h4 белый слон · f1 чёрный король | 1 |
|   | a                                                                   | b                                                                   | c                                                                   | d                                                                   | e                                                                   | f                                                                   | g                                                                   | h                                                                   |   |

## Партия, приписываемая Ленину
|   | a | b | c | d | e | f | g | h |   |
| - | --- | --- | --- | --- | --- | --- | --- | --- | - |
| 8 | a8 чёрная ладья · b8 чёрный конь · d8 чёрный ферзь · e8 чёрный король · g8 чёрный конь · h8 чёрная ладья · a7 чёрная пешка · b7 чёрная пешка · c7 чёрная пешка · f7 чёрная пешка · g7 чёрная пешка · f6 чёрный слон · h6 чёрная пешка · d5 белая пешка · d4 белая пешка · f4 белый слон · f3 белый ферзь · g3 белая пешка · a2 белая пешка · b2 белая пешка · c2 белая пешка · a1 белая ладья · b1 белый конь · e1 белый король · f1 белый слон · h1 белая ладья | a8 чёрная ладья · b8 чёрный конь · d8 чёрный ферзь · e8 чёрный король · g8 чёрный конь · h8 чёрная ладья · a7 чёрная пешка · b7 чёрная пешка · c7 чёрная пешка · f7 чёрная пешка · g7 чёрная пешка · f6 чёрный слон · h6 чёрная пешка · d5 белая пешка · d4 белая пешка · f4 белый слон · f3 белый ферзь · g3 белая пешка · a2 белая пешка · b2 белая пешка · c2 белая пешка · a1 белая ладья · b1 белый конь · e1 белый король · f1 белый слон · h1 белая ладья | a8 чёрная ладья · b8 чёрный конь · d8 чёрный ферзь · e8 чёрный король · g8 чёрный конь · h8 чёрная ладья · a7 чёрная пешка · b7 чёрная пешка · c7 чёрная пешка · f7 чёрная пешка · g7 чёрная пешка · f6 чёрный слон · h6 чёрная пешка · d5 белая пешка · d4 белая пешка · f4 белый слон · f3 белый ферзь · g3 белая пешка · a2 белая пешка · b2 белая пешка · c2 белая пешка · a1 белая ладья · b1 белый конь · e1 белый король · f1 белый слон · h1 белая ладья | a8 чёрная ладья · b8 чёрный конь · d8 чёрный ферзь · e8 чёрный король · g8 чёрный конь · h8 чёрная ладья · a7 чёрная пешка · b7 чёрная пешка · c7 чёрная пешка · f7 чёрная пешка · g7 чёрная пешка · f6 чёрный слон · h6 чёрная пешка · d5 белая пешка · d4 белая пешка · f4 белый слон · f3 белый ферзь · g3 белая пешка · a2 белая пешка · b2 белая пешка · c2 белая пешка · a1 белая ладья · b1 белый конь · e1 белый король · f1 белый слон · h1 белая ладья | a8 чёрная ладья · b8 чёрный конь · d8 чёрный ферзь · e8 чёрный король · g8 чёрный конь · h8 чёрная ладья · a7 чёрная пешка · b7 чёрная пешка · c7 чёрная пешка · f7 чёрная пешка · g7 чёрная пешка · f6 чёрный слон · h6 чёрная пешка · d5 белая пешка · d4 белая пешка · f4 белый слон · f3 белый ферзь · g3 белая пешка · a2 белая пешка · b2 белая пешка · c2 белая пешка · a1 белая ладья · b1 белый конь · e1 белый король · f1 белый слон · h1 белая ладья | a8 чёрная ладья · b8 чёрный конь · d8 чёрный ферзь · e8 чёрный король · g8 чёрный конь · h8 чёрная ладья · a7 чёрная пешка · b7 чёрная пешка · c7 чёрная пешка · f7 чёрная пешка · g7 чёрная пешка · f6 чёрный слон · h6 чёрная пешка · d5 белая пешка · d4 белая пешка · f4 белый слон · f3 белый ферзь · g3 белая пешка · a2 белая пешка · b2 белая пешка · c2 белая пешка · a1 белая ладья · b1 белый конь · e1 белый король · f1 белый слон · h1 белая ладья | a8 чёрная ладья · b8 чёрный конь · d8 чёрный ферзь · e8 чёрный король · g8 чёрный конь · h8 чёрная ладья · a7 чёрная пешка · b7 чёрная пешка · c7 чёрная пешка · f7 чёрная пешка · g7 чёрная пешка · f6 чёрный слон · h6 чёрная пешка · d5 белая пешка · d4 белая пешка · f4 белый слон · f3 белый ферзь · g3 белая пешка · a2 белая пешка · b2 белая пешка · c2 белая пешка · a1 белая ладья · b1 белый конь · e1 белый король · f1 белый слон · h1 белая ладья | a8 чёрная ладья · b8 чёрный конь · d8 чёрный ферзь · e8 чёрный король · g8 чёрный конь · h8 чёрная ладья · a7 чёрная пешка · b7 чёрная пешка · c7 чёрная пешка · f7 чёрная пешка · g7 чёрная пешка · f6 чёрный слон · h6 чёрная пешка · d5 белая пешка · d4 белая пешка · f4 белый слон · f3 белый ферзь · g3 белая пешка · a2 белая пешка · b2 белая пешка · c2 белая пешка · a1 белая ладья · b1 белый конь · e1 белый король · f1 белый слон · h1 белая ладья | 8 |
| 7 | a8 чёрная ладья · b8 чёрный конь · d8 чёрный ферзь · e8 чёрный король · g8 чёрный конь · h8 чёрная ладья · a7 чёрная пешка · b7 чёрная пешка · c7 чёрная пешка · f7 чёрная пешка · g7 чёрная пешка · f6 чёрный слон · h6 чёрная пешка · d5 белая пешка · d4 белая пешка · f4 белый слон · f3 белый ферзь · g3 белая пешка · a2 белая пешка · b2 белая пешка · c2 белая пешка · a1 белая ладья · b1 белый конь · e1 белый король · f1 белый слон · h1 белая ладья | a8 чёрная ладья · b8 чёрный конь · d8 чёрный ферзь · e8 чёрный король · g8 чёрный конь · h8 чёрная ладья · a7 чёрная пешка · b7 чёрная пешка · c7 чёрная пешка · f7 чёрная пешка · g7 чёрная пешка · f6 чёрный слон · h6 чёрная пешка · d5 белая пешка · d4 белая пешка · f4 белый слон · f3 белый ферзь · g3 белая пешка · a2 белая пешка · b2 белая пешка · c2 белая пешка · a1 белая ладья · b1 белый конь · e1 белый король · f1 белый слон · h1 белая ладья | a8 чёрная ладья · b8 чёрный конь · d8 чёрный ферзь · e8 чёрный король · g8 чёрный конь · h8 чёрная ладья · a7 чёрная пешка · b7 чёрная пешка · c7 чёрная пешка · f7 чёрная пешка · g7 чёрная пешка · f6 чёрный слон · h6 чёрная пешка · d5 белая пешка · d4 белая пешка · f4 белый слон · f3 белый ферзь · g3 белая пешка · a2 белая пешка · b2 белая пешка · c2 белая пешка · a1 белая ладья · b1 белый конь · e1 белый король · f1 белый слон · h1 белая ладья | a8 чёрная ладья · b8 чёрный конь · d8 чёрный ферзь · e8 чёрный король · g8 чёрный конь · h8 чёрная ладья · a7 чёрная пешка · b7 чёрная пешка · c7 чёрная пешка · f7 чёрная пешка · g7 чёрная пешка · f6 чёрный слон · h6 чёрная пешка · d5 белая пешка · d4 белая пешка · f4 белый слон · f3 белый ферзь · g3 белая пешка · a2 белая пешка · b2 белая пешка · c2 белая пешка · a1 белая ладья · b1 белый конь · e1 белый король · f1 белый слон · h1 белая ладья | a8 чёрная ладья · b8 чёрный конь · d8 чёрный ферзь · e8 чёрный король · g8 чёрный конь · h8 чёрная ладья · a7 чёрная пешка · b7 чёрная пешка · c7 чёрная пешка · f7 чёрная пешка · g7 чёрная пешка · f6 чёрный слон · h6 чёрная пешка · d5 белая пешка · d4 белая пешка · f4 белый слон · f3 белый ферзь · g3 белая пешка · a2 белая пешка · b2 белая пешка · c2 белая пешка · a1 белая ладья · b1 белый конь · e1 белый король · f1 белый слон · h1 белая ладья | a8 чёрная ладья · b8 чёрный конь · d8 чёрный ферзь · e8 чёрный король · g8 чёрный конь · h8 чёрная ладья · a7 чёрная пешка · b7 чёрная пешка · c7 чёрная пешка · f7 чёрная пешка · g7 чёрная пешка · f6 чёрный слон · h6 чёрная пешка · d5 белая пешка · d4 белая пешка · f4 белый слон · f3 белый ферзь · g3 белая пешка · a2 белая пешка · b2 белая пешка · c2 белая пешка · a1 белая ладья · b1 белый конь · e1 белый король · f1 белый слон · h1 белая ладья | a8 чёрная ладья · b8 чёрный конь · d8 чёрный ферзь · e8 чёрный король · g8 чёрный конь · h8 чёрная ладья · a7 чёрная пешка · b7 чёрная пешка · c7 чёрная пешка · f7 чёрная пешка · g7 чёрная пешка · f6 чёрный слон · h6 чёрная пешка · d5 белая пешка · d4 белая пешка · f4 белый слон · f3 белый ферзь · g3 белая пешка · a2 белая пешка · b2 белая пешка · c2 белая пешка · a1 белая ладья · b1 белый конь · e1 белый король · f1 белый слон · h1 белая ладья | a8 чёрная ладья · b8 чёрный конь · d8 чёрный ферзь · e8 чёрный король · g8 чёрный конь · h8 чёрная ладья · a7 чёрная пешка · b7 чёрная пешка · c7 чёрная пешка · f7 чёрная пешка · g7 чёрная пешка · f6 чёрный слон · h6 чёрная пешка · d5 белая пешка · d4 белая пешка · f4 белый слон · f3 белый ферзь · g3 белая пешка · a2 белая пешка · b2 белая пешка · c2 белая пешка · a1 белая ладья · b1 белый конь · e1 белый король · f1 белый слон · h1 белая ладья | 7 |
| 6 | a8 чёрная ладья · b8 чёрный конь · d8 чёрный ферзь · e8 чёрный король · g8 чёрный конь · h8 чёрная ладья · a7 чёрная пешка · b7 чёрная пешка · c7 чёрная пешка · f7 чёрная пешка · g7 чёрная пешка · f6 чёрный слон · h6 чёрная пешка · d5 белая пешка · d4 белая пешка · f4 белый слон · f3 белый ферзь · g3 белая пешка · a2 белая пешка · b2 белая пешка · c2 белая пешка · a1 белая ладья · b1 белый конь · e1 белый король · f1 белый слон · h1 белая ладья | a8 чёрная ладья · b8 чёрный конь · d8 чёрный ферзь · e8 чёрный король · g8 чёрный конь · h8 чёрная ладья · a7 чёрная пешка · b7 чёрная пешка · c7 чёрная пешка · f7 чёрная пешка · g7 чёрная пешка · f6 чёрный слон · h6 чёрная пешка · d5 белая пешка · d4 белая пешка · f4 белый слон · f3 белый ферзь · g3 белая пешка · a2 белая пешка · b2 белая пешка · c2 белая пешка · a1 белая ладья · b1 белый конь · e1 белый король · f1 белый слон · h1 белая ладья | a8 чёрная ладья · b8 чёрный конь · d8 чёрный ферзь · e8 чёрный король · g8 чёрный конь · h8 чёрная ладья · a7 чёрная пешка · b7 чёрная пешка · c7 чёрная пешка · f7 чёрная пешка · g7 чёрная пешка · f6 чёрный слон · h6 чёрная пешка · d5 белая пешка · d4 белая пешка · f4 белый слон · f3 белый ферзь · g3 белая пешка · a2 белая пешка · b2 белая пешка · c2 белая пешка · a1 белая ладья · b1 белый конь · e1 белый король · f1 белый слон · h1 белая ладья | a8 чёрная ладья · b8 чёрный конь · d8 чёрный ферзь · e8 чёрный король · g8 чёрный конь · h8 чёрная ладья · a7 чёрная пешка · b7 чёрная пешка · c7 чёрная пешка · f7 чёрная пешка · g7 чёрная пешка · f6 чёрный слон · h6 чёрная пешка · d5 белая пешка · d4 белая пешка · f4 белый слон · f3 белый ферзь · g3 белая пешка · a2 белая пешка · b2 белая пешка · c2 белая пешка · a1 белая ладья · b1 белый конь · e1 белый король · f1 белый слон · h1 белая ладья | a8 чёрная ладья · b8 чёрный конь · d8 чёрный ферзь · e8 чёрный король · g8 чёрный конь · h8 чёрная ладья · a7 чёрная пешка · b7 чёрная пешка · c7 чёрная пешка · f7 чёрная пешка · g7 чёрная пешка · f6 чёрный слон · h6 чёрная пешка · d5 белая пешка · d4 белая пешка · f4 белый слон · f3 белый ферзь · g3 белая пешка · a2 белая пешка · b2 белая пешка · c2 белая пешка · a1 белая ладья · b1 белый конь · e1 белый король · f1 белый слон · h1 белая ладья | a8 чёрная ладья · b8 чёрный конь · d8 чёрный ферзь · e8 чёрный король · g8 чёрный конь · h8 чёрная ладья · a7 чёрная пешка · b7 чёрная пешка · c7 чёрная пешка · f7 чёрная пешка · g7 чёрная пешка · f6 чёрный слон · h6 чёрная пешка · d5 белая пешка · d4 белая пешка · f4 белый слон · f3 белый ферзь · g3 белая пешка · a2 белая пешка · b2 белая пешка · c2 белая пешка · a1 белая ладья · b1 белый конь · e1 белый король · f1 белый слон · h1 белая ладья | a8 чёрная ладья · b8 чёрный конь · d8 чёрный ферзь · e8 чёрный король · g8 чёрный конь · h8 чёрная ладья · a7 чёрная пешка · b7 чёрная пешка · c7 чёрная пешка · f7 чёрная пешка · g7 чёрная пешка · f6 чёрный слон · h6 чёрная пешка · d5 белая пешка · d4 белая пешка · f4 белый слон · f3 белый ферзь · g3 белая пешка · a2 белая пешка · b2 белая пешка · c2 белая пешка · a1 белая ладья · b1 белый конь · e1 белый король · f1 белый слон · h1 белая ладья | a8 чёрная ладья · b8 чёрный конь · d8 чёрный ферзь · e8 чёрный король · g8 чёрный конь · h8 чёрная ладья · a7 чёрная пешка · b7 чёрная пешка · c7 чёрная пешка · f7 чёрная пешка · g7 чёрная пешка · f6 чёрный слон · h6 чёрная пешка · d5 белая пешка · d4 белая пешка · f4 белый слон · f3 белый ферзь · g3 белая пешка · a2 белая пешка · b2 белая пешка · c2 белая пешка · a1 белая ладья · b1 белый конь · e1 белый король · f1 белый слон · h1 белая ладья | 6 |
| 5 | a8 чёрная ладья · b8 чёрный конь · d8 чёрный ферзь · e8 чёрный король · g8 чёрный конь · h8 чёрная ладья · a7 чёрная пешка · b7 чёрная пешка · c7 чёрная пешка · f7 чёрная пешка · g7 чёрная пешка · f6 чёрный слон · h6 чёрная пешка · d5 белая пешка · d4 белая пешка · f4 белый слон · f3 белый ферзь · g3 белая пешка · a2 белая пешка · b2 белая пешка · c2 белая пешка · a1 белая ладья · b1 белый конь · e1 белый король · f1 белый слон · h1 белая ладья | a8 чёрная ладья · b8 чёрный конь · d8 чёрный ферзь · e8 чёрный король · g8 чёрный конь · h8 чёрная ладья · a7 чёрная пешка · b7 чёрная пешка · c7 чёрная пешка · f7 чёрная пешка · g7 чёрная пешка · f6 чёрный слон · h6 чёрная пешка · d5 белая пешка · d4 белая пешка · f4 белый слон · f3 белый ферзь · g3 белая пешка · a2 белая пешка · b2 белая пешка · c2 белая пешка · a1 белая ладья · b1 белый конь · e1 белый король · f1 белый слон · h1 белая ладья | a8 чёрная ладья · b8 чёрный конь · d8 чёрный ферзь · e8 чёрный король · g8 чёрный конь · h8 чёрная ладья · a7 чёрная пешка · b7 чёрная пешка · c7 чёрная пешка · f7 чёрная пешка · g7 чёрная пешка · f6 чёрный слон · h6 чёрная пешка · d5 белая пешка · d4 белая пешка · f4 белый слон · f3 белый ферзь · g3 белая пешка · a2 белая пешка · b2 белая пешка · c2 белая пешка · a1 белая ладья · b1 белый конь · e1 белый король · f1 белый слон · h1 белая ладья | a8 чёрная ладья · b8 чёрный конь · d8 чёрный ферзь · e8 чёрный король · g8 чёрный конь · h8 чёрная ладья · a7 чёрная пешка · b7 чёрная пешка · c7 чёрная пешка · f7 чёрная пешка · g7 чёрная пешка · f6 чёрный слон · h6 чёрная пешка · d5 белая пешка · d4 белая пешка · f4 белый слон · f3 белый ферзь · g3 белая пешка · a2 белая пешка · b2 белая пешка · c2 белая пешка · a1 белая ладья · b1 белый конь · e1 белый король · f1 белый слон · h1 белая ладья | a8 чёрная ладья · b8 чёрный конь · d8 чёрный ферзь · e8 чёрный король · g8 чёрный конь · h8 чёрная ладья · a7 чёрная пешка · b7 чёрная пешка · c7 чёрная пешка · f7 чёрная пешка · g7 чёрная пешка · f6 чёрный слон · h6 чёрная пешка · d5 белая пешка · d4 белая пешка · f4 белый слон · f3 белый ферзь · g3 белая пешка · a2 белая пешка · b2 белая пешка · c2 белая пешка · a1 белая ладья · b1 белый конь · e1 белый король · f1 белый слон · h1 белая ладья | a8 чёрная ладья · b8 чёрный конь · d8 чёрный ферзь · e8 чёрный король · g8 чёрный конь · h8 чёрная ладья · a7 чёрная пешка · b7 чёрная пешка · c7 чёрная пешка · f7 чёрная пешка · g7 чёрная пешка · f6 чёрный слон · h6 чёрная пешка · d5 белая пешка · d4 белая пешка · f4 белый слон · f3 белый ферзь · g3 белая пешка · a2 белая пешка · b2 белая пешка · c2 белая пешка · a1 белая ладья · b1 белый конь · e1 белый король · f1 белый слон · h1 белая ладья | a8 чёрная ладья · b8 чёрный конь · d8 чёрный ферзь · e8 чёрный король · g8 чёрный конь · h8 чёрная ладья · a7 чёрная пешка · b7 чёрная пешка · c7 чёрная пешка · f7 чёрная пешка · g7 чёрная пешка · f6 чёрный слон · h6 чёрная пешка · d5 белая пешка · d4 белая пешка · f4 белый слон · f3 белый ферзь · g3 белая пешка · a2 белая пешка · b2 белая пешка · c2 белая пешка · a1 белая ладья · b1 белый конь · e1 белый король · f1 белый слон · h1 белая ладья | a8 чёрная ладья · b8 чёрный конь · d8 чёрный ферзь · e8 чёрный король · g8 чёрный конь · h8 чёрная ладья · a7 чёрная пешка · b7 чёрная пешка · c7 чёрная пешка · f7 чёрная пешка · g7 чёрная пешка · f6 чёрный слон · h6 чёрная пешка · d5 белая пешка · d4 белая пешка · f4 белый слон · f3 белый ферзь · g3 белая пешка · a2 белая пешка · b2 белая пешка · c2 белая пешка · a1 белая ладья · b1 белый конь · e1 белый король · f1 белый слон · h1 белая ладья | 5 |
| 4 | a8 чёрная ладья · b8 чёрный конь · d8 чёрный ферзь · e8 чёрный король · g8 чёрный конь · h8 чёрная ладья · a7 чёрная пешка · b7 чёрная пешка · c7 чёрная пешка · f7 чёрная пешка · g7 чёрная пешка · f6 чёрный слон · h6 чёрная пешка · d5 белая пешка · d4 белая пешка · f4 белый слон · f3 белый ферзь · g3 белая пешка · a2 белая пешка · b2 белая пешка · c2 белая пешка · a1 белая ладья · b1 белый конь · e1 белый король · f1 белый слон · h1 белая ладья | a8 чёрная ладья · b8 чёрный конь · d8 чёрный ферзь · e8 чёрный король · g8 чёрный конь · h8 чёрная ладья · a7 чёрная пешка · b7 чёрная пешка · c7 чёрная пешка · f7 чёрная пешка · g7 чёрная пешка · f6 чёрный слон · h6 чёрная пешка · d5 белая пешка · d4 белая пешка · f4 белый слон · f3 белый ферзь · g3 белая пешка · a2 белая пешка · b2 белая пешка · c2 белая пешка · a1 белая ладья · b1 белый конь · e1 белый король · f1 белый слон · h1 белая ладья | a8 чёрная ладья · b8 чёрный конь · d8 чёрный ферзь · e8 чёрный король · g8 чёрный конь · h8 чёрная ладья · a7 чёрная пешка · b7 чёрная пешка · c7 чёрная пешка · f7 чёрная пешка · g7 чёрная пешка · f6 чёрный слон · h6 чёрная пешка · d5 белая пешка · d4 белая пешка · f4 белый слон · f3 белый ферзь · g3 белая пешка · a2 белая пешка · b2 белая пешка · c2 белая пешка · a1 белая ладья · b1 белый конь · e1 белый король · f1 белый слон · h1 белая ладья | a8 чёрная ладья · b8 чёрный конь · d8 чёрный ферзь · e8 чёрный король · g8 чёрный конь · h8 чёрная ладья · a7 чёрная пешка · b7 чёрная пешка · c7 чёрная пешка · f7 чёрная пешка · g7 чёрная пешка · f6 чёрный слон · h6 чёрная пешка · d5 белая пешка · d4 белая пешка · f4 белый слон · f3 белый ферзь · g3 белая пешка · a2 белая пешка · b2 белая пешка · c2 белая пешка · a1 белая ладья · b1 белый конь · e1 белый король · f1 белый слон · h1 белая ладья | a8 чёрная ладья · b8 чёрный конь · d8 чёрный ферзь · e8 чёрный король · g8 чёрный конь · h8 чёрная ладья · a7 чёрная пешка · b7 чёрная пешка · c7 чёрная пешка · f7 чёрная пешка · g7 чёрная пешка · f6 чёрный слон · h6 чёрная пешка · d5 белая пешка · d4 белая пешка · f4 белый слон · f3 белый ферзь · g3 белая пешка · a2 белая пешка · b2 белая пешка · c2 белая пешка · a1 белая ладья · b1 белый конь · e1 белый король · f1 белый слон · h1 белая ладья | a8 чёрная ладья · b8 чёрный конь · d8 чёрный ферзь · e8 чёрный король · g8 чёрный конь · h8 чёрная ладья · a7 чёрная пешка · b7 чёрная пешка · c7 чёрная пешка · f7 чёрная пешка · g7 чёрная пешка · f6 чёрный слон · h6 чёрная пешка · d5 белая пешка · d4 белая пешка · f4 белый слон · f3 белый ферзь · g3 белая пешка · a2 белая пешка · b2 белая пешка · c2 белая пешка · a1 белая ладья · b1 белый конь · e1 белый король · f1 белый слон · h1 белая ладья | a8 чёрная ладья · b8 чёрный конь · d8 чёрный ферзь · e8 чёрный король · g8 чёрный конь · h8 чёрная ладья · a7 чёрная пешка · b7 чёрная пешка · c7 чёрная пешка · f7 чёрная пешка · g7 чёрная пешка · f6 чёрный слон · h6 чёрная пешка · d5 белая пешка · d4 белая пешка · f4 белый слон · f3 белый ферзь · g3 белая пешка · a2 белая пешка · b2 белая пешка · c2 белая пешка · a1 белая ладья · b1 белый конь · e1 белый король · f1 белый слон · h1 белая ладья | a8 чёрная ладья · b8 чёрный конь · d8 чёрный ферзь · e8 чёрный король · g8 чёрный конь · h8 чёрная ладья · a7 чёрная пешка · b7 чёрная пешка · c7 чёрная пешка · f7 чёрная пешка · g7 чёрная пешка · f6 чёрный слон · h6 чёрная пешка · d5 белая пешка · d4 белая пешка · f4 белый слон · f3 белый ферзь · g3 белая пешка · a2 белая пешка · b2 белая пешка · c2 белая пешка · a1 белая ладья · b1 белый конь · e1 белый король · f1 белый слон · h1 белая ладья | 4 |
| 3 | a8 чёрная ладья · b8 чёрный конь · d8 чёрный ферзь · e8 чёрный король · g8 чёрный конь · h8 чёрная ладья · a7 чёрная пешка · b7 чёрная пешка · c7 чёрная пешка · f7 чёрная пешка · g7 чёрная пешка · f6 чёрный слон · h6 чёрная пешка · d5 белая пешка · d4 белая пешка · f4 белый слон · f3 белый ферзь · g3 белая пешка · a2 белая пешка · b2 белая пешка · c2 белая пешка · a1 белая ладья · b1 белый конь · e1 белый король · f1 белый слон · h1 белая ладья | a8 чёрная ладья · b8 чёрный конь · d8 чёрный ферзь · e8 чёрный король · g8 чёрный конь · h8 чёрная ладья · a7 чёрная пешка · b7 чёрная пешка · c7 чёрная пешка · f7 чёрная пешка · g7 чёрная пешка · f6 чёрный слон · h6 чёрная пешка · d5 белая пешка · d4 белая пешка · f4 белый слон · f3 белый ферзь · g3 белая пешка · a2 белая пешка · b2 белая пешка · c2 белая пешка · a1 белая ладья · b1 белый конь · e1 белый король · f1 белый слон · h1 белая ладья | a8 чёрная ладья · b8 чёрный конь · d8 чёрный ферзь · e8 чёрный король · g8 чёрный конь · h8 чёрная ладья · a7 чёрная пешка · b7 чёрная пешка · c7 чёрная пешка · f7 чёрная пешка · g7 чёрная пешка · f6 чёрный слон · h6 чёрная пешка · d5 белая пешка · d4 белая пешка · f4 белый слон · f3 белый ферзь · g3 белая пешка · a2 белая пешка · b2 белая пешка · c2 белая пешка · a1 белая ладья · b1 белый конь · e1 белый король · f1 белый слон · h1 белая ладья | a8 чёрная ладья · b8 чёрный конь · d8 чёрный ферзь · e8 чёрный король · g8 чёрный конь · h8 чёрная ладья · a7 чёрная пешка · b7 чёрная пешка · c7 чёрная пешка · f7 чёрная пешка · g7 чёрная пешка · f6 чёрный слон · h6 чёрная пешка · d5 белая пешка · d4 белая пешка · f4 белый слон · f3 белый ферзь · g3 белая пешка · a2 белая пешка · b2 белая пешка · c2 белая пешка · a1 белая ладья · b1 белый конь · e1 белый король · f1 белый слон · h1 белая ладья | a8 чёрная ладья · b8 чёрный конь · d8 чёрный ферзь · e8 чёрный король · g8 чёрный конь · h8 чёрная ладья · a7 чёрная пешка · b7 чёрная пешка · c7 чёрная пешка · f7 чёрная пешка · g7 чёрная пешка · f6 чёрный слон · h6 чёрная пешка · d5 белая пешка · d4 белая пешка · f4 белый слон · f3 белый ферзь · g3 белая пешка · a2 белая пешка · b2 белая пешка · c2 белая пешка · a1 белая ладья · b1 белый конь · e1 белый король · f1 белый слон · h1 белая ладья | a8 чёрная ладья · b8 чёрный конь · d8 чёрный ферзь · e8 чёрный король · g8 чёрный конь · h8 чёрная ладья · a7 чёрная пешка · b7 чёрная пешка · c7 чёрная пешка · f7 чёрная пешка · g7 чёрная пешка · f6 чёрный слон · h6 чёрная пешка · d5 белая пешка · d4 белая пешка · f4 белый слон · f3 белый ферзь · g3 белая пешка · a2 белая пешка · b2 белая пешка · c2 белая пешка · a1 белая ладья · b1 белый конь · e1 белый король · f1 белый слон · h1 белая ладья | a8 чёрная ладья · b8 чёрный конь · d8 чёрный ферзь · e8 чёрный король · g8 чёрный конь · h8 чёрная ладья · a7 чёрная пешка · b7 чёрная пешка · c7 чёрная пешка · f7 чёрная пешка · g7 чёрная пешка · f6 чёрный слон · h6 чёрная пешка · d5 белая пешка · d4 белая пешка · f4 белый слон · f3 белый ферзь · g3 белая пешка · a2 белая пешка · b2 белая пешка · c2 белая пешка · a1 белая ладья · b1 белый конь · e1 белый король · f1 белый слон · h1 белая ладья | a8 чёрная ладья · b8 чёрный конь · d8 чёрный ферзь · e8 чёрный король · g8 чёрный конь · h8 чёрная ладья · a7 чёрная пешка · b7 чёрная пешка · c7 чёрная пешка · f7 чёрная пешка · g7 чёрная пешка · f6 чёрный слон · h6 чёрная пешка · d5 белая пешка · d4 белая пешка · f4 белый слон · f3 белый ферзь · g3 белая пешка · a2 белая пешка · b2 белая пешка · c2 белая пешка · a1 белая ладья · b1 белый конь · e1 белый король · f1 белый слон · h1 белая ладья | 3 |
| 2 | a8 чёрная ладья · b8 чёрный конь · d8 чёрный ферзь · e8 чёрный король · g8 чёрный конь · h8 чёрная ладья · a7 чёрная пешка · b7 чёрная пешка · c7 чёрная пешка · f7 чёрная пешка · g7 чёрная пешка · f6 чёрный слон · h6 чёрная пешка · d5 белая пешка · d4 белая пешка · f4 белый слон · f3 белый ферзь · g3 белая пешка · a2 белая пешка · b2 белая пешка · c2 белая пешка · a1 белая ладья · b1 белый конь · e1 белый король · f1 белый слон · h1 белая ладья | a8 чёрная ладья · b8 чёрный конь · d8 чёрный ферзь · e8 чёрный король · g8 чёрный конь · h8 чёрная ладья · a7 чёрная пешка · b7 чёрная пешка · c7 чёрная пешка · f7 чёрная пешка · g7 чёрная пешка · f6 чёрный слон · h6 чёрная пешка · d5 белая пешка · d4 белая пешка · f4 белый слон · f3 белый ферзь · g3 белая пешка · a2 белая пешка · b2 белая пешка · c2 белая пешка · a1 белая ладья · b1 белый конь · e1 белый король · f1 белый слон · h1 белая ладья | a8 чёрная ладья · b8 чёрный конь · d8 чёрный ферзь · e8 чёрный король · g8 чёрный конь · h8 чёрная ладья · a7 чёрная пешка · b7 чёрная пешка · c7 чёрная пешка · f7 чёрная пешка · g7 чёрная пешка · f6 чёрный слон · h6 чёрная пешка · d5 белая пешка · d4 белая пешка · f4 белый слон · f3 белый ферзь · g3 белая пешка · a2 белая пешка · b2 белая пешка · c2 белая пешка · a1 белая ладья · b1 белый конь · e1 белый король · f1 белый слон · h1 белая ладья | a8 чёрная ладья · b8 чёрный конь · d8 чёрный ферзь · e8 чёрный король · g8 чёрный конь · h8 чёрная ладья · a7 чёрная пешка · b7 чёрная пешка · c7 чёрная пешка · f7 чёрная пешка · g7 чёрная пешка · f6 чёрный слон · h6 чёрная пешка · d5 белая пешка · d4 белая пешка · f4 белый слон · f3 белый ферзь · g3 белая пешка · a2 белая пешка · b2 белая пешка · c2 белая пешка · a1 белая ладья · b1 белый конь · e1 белый король · f1 белый слон · h1 белая ладья | a8 чёрная ладья · b8 чёрный конь · d8 чёрный ферзь · e8 чёрный король · g8 чёрный конь · h8 чёрная ладья · a7 чёрная пешка · b7 чёрная пешка · c7 чёрная пешка · f7 чёрная пешка · g7 чёрная пешка · f6 чёрный слон · h6 чёрная пешка · d5 белая пешка · d4 белая пешка · f4 белый слон · f3 белый ферзь · g3 белая пешка · a2 белая пешка · b2 белая пешка · c2 белая пешка · a1 белая ладья · b1 белый конь · e1 белый король · f1 белый слон · h1 белая ладья | a8 чёрная ладья · b8 чёрный конь · d8 чёрный ферзь · e8 чёрный король · g8 чёрный конь · h8 чёрная ладья · a7 чёрная пешка · b7 чёрная пешка · c7 чёрная пешка · f7 чёрная пешка · g7 чёрная пешка · f6 чёрный слон · h6 чёрная пешка · d5 белая пешка · d4 белая пешка · f4 белый слон · f3 белый ферзь · g3 белая пешка · a2 белая пешка · b2 белая пешка · c2 белая пешка · a1 белая ладья · b1 белый конь · e1 белый король · f1 белый слон · h1 белая ладья | a8 чёрная ладья · b8 чёрный конь · d8 чёрный ферзь · e8 чёрный король · g8 чёрный конь · h8 чёрная ладья · a7 чёрная пешка · b7 чёрная пешка · c7 чёрная пешка · f7 чёрная пешка · g7 чёрная пешка · f6 чёрный слон · h6 чёрная пешка · d5 белая пешка · d4 белая пешка · f4 белый слон · f3 белый ферзь · g3 белая пешка · a2 белая пешка · b2 белая пешка · c2 белая пешка · a1 белая ладья · b1 белый конь · e1 белый король · f1 белый слон · h1 белая ладья | a8 чёрная ладья · b8 чёрный конь · d8 чёрный ферзь · e8 чёрный король · g8 чёрный конь · h8 чёрная ладья · a7 чёрная пешка · b7 чёрная пешка · c7 чёрная пешка · f7 чёрная пешка · g7 чёрная пешка · f6 чёрный слон · h6 чёрная пешка · d5 белая пешка · d4 белая пешка · f4 белый слон · f3 белый ферзь · g3 белая пешка · a2 белая пешка · b2 белая пешка · c2 белая пешка · a1 белая ладья · b1 белый конь · e1 белый король · f1 белый слон · h1 белая ладья | 2 |
| 1 | a8 чёрная ладья · b8 чёрный конь · d8 чёрный ферзь · e8 чёрный король · g8 чёрный конь · h8 чёрная ладья · a7 чёрная пешка · b7 чёрная пешка · c7 чёрная пешка · f7 чёрная пешка · g7 чёрная пешка · f6 чёрный слон · h6 чёрная пешка · d5 белая пешка · d4 белая пешка · f4 белый слон · f3 белый ферзь · g3 белая пешка · a2 белая пешка · b2 белая пешка · c2 белая пешка · a1 белая ладья · b1 белый конь · e1 белый король · f1 белый слон · h1 белая ладья | a8 чёрная ладья · b8 чёрный конь · d8 чёрный ферзь · e8 чёрный король · g8 чёрный конь · h8 чёрная ладья · a7 чёрная пешка · b7 чёрная пешка · c7 чёрная пешка · f7 чёрная пешка · g7 чёрная пешка · f6 чёрный слон · h6 чёрная пешка · d5 белая пешка · d4 белая пешка · f4 белый слон · f3 белый ферзь · g3 белая пешка · a2 белая пешка · b2 белая пешка · c2 белая пешка · a1 белая ладья · b1 белый конь · e1 белый король · f1 белый слон · h1 белая ладья | a8 чёрная ладья · b8 чёрный конь · d8 чёрный ферзь · e8 чёрный король · g8 чёрный конь · h8 чёрная ладья · a7 чёрная пешка · b7 чёрная пешка · c7 чёрная пешка · f7 чёрная пешка · g7 чёрная пешка · f6 чёрный слон · h6 чёрная пешка · d5 белая пешка · d4 белая пешка · f4 белый слон · f3 белый ферзь · g3 белая пешка · a2 белая пешка · b2 белая пешка · c2 белая пешка · a1 белая ладья · b1 белый конь · e1 белый король · f1 белый слон · h1 белая ладья | a8 чёрная ладья · b8 чёрный конь · d8 чёрный ферзь · e8 чёрный король · g8 чёрный конь · h8 чёрная ладья · a7 чёрная пешка · b7 чёрная пешка · c7 чёрная пешка · f7 чёрная пешка · g7 чёрная пешка · f6 чёрный слон · h6 чёрная пешка · d5 белая пешка · d4 белая пешка · f4 белый слон · f3 белый ферзь · g3 белая пешка · a2 белая пешка · b2 белая пешка · c2 белая пешка · a1 белая ладья · b1 белый конь · e1 белый король · f1 белый слон · h1 белая ладья | a8 чёрная ладья · b8 чёрный конь · d8 чёрный ферзь · e8 чёрный король · g8 чёрный конь · h8 чёрная ладья · a7 чёрная пешка · b7 чёрная пешка · c7 чёрная пешка · f7 чёрная пешка · g7 чёрная пешка · f6 чёрный слон · h6 чёрная пешка · d5 белая пешка · d4 белая пешка · f4 белый слон · f3 белый ферзь · g3 белая пешка · a2 белая пешка · b2 белая пешка · c2 белая пешка · a1 белая ладья · b1 белый конь · e1 белый король · f1 белый слон · h1 белая ладья | a8 чёрная ладья · b8 чёрный конь · d8 чёрный ферзь · e8 чёрный король · g8 чёрный конь · h8 чёрная ладья · a7 чёрная пешка · b7 чёрная пешка · c7 чёрная пешка · f7 чёрная пешка · g7 чёрная пешка · f6 чёрный слон · h6 чёрная пешка · d5 белая пешка · d4 белая пешка · f4 белый слон · f3 белый ферзь · g3 белая пешка · a2 белая пешка · b2 белая пешка · c2 белая пешка · a1 белая ладья · b1 белый конь · e1 белый король · f1 белый слон · h1 белая ладья | a8 чёрная ладья · b8 чёрный конь · d8 чёрный ферзь · e8 чёрный король · g8 чёрный конь · h8 чёрная ладья · a7 чёрная пешка · b7 чёрная пешка · c7 чёрная пешка · f7 чёрная пешка · g7 чёрная пешка · f6 чёрный слон · h6 чёрная пешка · d5 белая пешка · d4 белая пешка · f4 белый слон · f3 белый ферзь · g3 белая пешка · a2 белая пешка · b2 белая пешка · c2 белая пешка · a1 белая ладья · b1 белый конь · e1 белый король · f1 белый слон · h1 белая ладья | a8 чёрная ладья · b8 чёрный конь · d8 чёрный ферзь · e8 чёрный король · g8 чёрный конь · h8 чёрная ладья · a7 чёрная пешка · b7 чёрная пешка · c7 чёрная пешка · f7 чёрная пешка · g7 чёрная пешка · f6 чёрный слон · h6 чёрная пешка · d5 белая пешка · d4 белая пешка · f4 белый слон · f3 белый ферзь · g3 белая пешка · a2 белая пешка · b2 белая пешка · c2 белая пешка · a1 белая ладья · b1 белый конь · e1 белый король · f1 белый слон · h1 белая ладья | 1 |
|   | a | b | c | d | e | f | g | h |   |

№ 2 за 1930 год журнала «64. Шахматы и шашки в рабочем клубе» открывался статьёй анонимного автора «Ленин-шахматист» (по предположению Исаака Линдера, автором её был Николай Крыленко, являвшийся в то время редактором журнала). Статья утверждала: «К сожалению, не осталось ни одной записанной ни самим Лениным, ни его партнёрами партии». Эта же мысль проводится в книге Исаака Линдера, однако, опираясь на свидетельства современника и партнёра по игре в шахматы лидера большевиков инженера Петра Козьмина, историк шахмат считает, что можно говорить о стиле шахматной игры Ленина — он был остроатакующим.
Партнёр Ленина по игре в шахматы Пантелеймон Лепешинский — помнил начало одной из партий с Лениным, сыгранных в сибирской ссылке, и воспроизвёл её в своих воспоминаниях в 1939 году:

«Я помню начало партии, которую играл по переписке с Ильичем. По жребию мне выпало на долю играть белыми. Я решил козырнуть королевским гамбитом: 1. е2—е4 е7—е5 2. f2—f4 е5:f4 3. Кg1—f3 d7—d5 4. е4:d5. Владимир Ильич на 4-м ходу ответил мало употребительным ходом h7—h6. Не помню дальнейшего продолжения игры (ведь как-никак с тех пор прошло 40 лет!), но только вспоминаю, что этот ход пешкой h7—h6 я мысленно снабдил знаком вопроса и повёл энергичную атаку (быть может, получился такой естественный вариант: 5. h2—h4 Cf8—е7 6. d2—d4 Cc8—g4 7. Ccl: f4 Cg4:f3 8. Фdl: f3 Ce7:h4+ 9. g2—g3 Ch4—f6 и т. п.). И уж не знаю, то ли В. И. действительно скомпрометировал свою игру ходом пешки на h6, то ли я, обладая огромнейшим досугом по сравнению с В. И., готовившим в это время к печати свой сборник „Экономические этюды и статьи“, мог гораздо больше времени посвящать анализу различных вариантов нашей партии, чем Ильич, но только примерно к 30-му ходу совершенно выяснилось, что чёрные находятся в проигрышном положении. При посещении моём В. И. в его шушенском убежище, мне без труда удалось доиграть с ним партию, доведя её до полной победы.»— Лепешинский П. Как Владимир Ильич играл в шахматы

## Использование шахматной терминологии в работах и выступлениях Ленина
Зафиксированы несколько случаев использования шахматных терминов в работах Владимира Ульянова. Советский библиограф и историк Николай Сахаров проанализировал данную проблему в статье «Шахматные выражения в работах Ленина» (1972). Он писал, что это не первая попытка освоить тему, ещё в 1936 году Лев Гугель затронул её в статье «В. И. Ленин и шахматы». В 1970 году Справочный том к «Полному собранию сочинений Ленина» зарегистрировал всего два случая из гораздо большего числа употребления лидером большевистской партии фразы «играть как пешкой». В одном случае речь идёт о видном деятеле социал-демократии Георгии Плеханове. В статье «Как чуть не потухла „Искра“?» (1900) в рассказе о разногласиях с Георгием Плехановым Ленин пишет: «заявление Плеханова в отказе его от соредакторства было простой ловушкой, рассчитанным шахматным ходом, западней для наивных „пижонов“… раз такой человек пускает в ход по отношению к товарищам шахматный ход, — тут уже нечего сомневаться в том, что это человек нехороший… быть пешками в руках этого человека мы не хотим». Этот же фрагмент анализирует доктор исторических наук Владлен Логинов в первой из трёх книг своей научной биографии Ленина — «Владимир Ленин: как стать вождём». В статьях «Начало бонапартизма» и «Уроки революции», которые относятся к 1917 году, в качестве пешки выступает уже глава Временного правительства Александр Керенский, которым «играют» Конституционно-демократическая партия и «империалисты».
В 1905 году в рукописи статьи Анатолия Луначарского «Банкротство полицейского режима» автор написал: «они играют в политические шахматы, стараясь перехитрить друг друга. Но рабочий хватит кулаком по шахматной доске так, что вся дипломатия полетит к чёрту», а затем зачеркнул эту фразу. Ленин в качестве редактора восстановил эту фразу при публикации.
В ответах на вопросы американского журналиста 20 июля 1919 года Ленин называет пешками в руках правительств Антанты лидеров белого движения Антона Деникина, Александра Колчака и лидера финских националистов Карла Густава Эмиля Маннергейма (29 августа того же года он снова повторил выражение «Пешка капиталистов» в отношении уже одного адмирала Колчака в публичной лекции в Коммунистическом университете имени Якова Свердлова). Ещё минимум дважды он использовал образ пешки по отношению к Вильсону (в руках Жоржа Клемансо и Дэвида Ллойд Джорджа) и капиталистам во время Первой мировой войны («безусловно слепые пешки в общем механизме») в ходе своих выступлений. 21 февраля 1920 года он сказал в интервью корреспонденту газеты «The World» Линкольну Эйру: «парижское решение представляет собой просто ход в шахматной игре союзников, мотивы которой пока не ясны». В выступлении о нэпе Ленин заявил: «устанавливается шахматный порядок, так что рядом с арендными участками будут наши, которые мы можем разработать».
Савелий Дудаков отмечает ещё одно употребление Лениным шахматной лексики, по его мнению, последнее. В речи на собрании ячеек московской партийной организации он высказался о международных концессиях: «мы даём концессии в шахматном порядке».

## Шахматные раритеты, связанные с Лениным

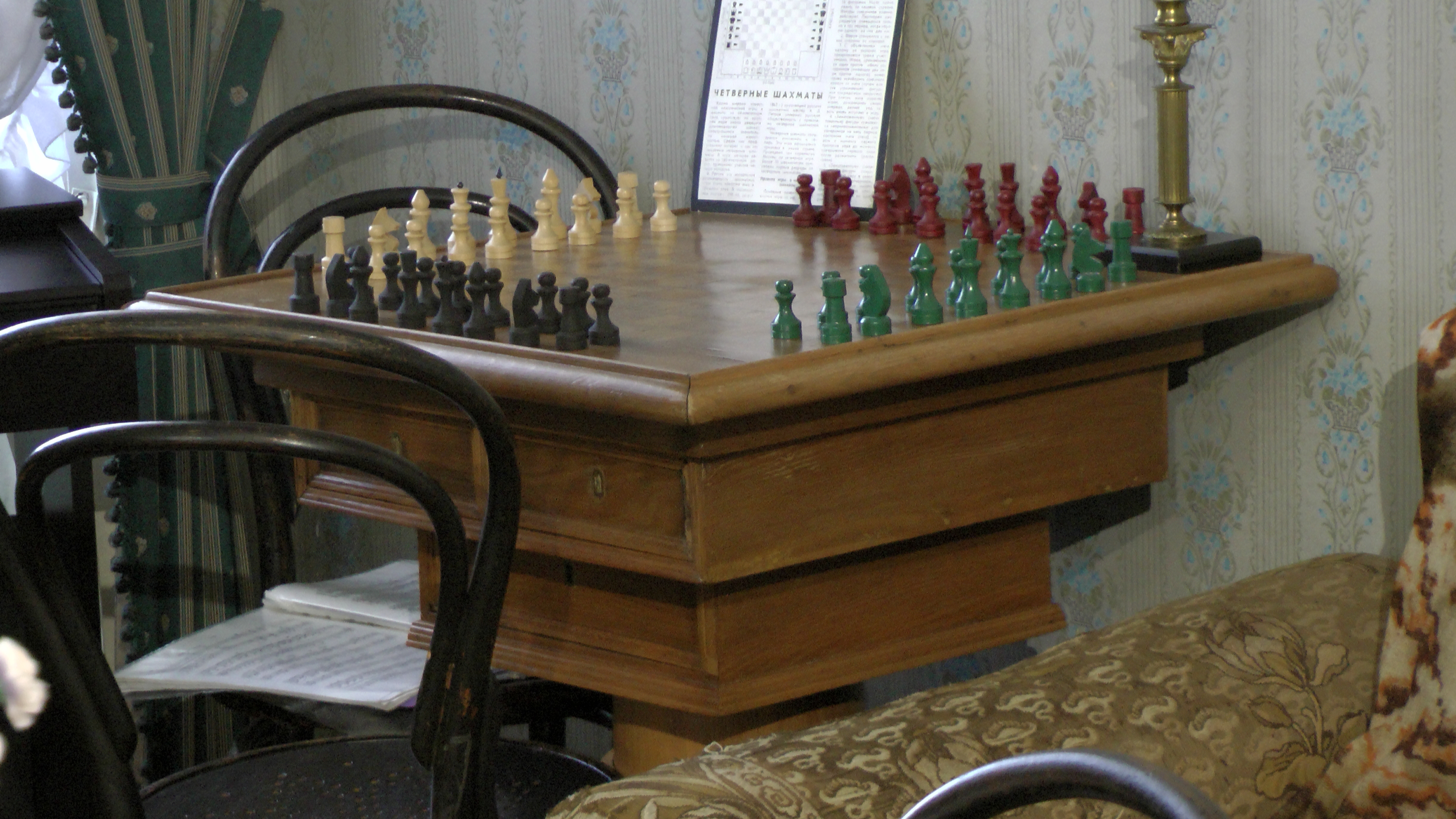
Шахматный столик с потайным ящиком в музее-квартире Елизаровых в Санкт-Петербурге.

По рисунку Марка Елизарова был сделан в Москве в 1900 году шахматный столик для партий вчетвером. Он был оснащён потайным ящиком, который служил хранилищем для нелегальных рукописей, писем и печатных материалов. Этот столик сопровождал членов семьи Ульянова в Самару, Киев, Санкт-Петербург, Саратов, Вологду. С 1902 года (первый обыск и арест Марка Елизарова) до февраля 1917 года (арест Анны Ульяновой-Елизаровой) ни разу при обыске жандармы не смогли найти спрятанную в нём литературу. За это время столик пережил пятнадцать обысков. Во время обыска жандармы требовали открыть ящички столика, но в них кроме шахматных фигур ничего не было. В действительности, столик всегда стоял к стене одной своей гранью. Если же его отодвигали от стены и сдвигали шахматную доску-столешницу по принципу открытия пенала, то открывалось потайное отделение. В семье Ульяновых-Елизаровых его называли «заслуженным почётным пенсионером». В 1904 году в его потайном ящике хранился весь архив ЦК, избранного на II съезде партии в 1903 году. Этот столик продолжал использоваться Елизаровыми, когда на их квартире поселился вернувшийся из эмиграции в апреле 1917 года Владимир Ленин. В 1927 году Анна Ульянова передала столик в Музей Революции, затем он экспонировался в Центральном музее В. И. Ленина.
Столик Елизарова был вторым подобным по счёту, который использовал Ленин. В 1894—1895 годах ему уже изготовили подобный столик, но он имел тогда круглую форму и не был шахматным. Толстая ножка его была выдолблена. Внутри неё было отверстие, куда можно было засунуть свёрток. Уезжая в эмиграцию Ленин передал первый столик семье Ульяновых-Елизаровых, по его образцу был создан второй усовершенствованный уже шахматный столик.
Людмила Терновая упоминает ещё один шахматный раритет, связанный с именем Ленина, — одним из подарков ему от рабочих были шахматы с изображением «офицеров» в виде Троцкого и Иосифа Сталина. Исследователь писала, что этот комплект шахмат был уничтожен в 1953 году. Подобные «шахматные фигуры, выполненные из разных материалов, в разной стилистике, с разнообразными политическими смыслами, отражают не только непосредственно язык шахмат, но и дух времени», — пишет Людмила Терновая.
Долгое время семья Ульяновых сохраняла шахматный комплект, который был выточен из пальмового дерева на токарном станке собственноручно отцом Ленина Ильёй Ульяновым). Мария Ульянова переслала их своему брату за границу (об этом он упоминает в письме из Парижа в Москву от 13 февраля 1910 года), но при пореезде Ленина из Галиции в Швейцарию в начале Первой мировой войны этот шахматный комплект был утерян).
На Всероссийской сельскохозяйственной и кустарно-промышленной выставке в августе 1923 года в Москве демонстрировались уникальные, вырезанные из моржовой кости, шахматы. Они были вручены в качестве подарка Владимиру Ленину. В них в последние месяцы жизни, по утверждению Исаака Линдера, играл глава советского правительства в часы отдыха во время болезни. В советское время эти шахматы демонстрировались в экспозиции Центрального музея В. И. Ленина.

## Ленин и шахматы в культуре

### В публицистике, художественной литературе и литературоведении
Пантелеймон Лепешинский в книге воспоминаний «На повороте», опубликованной первым изданием в 1922 году, сравнивает политическую деятельность Ленина как главы РСФСР со стратегией и тактикой шахматиста: «Сейчас перед взором Владимира Ильича Ленина расстилается не шахматная доска, а карта всего мира… Всмотритесь в эту „игру“. Вот он выдвигает вперед пешечную демократию против цитаделей отечественного капитализма. Вот „делает гамбит“ — соглашается на брестскую жертву. Вот производит неожиданную рокировку — центр игры переносит из Смольного за Кремлёвские стены… Вот как будто отступает и делает чреватые последствиями „тихие ходы“ — идёт на соглашение с крестьянством, облюбовывает план электрификации и т. д. Вот проводит пешки на ту линию, где они обращаются в большие фигуры — через аппараты советских и партийных организаций подготовляет из рабоче-крестьянской среды новую интеллигенцию, — крупных администраторов, политиков, творцов новой жизни. И хочется думать, что рано или поздно, и скорее рано, чем поздно — весь мир будет потрясён финалом „игры“: Ильичёвское „шах и мат“ по адресу капитализма…». Авторы комментариев к этому фрагменту во втором издании книги даже вынуждены были отметить, что не следует понимать данный фрагмент как восприятие Лепешинским истории как воплощения в жизнь замысла и воли великой личости. Выдающийся политический деятель лишь аккумулирует общественное сознание, которое отражает общественное бытие.
В 1960 году в «Казахском государственном издательстве художественной литературы» вышла книга советского (позже шведского) доктора филологических наук, профессора Александра Гербстмана «Шахматы из берёзовой коры» из серии «Рассказы о Ленине», посвящённая увлечению Лениным шахматами. Гербстман также — писатель, международный мастер по шахматам и шахматный композитор. В главе «От автора» Гербстман раскрывает свой замысел и методы работы над книгой. Она построена на документах — работах и письмах Ленина, Крупской, воспоминаниях родственников и соратников, но автор сознательно допускал «творческие вольности»: шахматный материал, за исключением немногочисленных документально известных композиций, частично взят из шахматного творчества других мастеров игры, а частично придуман самим автором, допущены нарушения хронологии, была произведена беллетризация реальных событий, характеры персонажей «очерчены свободно», а некоторые действующие лица повествования вообще вымышлены. О своей цели в создании книги автор пишет так: «показать… что интерес к шахматам занимает в жизни и деятельности В. И. Ленина лишь самое скромное место и убывает, сходит на нет по мере того, как великий вождь все шире и полнее обращается к живому революционному творчеству».
Доктор филологических наук Александр Куляпин — автор научной статьи «Красные и белые: шахматы в СССР» (2007), опубликованной в журнале «Филология и человек». Исследователь сравнивает образ Ленина-шахматиста в поэме Владимира Маяковского «Владимир Ильич Ленин» (1925) и главного героя новеллы Сигизмунда Кржижановского «Проигранный игрок» (1921). По мнению Куляпина, будет ошибкой считать, что Маяковский целенаправленно полемизирует с Кржижановским, но не может не бросаться в глаза разная позиция героев этих двух произведений: мистер Пемброк у Кржижановского «променял широкую арену политической борьбы на квадрат шахматной доски — ушёл от поступков к ходам», а Ленин у Маяковского проделал обратную эволюцию — «от ходов к поступкам».
«Шахматы ему

— они вождям полезней.

И от шахмат

перейдя

к врагу натурой,

в люди

выведя

вчерашних пешек строй,

становил

рабочей — человечьей диктатурой

над тюремной

капиталовой турой»
Александр Куляпин утверждает: «Усилиями Маяковского (поэма „Владимир Ильич Ленин“) и Горького (очерк „В. И. Ленин“) шахматные мотивы вошли в канон ленинианы. Сталин, в отличие от Ленина, шахматами не увлекался, но, унаследовав всю вождистскую мифологию предшественника, тоже стал именоваться шахматистом».
Советскому неофициальному поэту Николаю Глазкову принадлежит маленькое стихотворение «Шушенский шахматист», опубликованное впервые в 1981 году в журнале «Шахматы в СССР» за апрель месяц под названием «Любимая игра».
«Даже в ссылке некогда скучать:

Протекали дни в трудах-работах.

После важных дел у Ильича

Наступал закономерный отдых.

Мысль свою чеканя и граня,

Ленин в шахматах играл толково:

Кржижановскому давал коня,

Без ладьи обыгрывал Старкова!»
Статья доктора философии по русской литературе Александра Данилевского «Мемуары Д. И. Ульянова как претекст „Защиты Лужина“» была опубликована в 2009 году. Она была посвящена сопоставлению последних лет жизни Ленина в описании его младшего брата и отдельных эпизодов биографии героя книги Владимира Набокова. Данилевский видит в романе Набокова чёткий политический подтекст и даже пытается найти прототипы героев романа среди политических деятелей того времени. Так итальянского гроссмейстера Турати он сопоставляет с итальянском политическом деятелем социалистом Филиппо Турати и его однофамильцем Аугусто Турати, который некоторое время был генеральным секретарем Национальной фашистской партии Италии и даже считался возможным преемником Муссолини. Фамилия ещё одного персонажа — Валентинова, с точки зрения исследователя, должна была вызвать у современника Набокова воспоминания о революционере, социологе, историке, экономисте и публицисте Николае Валентинове, который сначала был большевиком, с 1905 года — меньшевиком, с лета 1917 года — беспартийным, а в 1930 году отправившемся в эмиграцию. Также «Валентинов» — один из наиболее известных партийных псевдонимов Георгия Плеханова. Валентинов Набокова наделён некоторыми чертами внешнего облика Плеханова. Деталь личности Лужина — его картавость. Важна и сама его фамилия, отсылающая к псевдониму автора (Сирин), фамилии главного героя первого романа, написанного под этим псевдонимом (Ганин), и «напрямую отсылающая к старинным дворянским помещичьим фамилиям типа „Бунин“… „Лунин“, „Ленин“». Данилевский делал вывод: «Итак, фамилия названа: все отмеченные детали призваны оживить в сознании первых читателей ЗЛ [„Защиты Лужина“] памятные им черты внешности создателя РКП(б) и советского государства».
|   | a | b | c | d | e | f | g | h |   |
| - | --- | --- | --- | --- | --- | --- | --- | --- | - |
| 8 | g8 чёрный король · a7 чёрная пешка · b7 чёрная пешка · d7 чёрный конь · g7 чёрная пешка · h7 чёрная пешка · d6 чёрный слон · e6 белый конь · d5 белая пешка · f5 чёрная пешка · b4 белая пешка · c4 белая пешка · e3 чёрная ладья · g3 чёрный ферзь · h3 чёрная ладья · a2 белая пешка · d2 белый ферзь · g2 белая пешка · a1 белая ладья · f1 белая ладья · g1 белый король | g8 чёрный король · a7 чёрная пешка · b7 чёрная пешка · d7 чёрный конь · g7 чёрная пешка · h7 чёрная пешка · d6 чёрный слон · e6 белый конь · d5 белая пешка · f5 чёрная пешка · b4 белая пешка · c4 белая пешка · e3 чёрная ладья · g3 чёрный ферзь · h3 чёрная ладья · a2 белая пешка · d2 белый ферзь · g2 белая пешка · a1 белая ладья · f1 белая ладья · g1 белый король | g8 чёрный король · a7 чёрная пешка · b7 чёрная пешка · d7 чёрный конь · g7 чёрная пешка · h7 чёрная пешка · d6 чёрный слон · e6 белый конь · d5 белая пешка · f5 чёрная пешка · b4 белая пешка · c4 белая пешка · e3 чёрная ладья · g3 чёрный ферзь · h3 чёрная ладья · a2 белая пешка · d2 белый ферзь · g2 белая пешка · a1 белая ладья · f1 белая ладья · g1 белый король | g8 чёрный король · a7 чёрная пешка · b7 чёрная пешка · d7 чёрный конь · g7 чёрная пешка · h7 чёрная пешка · d6 чёрный слон · e6 белый конь · d5 белая пешка · f5 чёрная пешка · b4 белая пешка · c4 белая пешка · e3 чёрная ладья · g3 чёрный ферзь · h3 чёрная ладья · a2 белая пешка · d2 белый ферзь · g2 белая пешка · a1 белая ладья · f1 белая ладья · g1 белый король | g8 чёрный король · a7 чёрная пешка · b7 чёрная пешка · d7 чёрный конь · g7 чёрная пешка · h7 чёрная пешка · d6 чёрный слон · e6 белый конь · d5 белая пешка · f5 чёрная пешка · b4 белая пешка · c4 белая пешка · e3 чёрная ладья · g3 чёрный ферзь · h3 чёрная ладья · a2 белая пешка · d2 белый ферзь · g2 белая пешка · a1 белая ладья · f1 белая ладья · g1 белый король | g8 чёрный король · a7 чёрная пешка · b7 чёрная пешка · d7 чёрный конь · g7 чёрная пешка · h7 чёрная пешка · d6 чёрный слон · e6 белый конь · d5 белая пешка · f5 чёрная пешка · b4 белая пешка · c4 белая пешка · e3 чёрная ладья · g3 чёрный ферзь · h3 чёрная ладья · a2 белая пешка · d2 белый ферзь · g2 белая пешка · a1 белая ладья · f1 белая ладья · g1 белый король | g8 чёрный король · a7 чёрная пешка · b7 чёрная пешка · d7 чёрный конь · g7 чёрная пешка · h7 чёрная пешка · d6 чёрный слон · e6 белый конь · d5 белая пешка · f5 чёрная пешка · b4 белая пешка · c4 белая пешка · e3 чёрная ладья · g3 чёрный ферзь · h3 чёрная ладья · a2 белая пешка · d2 белый ферзь · g2 белая пешка · a1 белая ладья · f1 белая ладья · g1 белый король | g8 чёрный король · a7 чёрная пешка · b7 чёрная пешка · d7 чёрный конь · g7 чёрная пешка · h7 чёрная пешка · d6 чёрный слон · e6 белый конь · d5 белая пешка · f5 чёрная пешка · b4 белая пешка · c4 белая пешка · e3 чёрная ладья · g3 чёрный ферзь · h3 чёрная ладья · a2 белая пешка · d2 белый ферзь · g2 белая пешка · a1 белая ладья · f1 белая ладья · g1 белый король | 8 |
| 7 | g8 чёрный король · a7 чёрная пешка · b7 чёрная пешка · d7 чёрный конь · g7 чёрная пешка · h7 чёрная пешка · d6 чёрный слон · e6 белый конь · d5 белая пешка · f5 чёрная пешка · b4 белая пешка · c4 белая пешка · e3 чёрная ладья · g3 чёрный ферзь · h3 чёрная ладья · a2 белая пешка · d2 белый ферзь · g2 белая пешка · a1 белая ладья · f1 белая ладья · g1 белый король | g8 чёрный король · a7 чёрная пешка · b7 чёрная пешка · d7 чёрный конь · g7 чёрная пешка · h7 чёрная пешка · d6 чёрный слон · e6 белый конь · d5 белая пешка · f5 чёрная пешка · b4 белая пешка · c4 белая пешка · e3 чёрная ладья · g3 чёрный ферзь · h3 чёрная ладья · a2 белая пешка · d2 белый ферзь · g2 белая пешка · a1 белая ладья · f1 белая ладья · g1 белый король | g8 чёрный король · a7 чёрная пешка · b7 чёрная пешка · d7 чёрный конь · g7 чёрная пешка · h7 чёрная пешка · d6 чёрный слон · e6 белый конь · d5 белая пешка · f5 чёрная пешка · b4 белая пешка · c4 белая пешка · e3 чёрная ладья · g3 чёрный ферзь · h3 чёрная ладья · a2 белая пешка · d2 белый ферзь · g2 белая пешка · a1 белая ладья · f1 белая ладья · g1 белый король | g8 чёрный король · a7 чёрная пешка · b7 чёрная пешка · d7 чёрный конь · g7 чёрная пешка · h7 чёрная пешка · d6 чёрный слон · e6 белый конь · d5 белая пешка · f5 чёрная пешка · b4 белая пешка · c4 белая пешка · e3 чёрная ладья · g3 чёрный ферзь · h3 чёрная ладья · a2 белая пешка · d2 белый ферзь · g2 белая пешка · a1 белая ладья · f1 белая ладья · g1 белый король | g8 чёрный король · a7 чёрная пешка · b7 чёрная пешка · d7 чёрный конь · g7 чёрная пешка · h7 чёрная пешка · d6 чёрный слон · e6 белый конь · d5 белая пешка · f5 чёрная пешка · b4 белая пешка · c4 белая пешка · e3 чёрная ладья · g3 чёрный ферзь · h3 чёрная ладья · a2 белая пешка · d2 белый ферзь · g2 белая пешка · a1 белая ладья · f1 белая ладья · g1 белый король | g8 чёрный король · a7 чёрная пешка · b7 чёрная пешка · d7 чёрный конь · g7 чёрная пешка · h7 чёрная пешка · d6 чёрный слон · e6 белый конь · d5 белая пешка · f5 чёрная пешка · b4 белая пешка · c4 белая пешка · e3 чёрная ладья · g3 чёрный ферзь · h3 чёрная ладья · a2 белая пешка · d2 белый ферзь · g2 белая пешка · a1 белая ладья · f1 белая ладья · g1 белый король | g8 чёрный король · a7 чёрная пешка · b7 чёрная пешка · d7 чёрный конь · g7 чёрная пешка · h7 чёрная пешка · d6 чёрный слон · e6 белый конь · d5 белая пешка · f5 чёрная пешка · b4 белая пешка · c4 белая пешка · e3 чёрная ладья · g3 чёрный ферзь · h3 чёрная ладья · a2 белая пешка · d2 белый ферзь · g2 белая пешка · a1 белая ладья · f1 белая ладья · g1 белый король | g8 чёрный король · a7 чёрная пешка · b7 чёрная пешка · d7 чёрный конь · g7 чёрная пешка · h7 чёрная пешка · d6 чёрный слон · e6 белый конь · d5 белая пешка · f5 чёрная пешка · b4 белая пешка · c4 белая пешка · e3 чёрная ладья · g3 чёрный ферзь · h3 чёрная ладья · a2 белая пешка · d2 белый ферзь · g2 белая пешка · a1 белая ладья · f1 белая ладья · g1 белый король | 7 |
| 6 | g8 чёрный король · a7 чёрная пешка · b7 чёрная пешка · d7 чёрный конь · g7 чёрная пешка · h7 чёрная пешка · d6 чёрный слон · e6 белый конь · d5 белая пешка · f5 чёрная пешка · b4 белая пешка · c4 белая пешка · e3 чёрная ладья · g3 чёрный ферзь · h3 чёрная ладья · a2 белая пешка · d2 белый ферзь · g2 белая пешка · a1 белая ладья · f1 белая ладья · g1 белый король | g8 чёрный король · a7 чёрная пешка · b7 чёрная пешка · d7 чёрный конь · g7 чёрная пешка · h7 чёрная пешка · d6 чёрный слон · e6 белый конь · d5 белая пешка · f5 чёрная пешка · b4 белая пешка · c4 белая пешка · e3 чёрная ладья · g3 чёрный ферзь · h3 чёрная ладья · a2 белая пешка · d2 белый ферзь · g2 белая пешка · a1 белая ладья · f1 белая ладья · g1 белый король | g8 чёрный король · a7 чёрная пешка · b7 чёрная пешка · d7 чёрный конь · g7 чёрная пешка · h7 чёрная пешка · d6 чёрный слон · e6 белый конь · d5 белая пешка · f5 чёрная пешка · b4 белая пешка · c4 белая пешка · e3 чёрная ладья · g3 чёрный ферзь · h3 чёрная ладья · a2 белая пешка · d2 белый ферзь · g2 белая пешка · a1 белая ладья · f1 белая ладья · g1 белый король | g8 чёрный король · a7 чёрная пешка · b7 чёрная пешка · d7 чёрный конь · g7 чёрная пешка · h7 чёрная пешка · d6 чёрный слон · e6 белый конь · d5 белая пешка · f5 чёрная пешка · b4 белая пешка · c4 белая пешка · e3 чёрная ладья · g3 чёрный ферзь · h3 чёрная ладья · a2 белая пешка · d2 белый ферзь · g2 белая пешка · a1 белая ладья · f1 белая ладья · g1 белый король | g8 чёрный король · a7 чёрная пешка · b7 чёрная пешка · d7 чёрный конь · g7 чёрная пешка · h7 чёрная пешка · d6 чёрный слон · e6 белый конь · d5 белая пешка · f5 чёрная пешка · b4 белая пешка · c4 белая пешка · e3 чёрная ладья · g3 чёрный ферзь · h3 чёрная ладья · a2 белая пешка · d2 белый ферзь · g2 белая пешка · a1 белая ладья · f1 белая ладья · g1 белый король | g8 чёрный король · a7 чёрная пешка · b7 чёрная пешка · d7 чёрный конь · g7 чёрная пешка · h7 чёрная пешка · d6 чёрный слон · e6 белый конь · d5 белая пешка · f5 чёрная пешка · b4 белая пешка · c4 белая пешка · e3 чёрная ладья · g3 чёрный ферзь · h3 чёрная ладья · a2 белая пешка · d2 белый ферзь · g2 белая пешка · a1 белая ладья · f1 белая ладья · g1 белый король | g8 чёрный король · a7 чёрная пешка · b7 чёрная пешка · d7 чёрный конь · g7 чёрная пешка · h7 чёрная пешка · d6 чёрный слон · e6 белый конь · d5 белая пешка · f5 чёрная пешка · b4 белая пешка · c4 белая пешка · e3 чёрная ладья · g3 чёрный ферзь · h3 чёрная ладья · a2 белая пешка · d2 белый ферзь · g2 белая пешка · a1 белая ладья · f1 белая ладья · g1 белый король | g8 чёрный король · a7 чёрная пешка · b7 чёрная пешка · d7 чёрный конь · g7 чёрная пешка · h7 чёрная пешка · d6 чёрный слон · e6 белый конь · d5 белая пешка · f5 чёрная пешка · b4 белая пешка · c4 белая пешка · e3 чёрная ладья · g3 чёрный ферзь · h3 чёрная ладья · a2 белая пешка · d2 белый ферзь · g2 белая пешка · a1 белая ладья · f1 белая ладья · g1 белый король | 6 |
| 5 | g8 чёрный король · a7 чёрная пешка · b7 чёрная пешка · d7 чёрный конь · g7 чёрная пешка · h7 чёрная пешка · d6 чёрный слон · e6 белый конь · d5 белая пешка · f5 чёрная пешка · b4 белая пешка · c4 белая пешка · e3 чёрная ладья · g3 чёрный ферзь · h3 чёрная ладья · a2 белая пешка · d2 белый ферзь · g2 белая пешка · a1 белая ладья · f1 белая ладья · g1 белый король | g8 чёрный король · a7 чёрная пешка · b7 чёрная пешка · d7 чёрный конь · g7 чёрная пешка · h7 чёрная пешка · d6 чёрный слон · e6 белый конь · d5 белая пешка · f5 чёрная пешка · b4 белая пешка · c4 белая пешка · e3 чёрная ладья · g3 чёрный ферзь · h3 чёрная ладья · a2 белая пешка · d2 белый ферзь · g2 белая пешка · a1 белая ладья · f1 белая ладья · g1 белый король | g8 чёрный король · a7 чёрная пешка · b7 чёрная пешка · d7 чёрный конь · g7 чёрная пешка · h7 чёрная пешка · d6 чёрный слон · e6 белый конь · d5 белая пешка · f5 чёрная пешка · b4 белая пешка · c4 белая пешка · e3 чёрная ладья · g3 чёрный ферзь · h3 чёрная ладья · a2 белая пешка · d2 белый ферзь · g2 белая пешка · a1 белая ладья · f1 белая ладья · g1 белый король | g8 чёрный король · a7 чёрная пешка · b7 чёрная пешка · d7 чёрный конь · g7 чёрная пешка · h7 чёрная пешка · d6 чёрный слон · e6 белый конь · d5 белая пешка · f5 чёрная пешка · b4 белая пешка · c4 белая пешка · e3 чёрная ладья · g3 чёрный ферзь · h3 чёрная ладья · a2 белая пешка · d2 белый ферзь · g2 белая пешка · a1 белая ладья · f1 белая ладья · g1 белый король | g8 чёрный король · a7 чёрная пешка · b7 чёрная пешка · d7 чёрный конь · g7 чёрная пешка · h7 чёрная пешка · d6 чёрный слон · e6 белый конь · d5 белая пешка · f5 чёрная пешка · b4 белая пешка · c4 белая пешка · e3 чёрная ладья · g3 чёрный ферзь · h3 чёрная ладья · a2 белая пешка · d2 белый ферзь · g2 белая пешка · a1 белая ладья · f1 белая ладья · g1 белый король | g8 чёрный король · a7 чёрная пешка · b7 чёрная пешка · d7 чёрный конь · g7 чёрная пешка · h7 чёрная пешка · d6 чёрный слон · e6 белый конь · d5 белая пешка · f5 чёрная пешка · b4 белая пешка · c4 белая пешка · e3 чёрная ладья · g3 чёрный ферзь · h3 чёрная ладья · a2 белая пешка · d2 белый ферзь · g2 белая пешка · a1 белая ладья · f1 белая ладья · g1 белый король | g8 чёрный король · a7 чёрная пешка · b7 чёрная пешка · d7 чёрный конь · g7 чёрная пешка · h7 чёрная пешка · d6 чёрный слон · e6 белый конь · d5 белая пешка · f5 чёрная пешка · b4 белая пешка · c4 белая пешка · e3 чёрная ладья · g3 чёрный ферзь · h3 чёрная ладья · a2 белая пешка · d2 белый ферзь · g2 белая пешка · a1 белая ладья · f1 белая ладья · g1 белый король | g8 чёрный король · a7 чёрная пешка · b7 чёрная пешка · d7 чёрный конь · g7 чёрная пешка · h7 чёрная пешка · d6 чёрный слон · e6 белый конь · d5 белая пешка · f5 чёрная пешка · b4 белая пешка · c4 белая пешка · e3 чёрная ладья · g3 чёрный ферзь · h3 чёрная ладья · a2 белая пешка · d2 белый ферзь · g2 белая пешка · a1 белая ладья · f1 белая ладья · g1 белый король | 5 |
| 4 | g8 чёрный король · a7 чёрная пешка · b7 чёрная пешка · d7 чёрный конь · g7 чёрная пешка · h7 чёрная пешка · d6 чёрный слон · e6 белый конь · d5 белая пешка · f5 чёрная пешка · b4 белая пешка · c4 белая пешка · e3 чёрная ладья · g3 чёрный ферзь · h3 чёрная ладья · a2 белая пешка · d2 белый ферзь · g2 белая пешка · a1 белая ладья · f1 белая ладья · g1 белый король | g8 чёрный король · a7 чёрная пешка · b7 чёрная пешка · d7 чёрный конь · g7 чёрная пешка · h7 чёрная пешка · d6 чёрный слон · e6 белый конь · d5 белая пешка · f5 чёрная пешка · b4 белая пешка · c4 белая пешка · e3 чёрная ладья · g3 чёрный ферзь · h3 чёрная ладья · a2 белая пешка · d2 белый ферзь · g2 белая пешка · a1 белая ладья · f1 белая ладья · g1 белый король | g8 чёрный король · a7 чёрная пешка · b7 чёрная пешка · d7 чёрный конь · g7 чёрная пешка · h7 чёрная пешка · d6 чёрный слон · e6 белый конь · d5 белая пешка · f5 чёрная пешка · b4 белая пешка · c4 белая пешка · e3 чёрная ладья · g3 чёрный ферзь · h3 чёрная ладья · a2 белая пешка · d2 белый ферзь · g2 белая пешка · a1 белая ладья · f1 белая ладья · g1 белый король | g8 чёрный король · a7 чёрная пешка · b7 чёрная пешка · d7 чёрный конь · g7 чёрная пешка · h7 чёрная пешка · d6 чёрный слон · e6 белый конь · d5 белая пешка · f5 чёрная пешка · b4 белая пешка · c4 белая пешка · e3 чёрная ладья · g3 чёрный ферзь · h3 чёрная ладья · a2 белая пешка · d2 белый ферзь · g2 белая пешка · a1 белая ладья · f1 белая ладья · g1 белый король | g8 чёрный король · a7 чёрная пешка · b7 чёрная пешка · d7 чёрный конь · g7 чёрная пешка · h7 чёрная пешка · d6 чёрный слон · e6 белый конь · d5 белая пешка · f5 чёрная пешка · b4 белая пешка · c4 белая пешка · e3 чёрная ладья · g3 чёрный ферзь · h3 чёрная ладья · a2 белая пешка · d2 белый ферзь · g2 белая пешка · a1 белая ладья · f1 белая ладья · g1 белый король | g8 чёрный король · a7 чёрная пешка · b7 чёрная пешка · d7 чёрный конь · g7 чёрная пешка · h7 чёрная пешка · d6 чёрный слон · e6 белый конь · d5 белая пешка · f5 чёрная пешка · b4 белая пешка · c4 белая пешка · e3 чёрная ладья · g3 чёрный ферзь · h3 чёрная ладья · a2 белая пешка · d2 белый ферзь · g2 белая пешка · a1 белая ладья · f1 белая ладья · g1 белый король | g8 чёрный король · a7 чёрная пешка · b7 чёрная пешка · d7 чёрный конь · g7 чёрная пешка · h7 чёрная пешка · d6 чёрный слон · e6 белый конь · d5 белая пешка · f5 чёрная пешка · b4 белая пешка · c4 белая пешка · e3 чёрная ладья · g3 чёрный ферзь · h3 чёрная ладья · a2 белая пешка · d2 белый ферзь · g2 белая пешка · a1 белая ладья · f1 белая ладья · g1 белый король | g8 чёрный король · a7 чёрная пешка · b7 чёрная пешка · d7 чёрный конь · g7 чёрная пешка · h7 чёрная пешка · d6 чёрный слон · e6 белый конь · d5 белая пешка · f5 чёрная пешка · b4 белая пешка · c4 белая пешка · e3 чёрная ладья · g3 чёрный ферзь · h3 чёрная ладья · a2 белая пешка · d2 белый ферзь · g2 белая пешка · a1 белая ладья · f1 белая ладья · g1 белый король | 4 |
| 3 | g8 чёрный король · a7 чёрная пешка · b7 чёрная пешка · d7 чёрный конь · g7 чёрная пешка · h7 чёрная пешка · d6 чёрный слон · e6 белый конь · d5 белая пешка · f5 чёрная пешка · b4 белая пешка · c4 белая пешка · e3 чёрная ладья · g3 чёрный ферзь · h3 чёрная ладья · a2 белая пешка · d2 белый ферзь · g2 белая пешка · a1 белая ладья · f1 белая ладья · g1 белый король | g8 чёрный король · a7 чёрная пешка · b7 чёрная пешка · d7 чёрный конь · g7 чёрная пешка · h7 чёрная пешка · d6 чёрный слон · e6 белый конь · d5 белая пешка · f5 чёрная пешка · b4 белая пешка · c4 белая пешка · e3 чёрная ладья · g3 чёрный ферзь · h3 чёрная ладья · a2 белая пешка · d2 белый ферзь · g2 белая пешка · a1 белая ладья · f1 белая ладья · g1 белый король | g8 чёрный король · a7 чёрная пешка · b7 чёрная пешка · d7 чёрный конь · g7 чёрная пешка · h7 чёрная пешка · d6 чёрный слон · e6 белый конь · d5 белая пешка · f5 чёрная пешка · b4 белая пешка · c4 белая пешка · e3 чёрная ладья · g3 чёрный ферзь · h3 чёрная ладья · a2 белая пешка · d2 белый ферзь · g2 белая пешка · a1 белая ладья · f1 белая ладья · g1 белый король | g8 чёрный король · a7 чёрная пешка · b7 чёрная пешка · d7 чёрный конь · g7 чёрная пешка · h7 чёрная пешка · d6 чёрный слон · e6 белый конь · d5 белая пешка · f5 чёрная пешка · b4 белая пешка · c4 белая пешка · e3 чёрная ладья · g3 чёрный ферзь · h3 чёрная ладья · a2 белая пешка · d2 белый ферзь · g2 белая пешка · a1 белая ладья · f1 белая ладья · g1 белый король | g8 чёрный король · a7 чёрная пешка · b7 чёрная пешка · d7 чёрный конь · g7 чёрная пешка · h7 чёрная пешка · d6 чёрный слон · e6 белый конь · d5 белая пешка · f5 чёрная пешка · b4 белая пешка · c4 белая пешка · e3 чёрная ладья · g3 чёрный ферзь · h3 чёрная ладья · a2 белая пешка · d2 белый ферзь · g2 белая пешка · a1 белая ладья · f1 белая ладья · g1 белый король | g8 чёрный король · a7 чёрная пешка · b7 чёрная пешка · d7 чёрный конь · g7 чёрная пешка · h7 чёрная пешка · d6 чёрный слон · e6 белый конь · d5 белая пешка · f5 чёрная пешка · b4 белая пешка · c4 белая пешка · e3 чёрная ладья · g3 чёрный ферзь · h3 чёрная ладья · a2 белая пешка · d2 белый ферзь · g2 белая пешка · a1 белая ладья · f1 белая ладья · g1 белый король | g8 чёрный король · a7 чёрная пешка · b7 чёрная пешка · d7 чёрный конь · g7 чёрная пешка · h7 чёрная пешка · d6 чёрный слон · e6 белый конь · d5 белая пешка · f5 чёрная пешка · b4 белая пешка · c4 белая пешка · e3 чёрная ладья · g3 чёрный ферзь · h3 чёрная ладья · a2 белая пешка · d2 белый ферзь · g2 белая пешка · a1 белая ладья · f1 белая ладья · g1 белый король | g8 чёрный король · a7 чёрная пешка · b7 чёрная пешка · d7 чёрный конь · g7 чёрная пешка · h7 чёрная пешка · d6 чёрный слон · e6 белый конь · d5 белая пешка · f5 чёрная пешка · b4 белая пешка · c4 белая пешка · e3 чёрная ладья · g3 чёрный ферзь · h3 чёрная ладья · a2 белая пешка · d2 белый ферзь · g2 белая пешка · a1 белая ладья · f1 белая ладья · g1 белый король | 3 |
| 2 | g8 чёрный король · a7 чёрная пешка · b7 чёрная пешка · d7 чёрный конь · g7 чёрная пешка · h7 чёрная пешка · d6 чёрный слон · e6 белый конь · d5 белая пешка · f5 чёрная пешка · b4 белая пешка · c4 белая пешка · e3 чёрная ладья · g3 чёрный ферзь · h3 чёрная ладья · a2 белая пешка · d2 белый ферзь · g2 белая пешка · a1 белая ладья · f1 белая ладья · g1 белый король | g8 чёрный король · a7 чёрная пешка · b7 чёрная пешка · d7 чёрный конь · g7 чёрная пешка · h7 чёрная пешка · d6 чёрный слон · e6 белый конь · d5 белая пешка · f5 чёрная пешка · b4 белая пешка · c4 белая пешка · e3 чёрная ладья · g3 чёрный ферзь · h3 чёрная ладья · a2 белая пешка · d2 белый ферзь · g2 белая пешка · a1 белая ладья · f1 белая ладья · g1 белый король | g8 чёрный король · a7 чёрная пешка · b7 чёрная пешка · d7 чёрный конь · g7 чёрная пешка · h7 чёрная пешка · d6 чёрный слон · e6 белый конь · d5 белая пешка · f5 чёрная пешка · b4 белая пешка · c4 белая пешка · e3 чёрная ладья · g3 чёрный ферзь · h3 чёрная ладья · a2 белая пешка · d2 белый ферзь · g2 белая пешка · a1 белая ладья · f1 белая ладья · g1 белый король | g8 чёрный король · a7 чёрная пешка · b7 чёрная пешка · d7 чёрный конь · g7 чёрная пешка · h7 чёрная пешка · d6 чёрный слон · e6 белый конь · d5 белая пешка · f5 чёрная пешка · b4 белая пешка · c4 белая пешка · e3 чёрная ладья · g3 чёрный ферзь · h3 чёрная ладья · a2 белая пешка · d2 белый ферзь · g2 белая пешка · a1 белая ладья · f1 белая ладья · g1 белый король | g8 чёрный король · a7 чёрная пешка · b7 чёрная пешка · d7 чёрный конь · g7 чёрная пешка · h7 чёрная пешка · d6 чёрный слон · e6 белый конь · d5 белая пешка · f5 чёрная пешка · b4 белая пешка · c4 белая пешка · e3 чёрная ладья · g3 чёрный ферзь · h3 чёрная ладья · a2 белая пешка · d2 белый ферзь · g2 белая пешка · a1 белая ладья · f1 белая ладья · g1 белый король | g8 чёрный король · a7 чёрная пешка · b7 чёрная пешка · d7 чёрный конь · g7 чёрная пешка · h7 чёрная пешка · d6 чёрный слон · e6 белый конь · d5 белая пешка · f5 чёрная пешка · b4 белая пешка · c4 белая пешка · e3 чёрная ладья · g3 чёрный ферзь · h3 чёрная ладья · a2 белая пешка · d2 белый ферзь · g2 белая пешка · a1 белая ладья · f1 белая ладья · g1 белый король | g8 чёрный король · a7 чёрная пешка · b7 чёрная пешка · d7 чёрный конь · g7 чёрная пешка · h7 чёрная пешка · d6 чёрный слон · e6 белый конь · d5 белая пешка · f5 чёрная пешка · b4 белая пешка · c4 белая пешка · e3 чёрная ладья · g3 чёрный ферзь · h3 чёрная ладья · a2 белая пешка · d2 белый ферзь · g2 белая пешка · a1 белая ладья · f1 белая ладья · g1 белый король | g8 чёрный король · a7 чёрная пешка · b7 чёрная пешка · d7 чёрный конь · g7 чёрная пешка · h7 чёрная пешка · d6 чёрный слон · e6 белый конь · d5 белая пешка · f5 чёрная пешка · b4 белая пешка · c4 белая пешка · e3 чёрная ладья · g3 чёрный ферзь · h3 чёрная ладья · a2 белая пешка · d2 белый ферзь · g2 белая пешка · a1 белая ладья · f1 белая ладья · g1 белый король | 2 |
| 1 | g8 чёрный король · a7 чёрная пешка · b7 чёрная пешка · d7 чёрный конь · g7 чёрная пешка · h7 чёрная пешка · d6 чёрный слон · e6 белый конь · d5 белая пешка · f5 чёрная пешка · b4 белая пешка · c4 белая пешка · e3 чёрная ладья · g3 чёрный ферзь · h3 чёрная ладья · a2 белая пешка · d2 белый ферзь · g2 белая пешка · a1 белая ладья · f1 белая ладья · g1 белый король | g8 чёрный король · a7 чёрная пешка · b7 чёрная пешка · d7 чёрный конь · g7 чёрная пешка · h7 чёрная пешка · d6 чёрный слон · e6 белый конь · d5 белая пешка · f5 чёрная пешка · b4 белая пешка · c4 белая пешка · e3 чёрная ладья · g3 чёрный ферзь · h3 чёрная ладья · a2 белая пешка · d2 белый ферзь · g2 белая пешка · a1 белая ладья · f1 белая ладья · g1 белый король | g8 чёрный король · a7 чёрная пешка · b7 чёрная пешка · d7 чёрный конь · g7 чёрная пешка · h7 чёрная пешка · d6 чёрный слон · e6 белый конь · d5 белая пешка · f5 чёрная пешка · b4 белая пешка · c4 белая пешка · e3 чёрная ладья · g3 чёрный ферзь · h3 чёрная ладья · a2 белая пешка · d2 белый ферзь · g2 белая пешка · a1 белая ладья · f1 белая ладья · g1 белый король | g8 чёрный король · a7 чёрная пешка · b7 чёрная пешка · d7 чёрный конь · g7 чёрная пешка · h7 чёрная пешка · d6 чёрный слон · e6 белый конь · d5 белая пешка · f5 чёрная пешка · b4 белая пешка · c4 белая пешка · e3 чёрная ладья · g3 чёрный ферзь · h3 чёрная ладья · a2 белая пешка · d2 белый ферзь · g2 белая пешка · a1 белая ладья · f1 белая ладья · g1 белый король | g8 чёрный король · a7 чёрная пешка · b7 чёрная пешка · d7 чёрный конь · g7 чёрная пешка · h7 чёрная пешка · d6 чёрный слон · e6 белый конь · d5 белая пешка · f5 чёрная пешка · b4 белая пешка · c4 белая пешка · e3 чёрная ладья · g3 чёрный ферзь · h3 чёрная ладья · a2 белая пешка · d2 белый ферзь · g2 белая пешка · a1 белая ладья · f1 белая ладья · g1 белый король | g8 чёрный король · a7 чёрная пешка · b7 чёрная пешка · d7 чёрный конь · g7 чёрная пешка · h7 чёрная пешка · d6 чёрный слон · e6 белый конь · d5 белая пешка · f5 чёрная пешка · b4 белая пешка · c4 белая пешка · e3 чёрная ладья · g3 чёрный ферзь · h3 чёрная ладья · a2 белая пешка · d2 белый ферзь · g2 белая пешка · a1 белая ладья · f1 белая ладья · g1 белый король | g8 чёрный король · a7 чёрная пешка · b7 чёрная пешка · d7 чёрный конь · g7 чёрная пешка · h7 чёрная пешка · d6 чёрный слон · e6 белый конь · d5 белая пешка · f5 чёрная пешка · b4 белая пешка · c4 белая пешка · e3 чёрная ладья · g3 чёрный ферзь · h3 чёрная ладья · a2 белая пешка · d2 белый ферзь · g2 белая пешка · a1 белая ладья · f1 белая ладья · g1 белый король | g8 чёрный король · a7 чёрная пешка · b7 чёрная пешка · d7 чёрный конь · g7 чёрная пешка · h7 чёрная пешка · d6 чёрный слон · e6 белый конь · d5 белая пешка · f5 чёрная пешка · b4 белая пешка · c4 белая пешка · e3 чёрная ладья · g3 чёрный ферзь · h3 чёрная ладья · a2 белая пешка · d2 белый ферзь · g2 белая пешка · a1 белая ладья · f1 белая ладья · g1 белый король | 1 |
|   | a | b | c | d | e | f | g | h |   |

Венгерский писатель, мультипликатор и художник Иштван Орос опубликовал в 2014 году книгу «Шахматы на острове. Повесть о партии, повлиявшей на судьбы мира» (венг. «Sakkparti a szigeten»), которая в 2018 году вышла ещё и в переводе на русский язык. Сюжет её вращается вокруг пребывания Ленина на Капри и его шахматной партии с Богдановым, а также вокруг судьбы фотографий, сделанных там будущим кинорежиссёром и оператором Юрием Желябужским. Литературный критик газеты «Коммерсантъ» Алексей Мокроусов охарактеризовал жанр книги как эссе. Он отметил, что это второе обращение Ороса к этому событию. Ранее он снял мультфильм, посвящёный якобы дошедшей до нашего времени шахматной партии между Лениным (белые) и Богдановым 24 апреля 1908 года, текст которой Иштван Орос разместил в своей книге: 1. e4 Кf6 2. e5 Кd5 3. d4 d6 4. c4 Кb6 5. f4 dxe5 6. fxe5 Кc6 7. Сe3 Сf5 8. Кc3 e6 9. Кf3 Сe7 10. Сe2 O-O 11. O-O f6 12. Кh4 fxe5 13. Кxf5 exf5 14. d5 Кd4 15. Сxd4 exd4 16. Фxd4 Кd7 17. Kрh1 Сc5 18. Фd3 Фg5 19. Кb5 Лae8 20. Сf3 Лe3 21. Фd2 Лf6 22. b4 Сe7 23. Кxc7 Лh6 24. Кe6 Фg3 25. h3 Сd6 26. Kрg1 Лxh3. Белые сдались.
Алексей Мокроусов отметил интерес автора книги к ярким деталям, «вплоть до сомнительных, с точки зрения историка, фактов». Сама же шахматная партия Ленина и Богданова, которую автор книги детально анализирует, в действительности, по утверждению Мокроусова, является записью партии, сыгранной в 1960 году между экипажами атомного ледокола «Ленин» и теплохода «Десна».

### В изобразительном искусстве

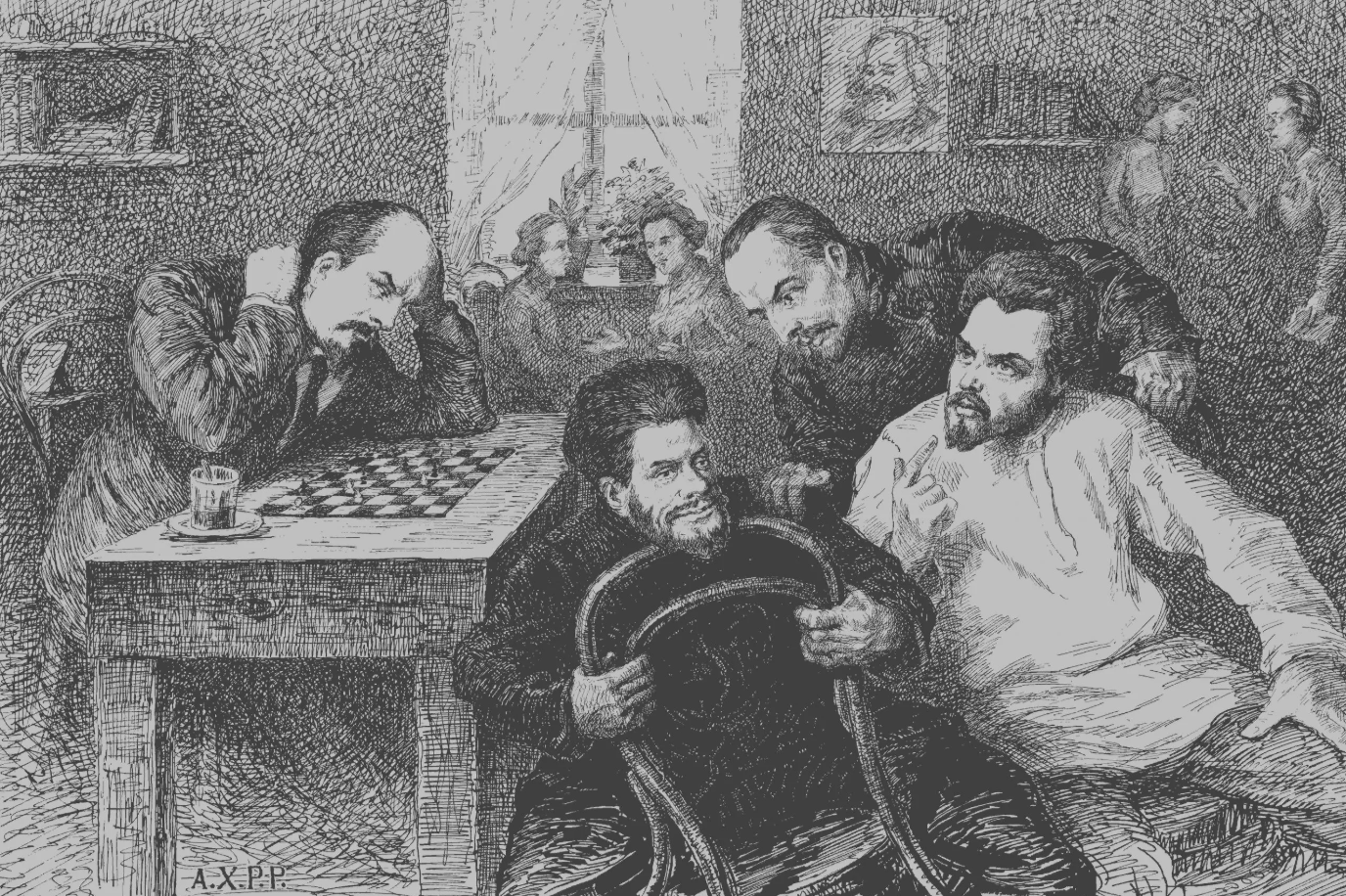
Пантелеймон Лепешинский. Ленин в Шушенском. Игра в шахматы с Лепешинским, Кржижановским и Старковым, 1920-е

В художественной коллекции Государственного исторического музея хранится зарисовка «Ленин в Шушенском. Игра в шахматы с Лепешинским, Кржижановским и Старковым» (бумага, тушь, перо, 38,7 х 56,6 см, инв. 112944 / 69), выполненная Пантелеймоном Лепешинским, на которой Ленин изображён играющим в шахматы с автором рисунка и двумя другими крупными деятелями большевистской партии — Глебом Кржижановским и Василием Старковым. Лепешинский не был профессиональным художником, но с юности увлекался живописью и даже закончил любительскую художественную школу. Считается, что рисунок выполнен в 1920-е годы. В книге воспоминаний «На повороте», которая была опубликована в 1922 году, Лепешинский описывает историю противостояния, изображённого на рисунке. Оно относится к первому знакомству двух политиков. Сначала Ленин сыграл несколько партий против Лепешинского и выиграл их. Тогда состоялась коллективная партия Старкова, Кржижановского и Лепешинского (автор называет их «Антанта») против победителя. Ленин изображён сидящим «…в застывшей позе над доской, как каменное изваяние, олицетворяющее сверхчеловеческое напряжение мысли. На его огромном лбу, с характерными сократовскими выпуклостями, выступили капельки пота, голова низко наклонена к шахматной доске, глаза неподвижны и устремлены на тот уголок её, где сосредоточен был стратегически главный пункт битвы… Цель его жизни в данный момент заключается в том, чтобы не поддаться, чтобы устоять, чтобы не признать себя побежденным…», — описывает изображение на рисунке автор аннотации к нему на официальном сайте Государственного исторического музея. Он отмечает, что описание в книге воспоминаний и рисунок «удивительным образом… практически полностью совпадают».
В 1926 году дореволюционный русский и советский художник Алексей Исупов уехал на лечение в Италию и оттуда на родину уже не вернулся. Незадолго до своей смерти супруга художника передала часть работ мужа советскому искусствоведу Владимиру Москвинову. Среди них был этюд, изображающий Ленина, играющего против трёх консультантов. Журналист Максим Иванов, автор статьи об этюде в журнале «64 — Шахматное обозрение», предположил, что замысел его появился у Исупова после знакомства с книгой Пантелеймона Лепешинского «На повороте». Художник детально восстановил как обстановку интерьера деревянного деревенского дома, так и атмосферу далёкого времени.
Известно большое количество картин, изображающих увлечение Ленина шахматами. На картине «Владимир Ильич Ленин на отдыхе», созданной художником Павлом Судаковым в 1950-х годах (не позднее 1957 года), он изображён в момент анализа позиции из партии Александра Алехина, незадолго до этого победившего на Всероссийской шахматной олимпиаде, которая состоялась в Москве в 1920 году. Художник Пётр Васильев на основе своих бесед с Надеждой Крупской создал работу, на которой изображены Ленин и Горький за игрой в шахматы в подмосковных Горках (1943).

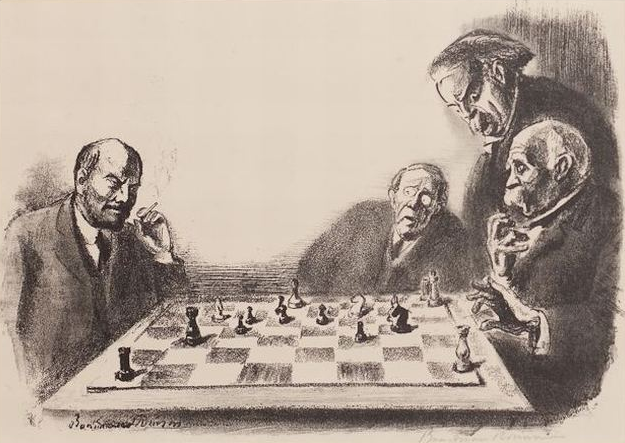
Боурдмен Робинсон. Игра в шахматы — Ленин, Вильсон, Ллойд Джордж и Клемансо, до 1952

Часто изображения посвящены детским годам Ленина и являются иллюстрациями к его биографии. На рисунке Льва Котлярова представлена вся семья Ульяновых за их привычными занятиями, при этом Владимир и Дмитрий Ульяновы сидят в глубине комнаты за столом с расставленными шахматами на доске. На рисунке Давида Хайкина маленький Володя играет в шахматы со своим отцом. Часто изображался Ленин играющим с детьми или обучающим их шахматам. Пример такого сюжета — картина Альберта Борисова «В. И. Ленин с детьми». Эту же тему поднимает рисунок московской художницы Надежды Корниенко «В. И. Ленин с детьми».
На рисунке Юрия Масютина «В. И. Ленин решает шахматную задачу» хорошо видна доска с расставленными фигурами, на ней белые начинают и ставят мат в три хода. Автор шахматной композиции, изображённой здесь, — американец Уильям Энтони Шинкман (1847—1933, «Offiziers-Schachzeitung», 1905).
Боурдмен Робинсон — канадско-американский художник, иллюстратор и карикатурист — создал карикатуру «Игра в шахматы — Ленин, Вильсон, Ллойд Джордж и Клемансо» (один из экземпляров этой литографии находится в Художественном музее Мида, инв. AC 1950.26).
Несколько картин, изображающих Ленина за шахматами, было представлено на выставке в Русском музее «Игра и страсть в русском изобразительном искусстве», прошедшей в 1999 году, картины вошли в каталог, опубликованный в этом же году.

### В спорте
В честь шахматного увлечения Ленина на острове Капри в 2015 году был проведён международный турнир «Остров Капри — Владимир Ленин». Его выиграл сербский гроссмейстер Миролюб Лазич.